# 反對逃犯條例修訂草案運動過程 (2021年3月)
| 2019年          | 尚未開始 | 尚未開始 | 3月至6月 | 3月至6月 | 3月至6月 | 3月至6月 | 7月 | 8月 | 9月    | 10月   | 11月   | 12月 |
| 2020年          | 1月      | 2月至4月 | 2月至4月 | 2月至4月 | 5月      | 6月      | 7月 | 8月 | 9月    | 10月   | 11月   | 12月 |
| 2021年          | 1月      | 2月      | 3月      | 4月      | 5月      | 6月      | 7月 | 8月 | 9-11月 | 9-11月 | 9-11月 | 12月 |
| 2022年1月或以後 |          |          |          |          |          |          |     |     |        |        |        |      |

反對《逃犯條例》修訂草案運動在2021年3月持續，香港立法會將於本月中旬審議《2021年公職（參選及任職）（雜項修訂）條例草案》，令政府正式宣佈立例規管香港區議員需宣誓效忠中華人民共和國後所引發的爭議由2月持續至今。另外，建制派和左派報章連番狙擊藝術作品和多個藝術團體違反《港區國安法》，相關的電影放映會亦臨時取消，被泛民媒體形容為香港文革。

## 1日

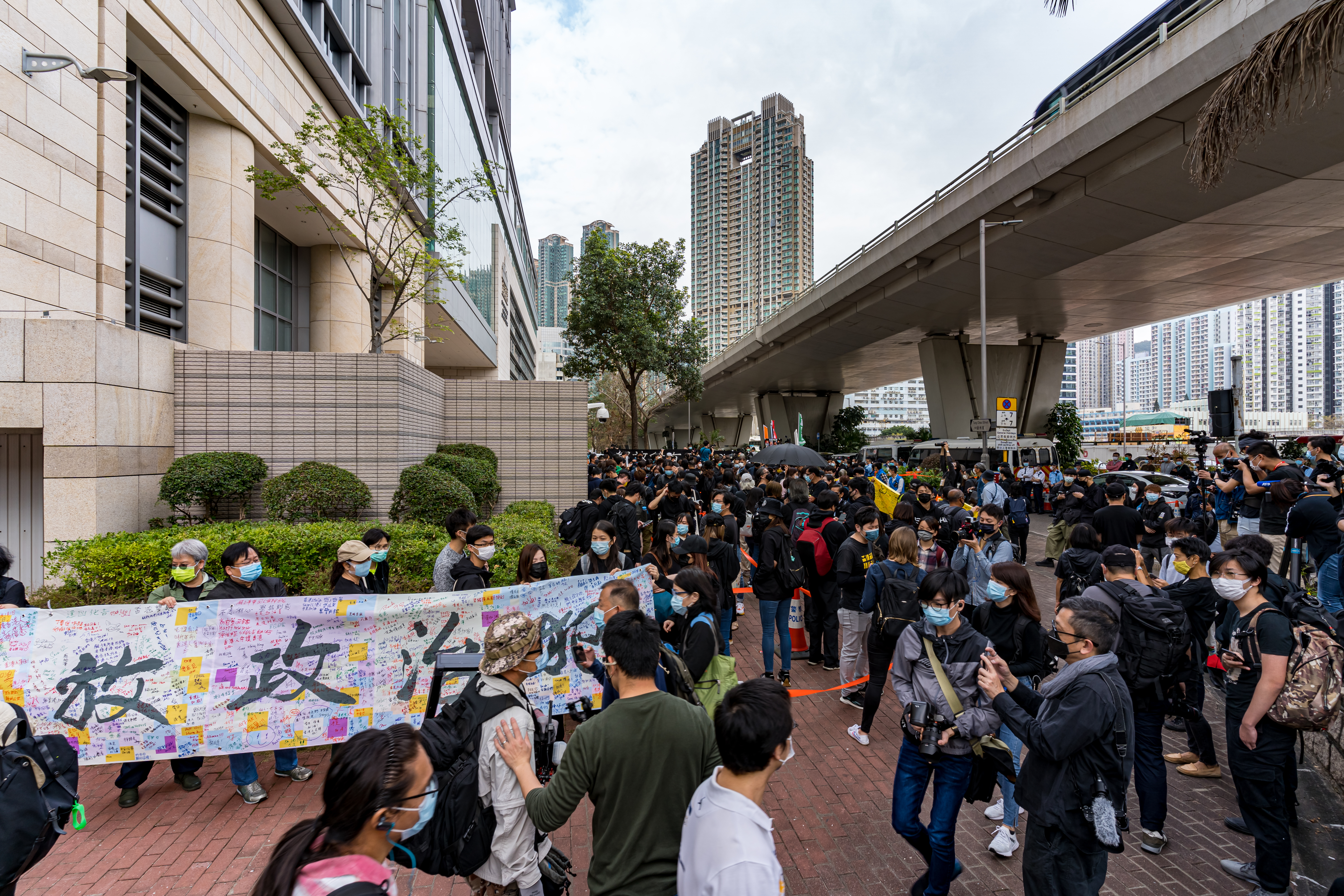
大批市民在法院外排隊聲援及輪候公眾席

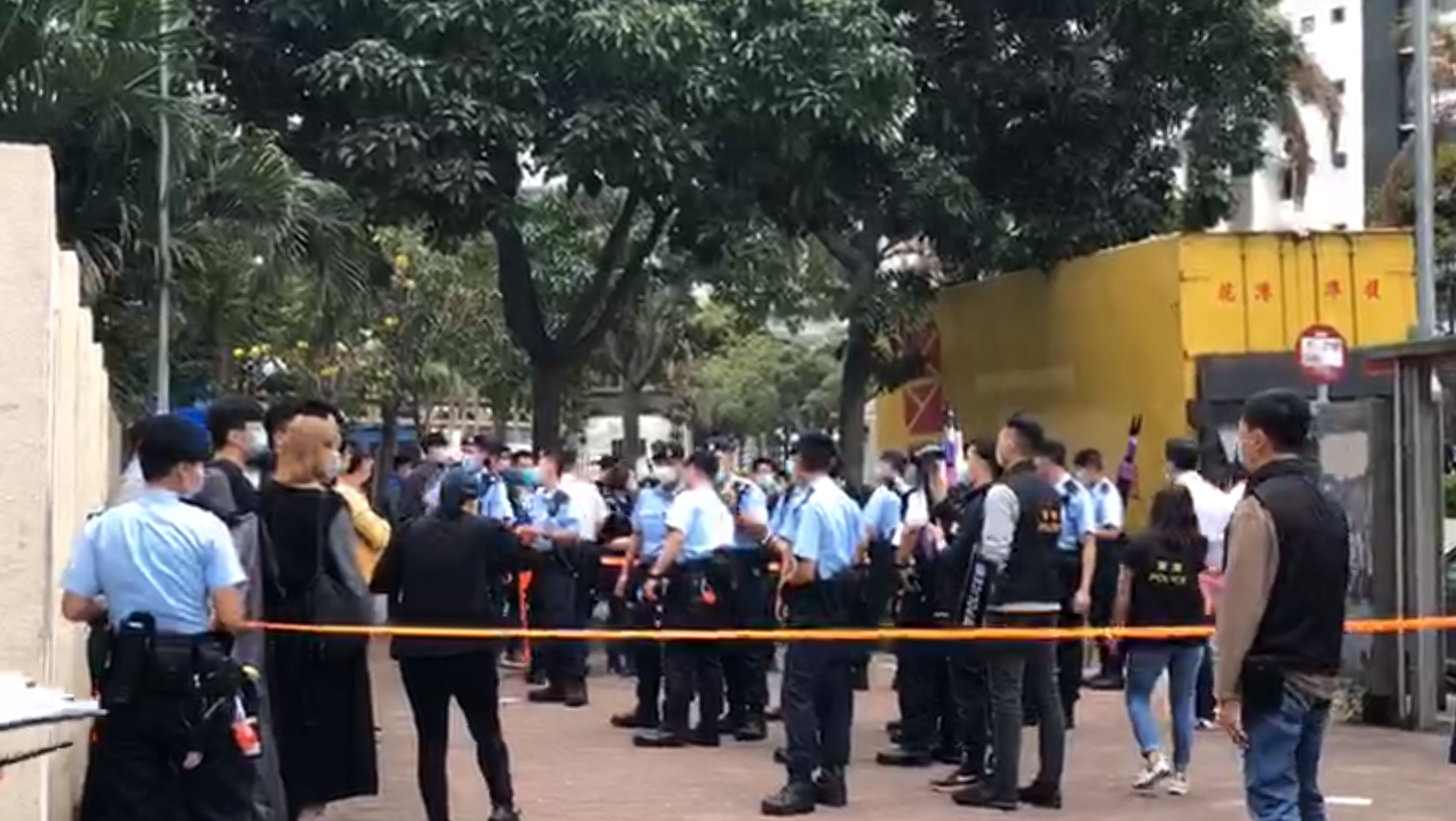
下午4時半，警方封鎖線延伸至東京街北近富昌邨巴士站位置，多名市民被截查

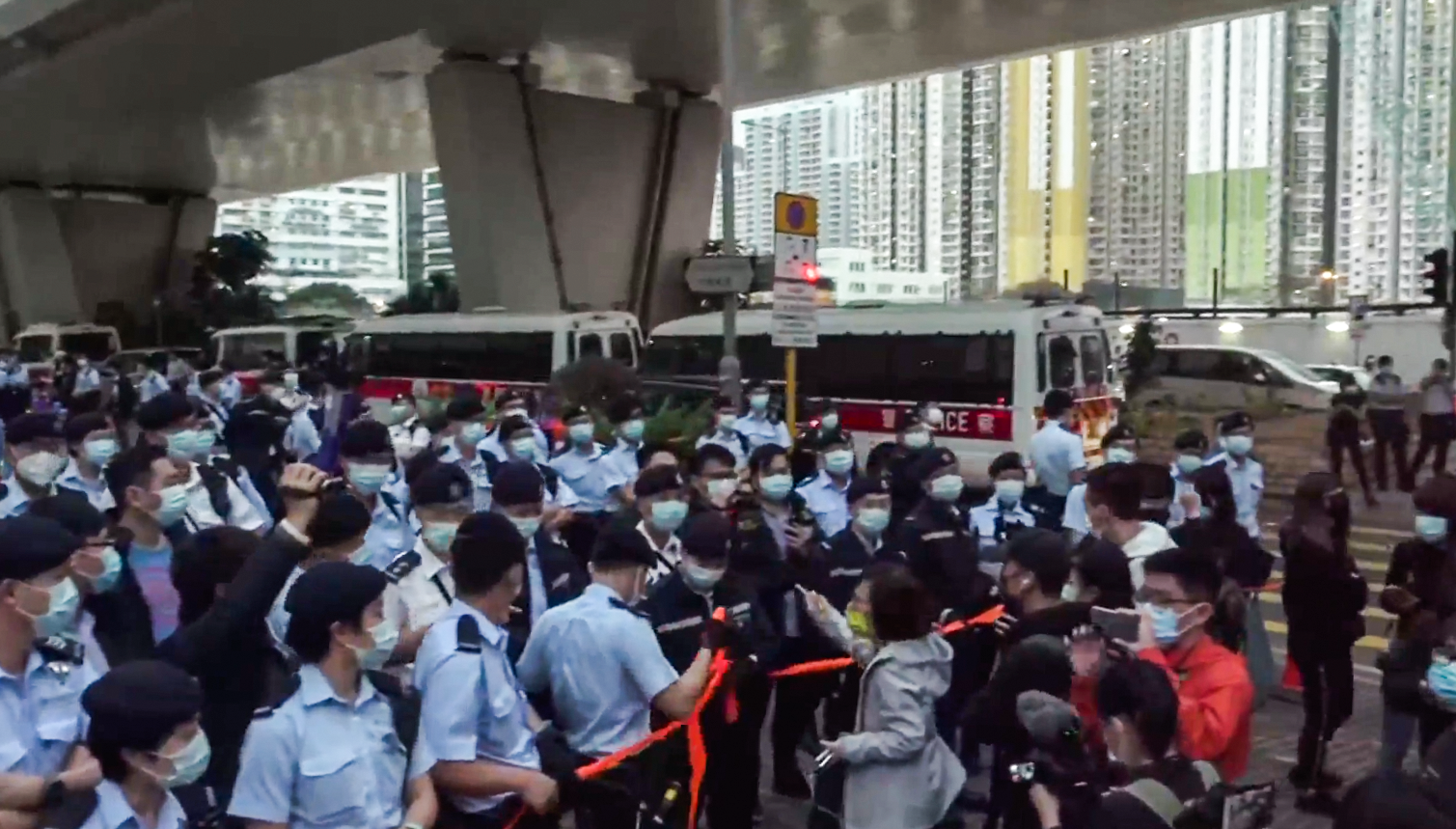
傍晚6時，至少20名警員由通州街開始推進

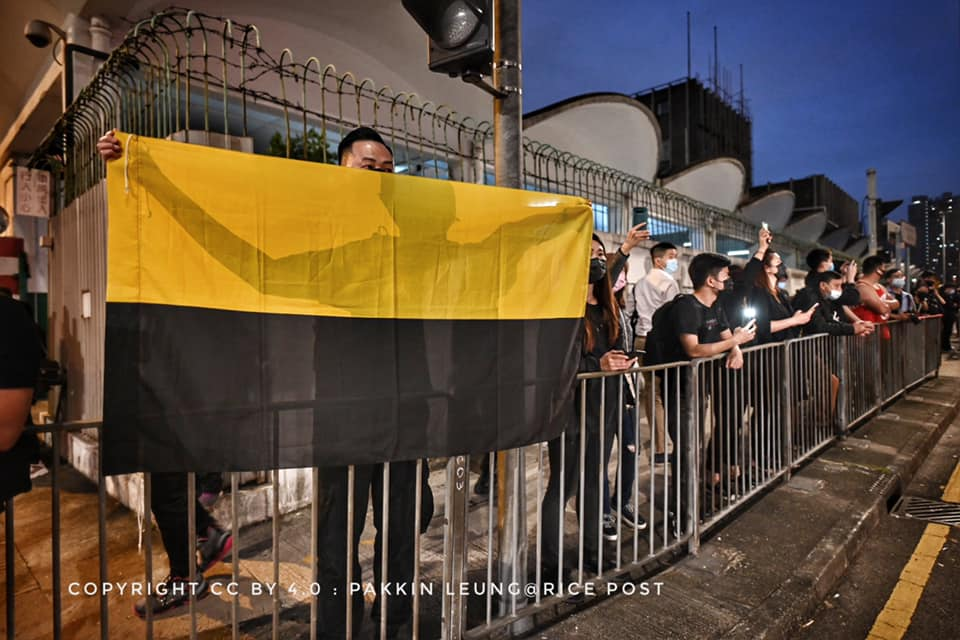
傍晚7時，大批市民在通州街聲援

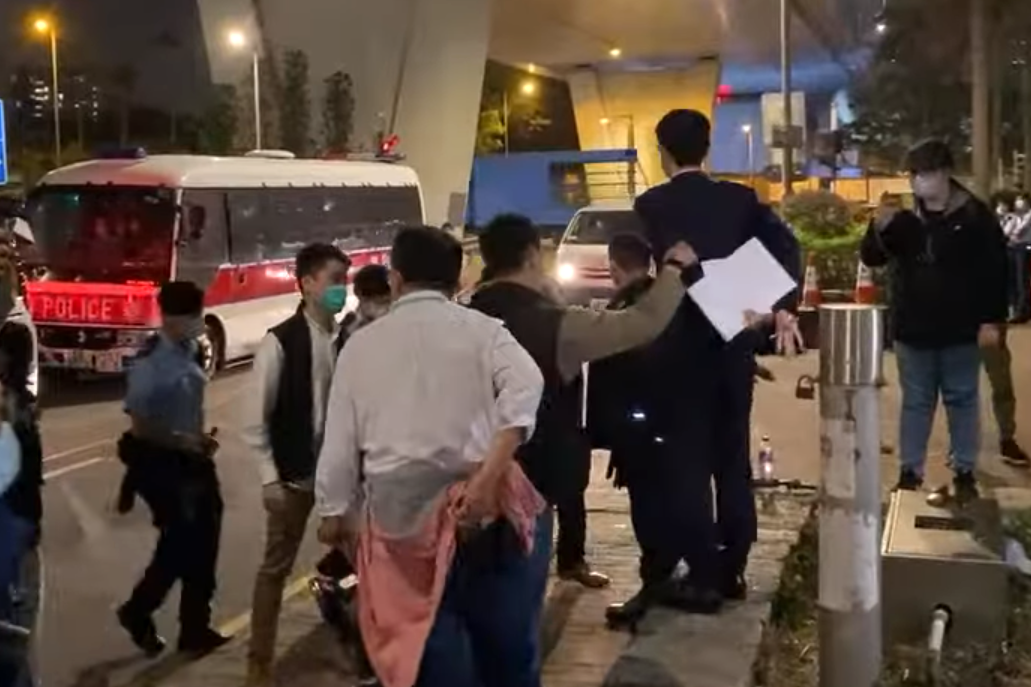
晚上約9時半，代表被告的律師丘律邦手持法律文件，進入法院遭警員拒絕，之後被帶上警車

### 47名民主派因「35+初選」被控串謀顛覆國家政權罪 在法院「馬拉松式」審訊
警方國家安全處於今年初就發起或參與民主派「35+」初選大舉拘捕55人，指他們涉嫌違反《港區國安法》，昨日(2月28日)向當中47人作出起訴，指他們涉嫌觸犯《港區國安法》中的「串謀顛覆國家政權罪」，被控人士今早(1日)陸續由囚車押解至西九龍裁判法院提堂。蘇惠德以馬拉松式聆訊，經過14小時審訊，47人期間沒有進食，且到凌晨1時只有16人未完成陳述申請保釋理據，被告之一的灣仔區議會主席楊雪盈在凌晨1時50分左右感到體力不支暈倒送院，另外三人（譚凱邦，林景楠，梁國雄）亦不適，送抵明愛醫院治理。總裁判官蘇惠德直到凌晨2時45分才決定休庭，並於翌日11時半續審。依慣例，未完成程序的被告應回到警署拘留，但蘇惠德稱因人數眾多，因此指示交由懲教署看管，這表示眾人都須送到收押所。最後一輛載運被告的囚車在翌日清晨6時30分才抵達荔枝角收押所，車上被告包括荃灣區議員岑敖暉、香港本土派人士鄒家成、民主黨前立法會議員林卓廷等人，但因已超過收押所規定的囚犯起床時間，而被告8時又要上車前往法院，基本上沒有睡覺時間。

#### 逾千人庭外聚集　警方高舉藍旗及紫旗 拉橙帶圍巴士站
大批黑衣的人士在法院外聚集，警方曾多次舉起藍旗，指集會違法。至下午氣氛緊張，最高峰時超過一千人聚集。在場警員同時高舉港區國安法的紫色警告旗。
今日凌晨時分，已開始有約20名人士到西九龍法院大樓外輪候公眾籌，準備今晨稍後時分入庭聽審，其時多名警員在場維持秩序。其後愈來愈多，至早上7時許，已大排長龍，另有其他人士在外圍聚集，包括有示威團體，至早上9時許，現場人數多達逾100人，當中不乏身穿黑衣人士，期間，警方一度舉藍旗，警告「這集會或遊行乃屬違法，請即散去」否則可能武力。
未幾有警員發現一名年約20歲男子疑未有戴好口罩，遂拉起橙帶封鎖部分法院外範圍，並提醒在場人士切勿觸犯防疫規例。警員其後將該名涉嫌違反「口罩令」男子票控，並發出定額罰款通知書。
11時許，聚集人士仍未散去，有警員持攝影機拍攝，另有警員呼籲現場等候人士遵守社交距離。示威團體方面，有不滿泛民行為的人士，展示印有被控泛民頭像及寫有:「泛民初選涉違選舉舞弊，違反國安法隨時終身坐監」字句的大橫額，呼喊口號。此外，亦有其他人士舉有「支持國安法，嚴懲47個暴徒」字句的標語牌，在場示威。
雖然庭內輪候公眾和家屬席人數早已爆滿，但至中午仍有過百人在大樓外排隊，希望入內支持。天主教香港教區榮休主教陳日君、民主黨創黨主席李柱銘、前主席劉慧卿和何俊仁等亦到場排隊；多國駐港領事館人員、外交代表及歐盟駐香港辦事處副辦事處主任Charles Whiteley（韋理斯）亦到場。
法庭約於下午5時45分關上其中一道鐵閘，但法庭職員指，記者仍可出入法庭，不過警方突然在通州街行車出入口拉起膠帶，一度禁止記者進入法庭，經傳媒多番交涉才獲放行。然後數十名軍裝警員亦突然由該行車道，向東京街西推進至花槽位置，要求記者讓開；數十名軍裝警員行過花槽，沿通州街的行人路推進，要求巿民離開行人路，數十名巿民被趕至對面馬路。晚上6時40分，至少20名警員由東京街開始推進，有警員開咪稱在場市民違犯限聚令，要求他們經東京街往荔枝角道離開。現場約有20名市民，包括王婆婆，最終大部份市民已沿東京街離開。另外，有軍裝警員於法院附近天橋位置駐守，不時截查身穿黑衣的市民。 

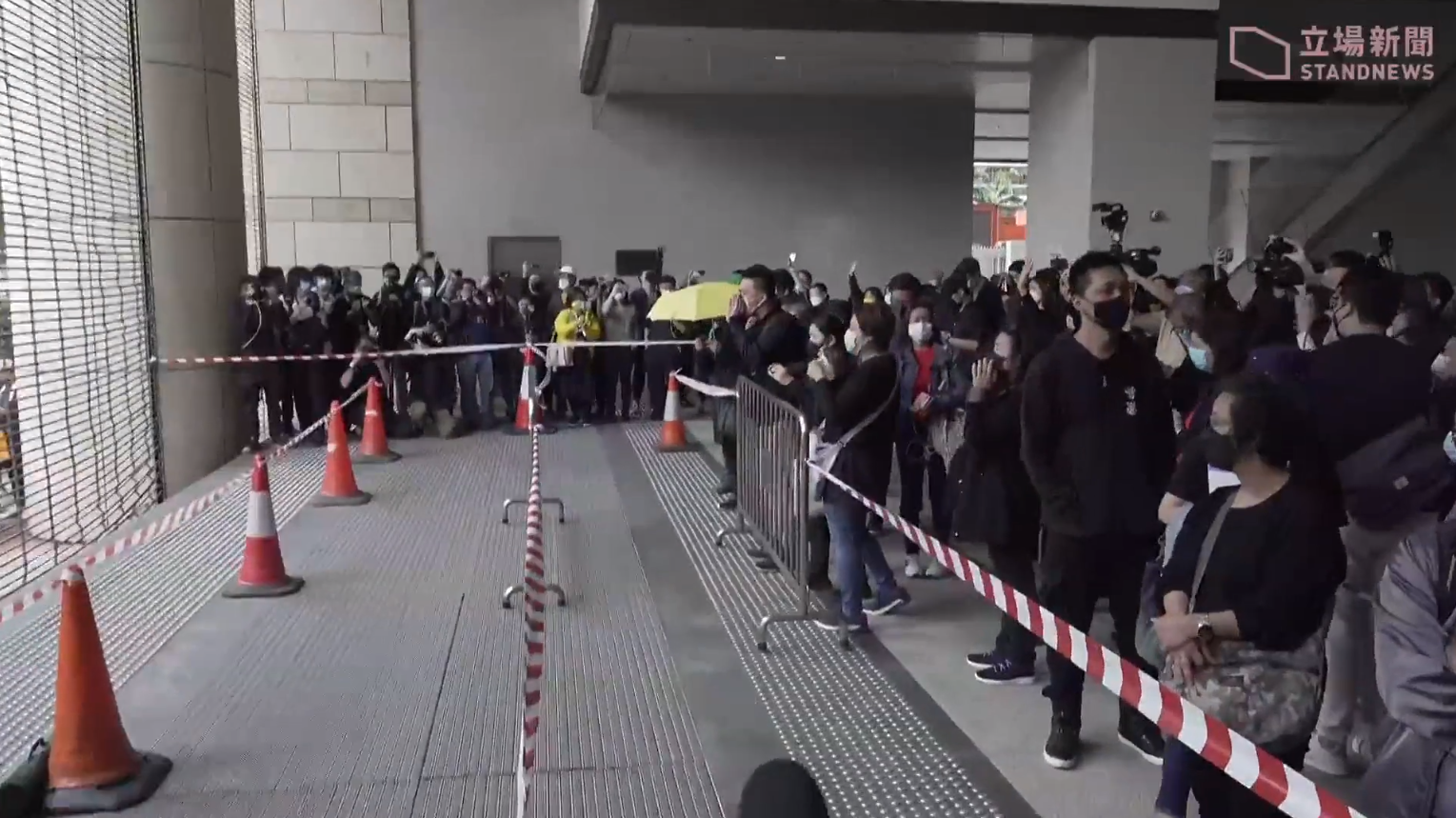
大批市民在西九龍裁判法院內外聲援，舉起“五一”手勢
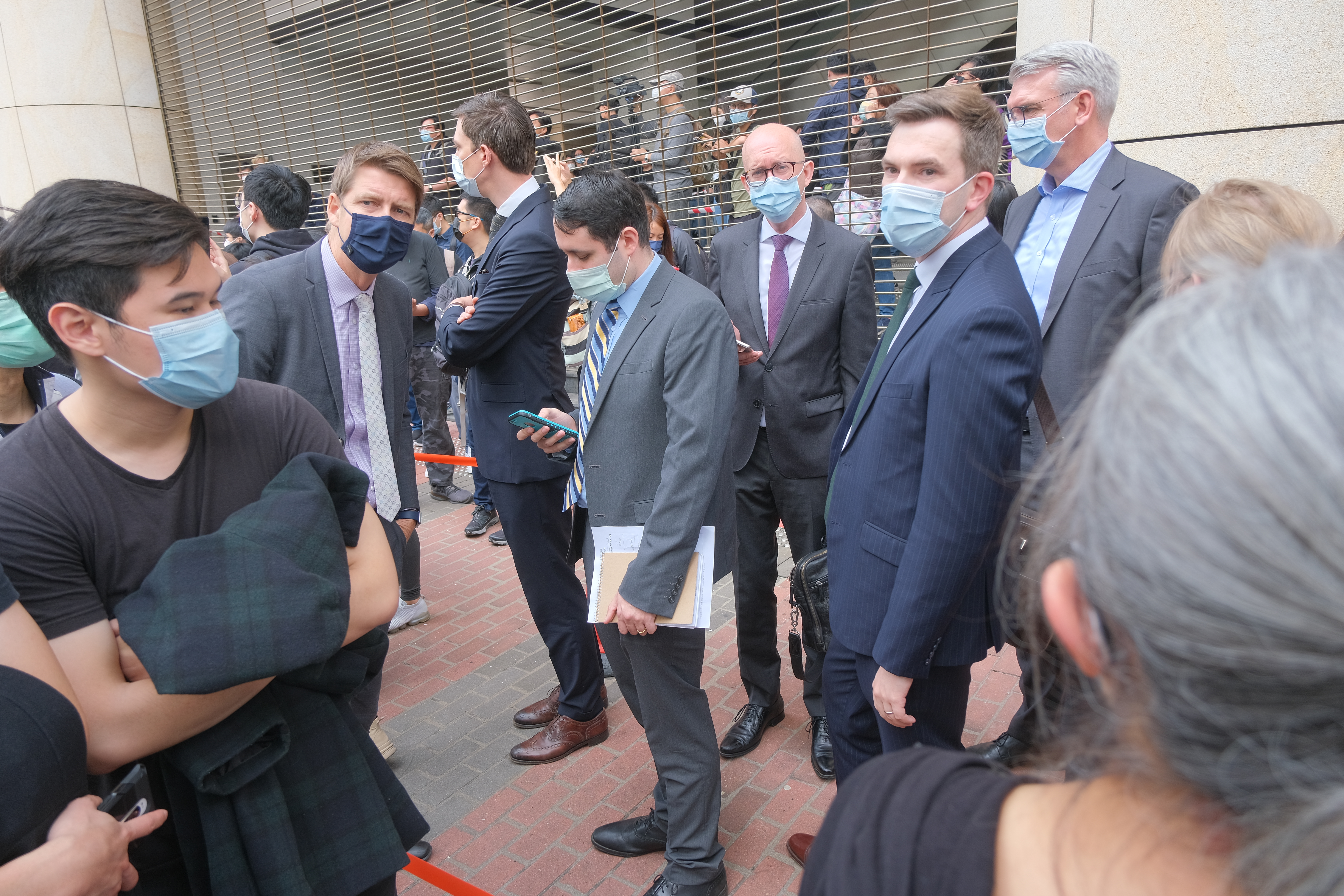
歐盟、英國、美國、德國、荷蘭、加拿大、瑞典、澳洲分別有代表到場排隊等候入法院旁聽
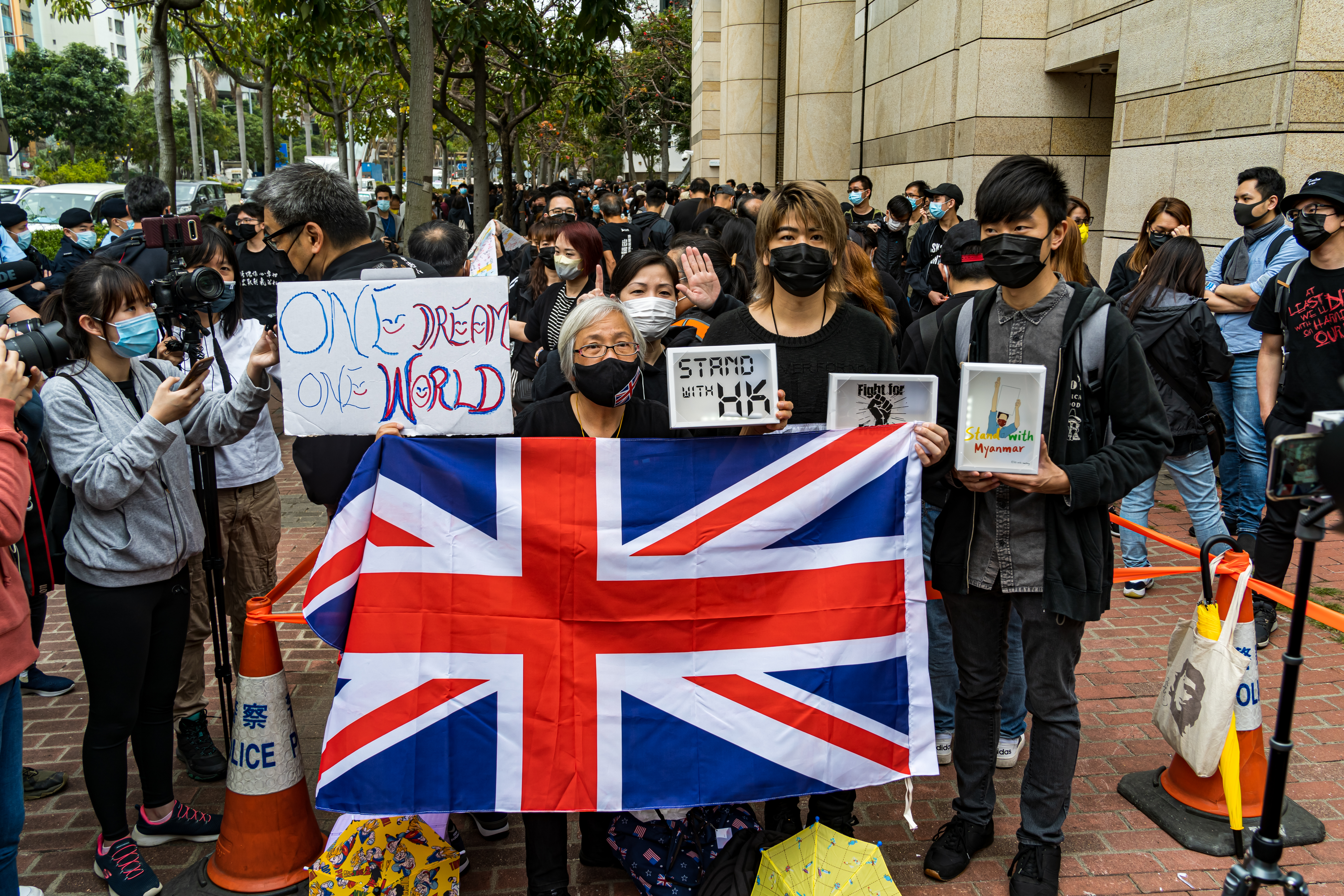
示威常客王鳳瑤，歌手阮民安和區議員張文龍在現場聲援
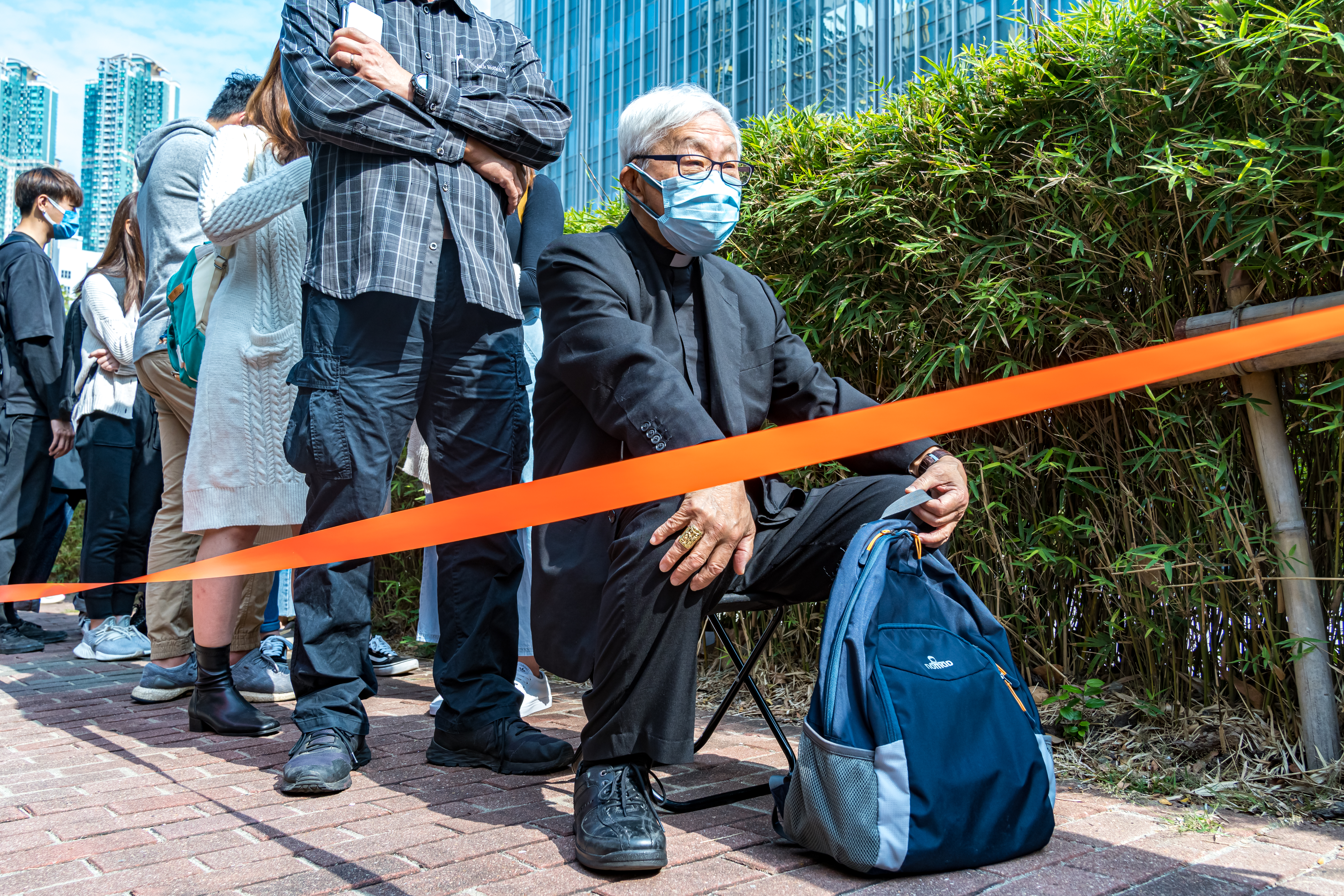
陳日君樞機在外圍輪候公眾席
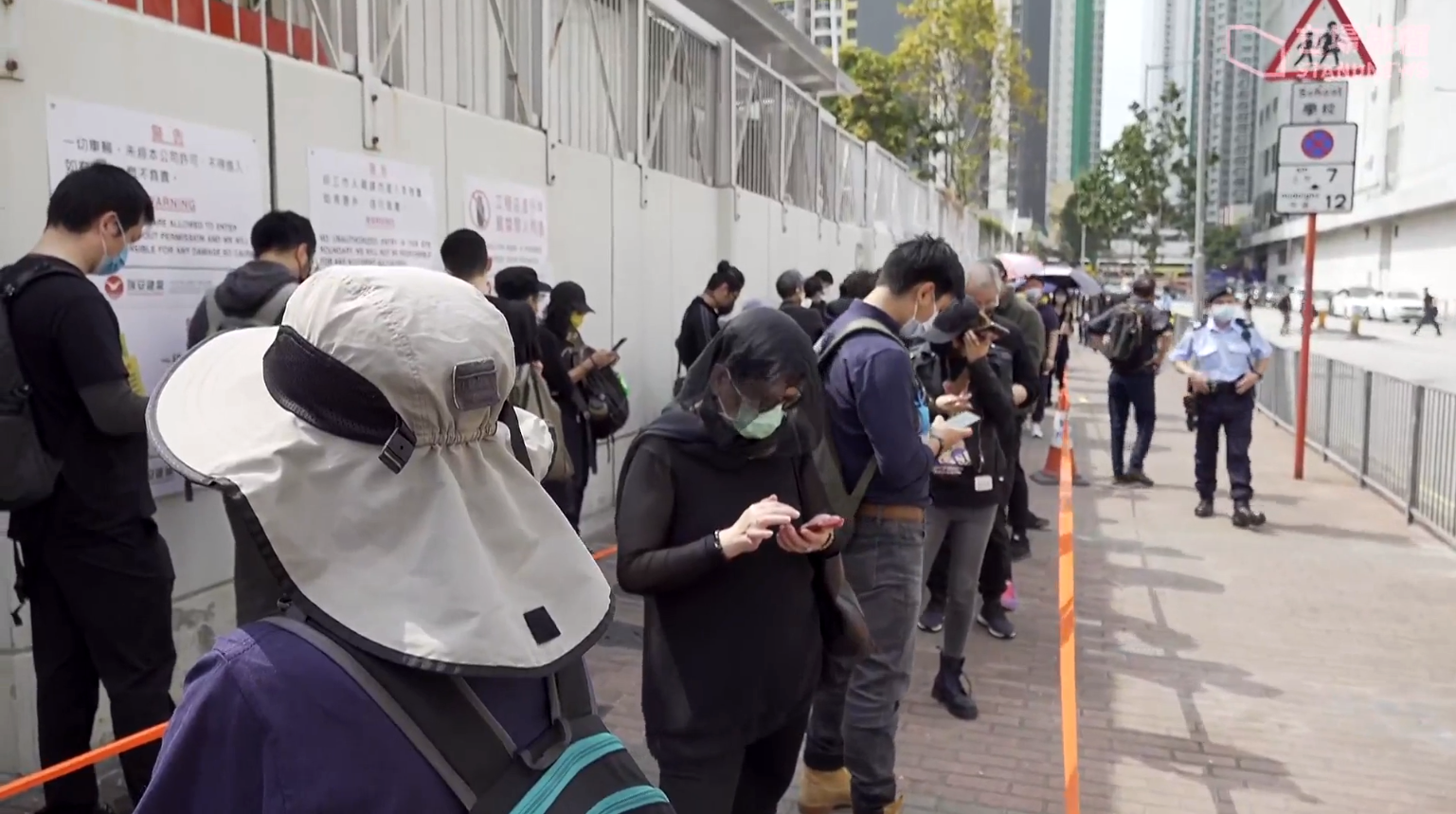
輪候公眾席籌號人龍遠至400米外的發祥街
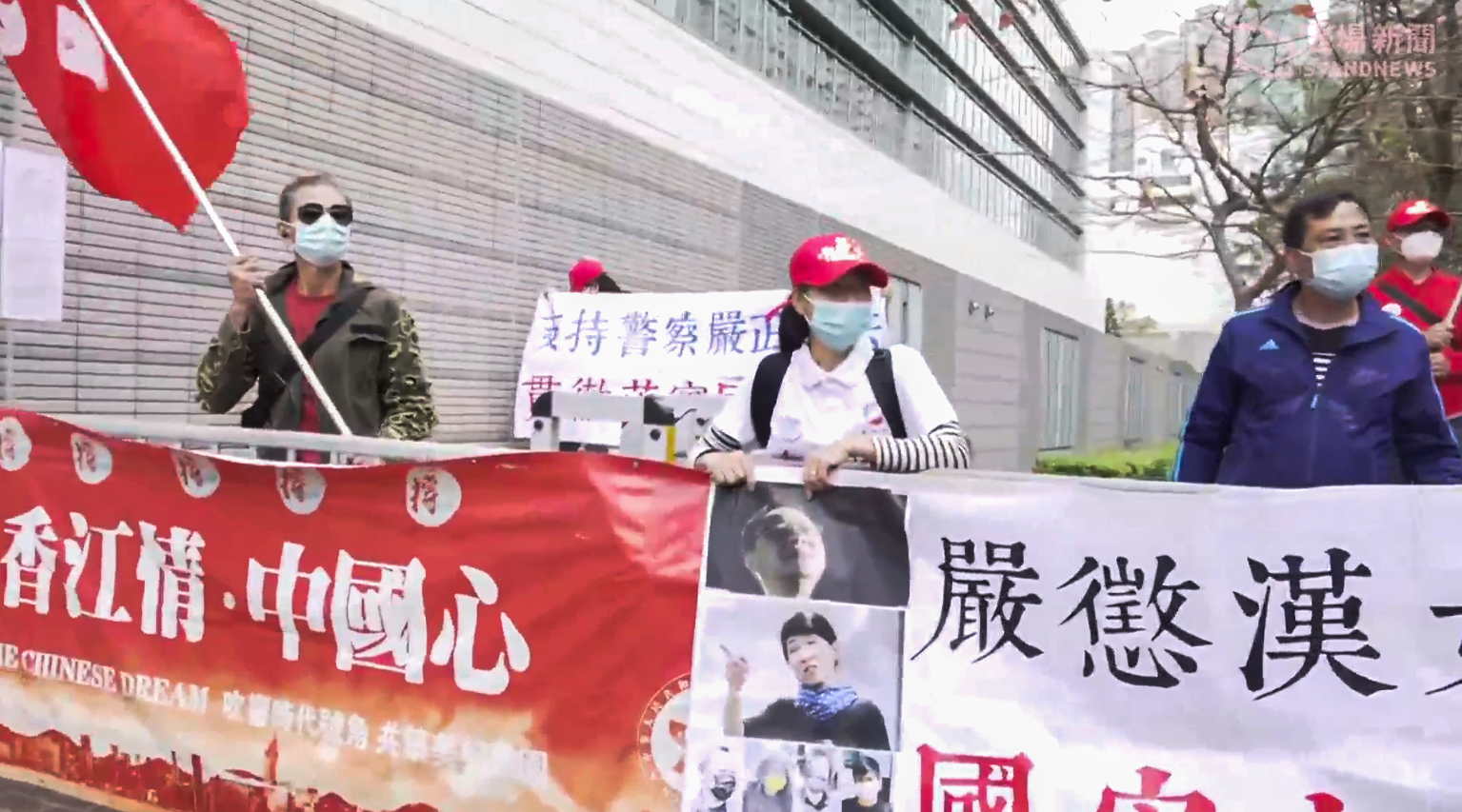
建制派人士在法院外支持警方
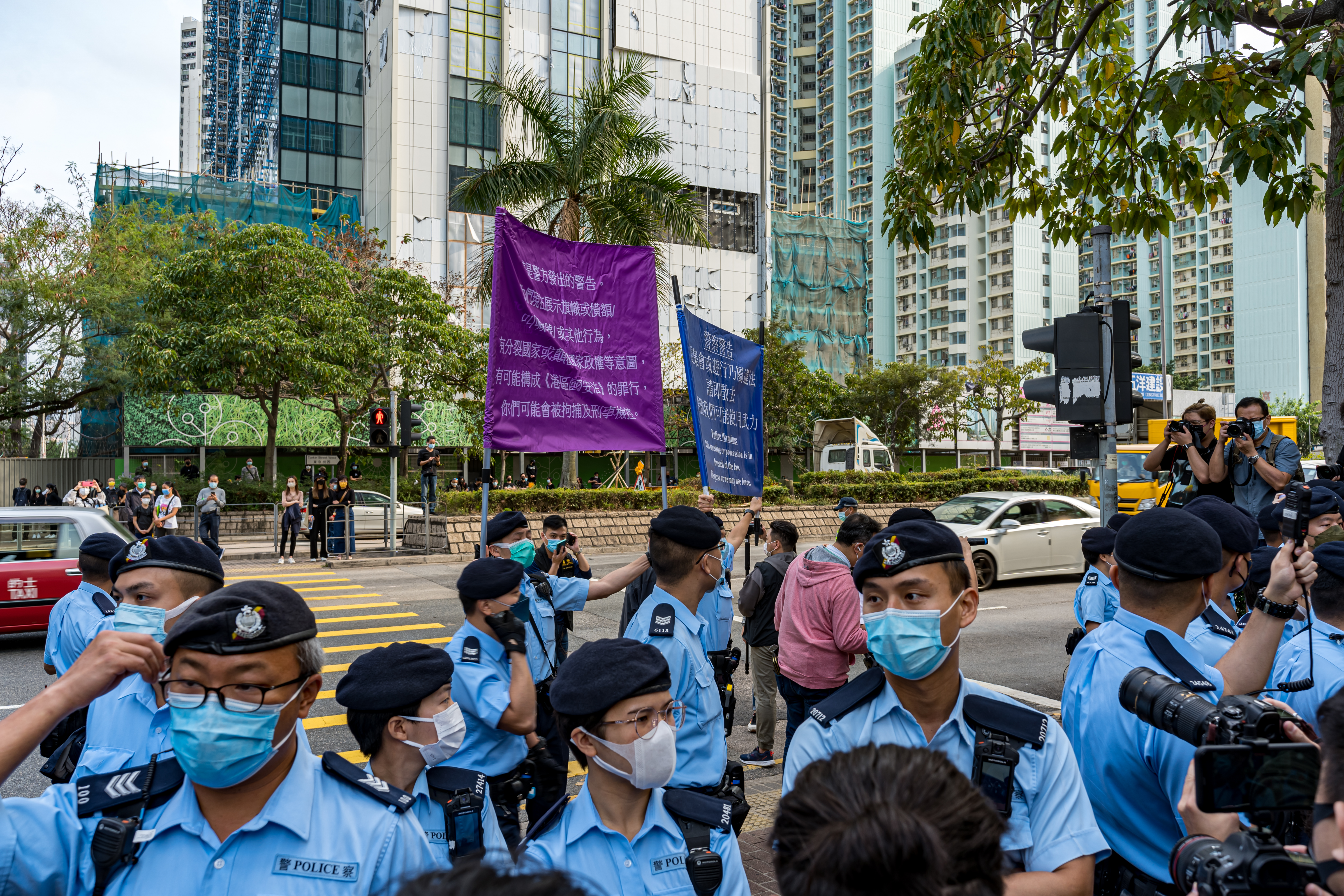
下午4時37分，警員向法院大樓外排隊的市民高舉紫旗和藍旗，警告聚集的市民涉嫌非法集結
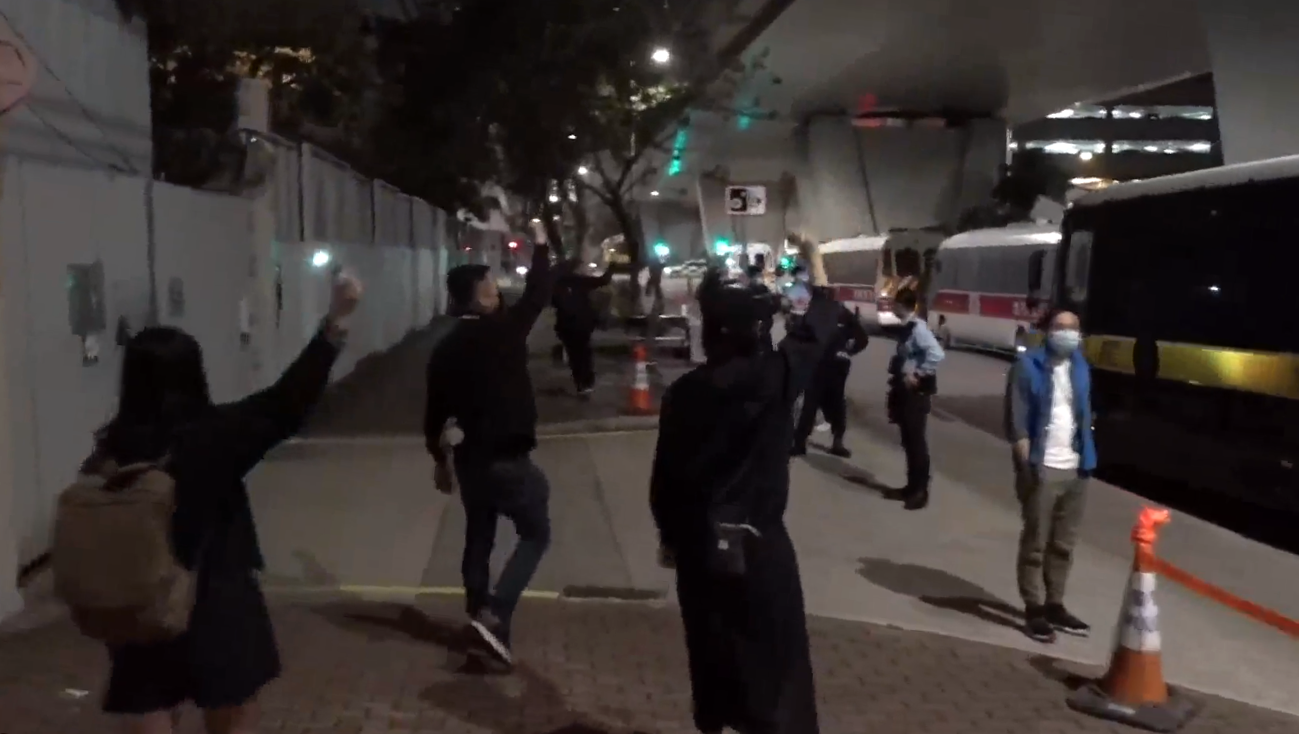
凌晨時分仍然有市民留守送車

#### 外界影響
英國駐港副領事韋俊輝表示：「BNO(英國國民(海外)護照)政策，是我們對去年推出《港區國安法》的回應，這並無改變，這是我們的主要回應。」但他稱仍然對本港的獨立司法有信心。歐盟駐港澳辦事處副辦事處主任韋理斯則稱，會密切關注事件。英國外相藍韜文批評，當局作出起訴，是另一次令人深感不安的舉動，重申《港區國安法》違反《中英聯合聲明》；美國國務卿布林肯則稱，政治參與和言論自由，不應該是罪行，呼籲立即放人。中国外交部發言人汪文斌指：「美方會允許其他國家對美國內的正常執法說三道四嗎？香港警察依法拘捕，並起訴涉嫌違反香港國安法、顛覆國家政權罪的犯罪嫌疑人員，是正當的執法行動。我們堅定支持香港警方依法履職，維護國家安全和香港的安全和穩定。」發言人又敦促美方尊重事實和法治，停止以任何方式干預香港事務，停止干涉中國內政。

### 英國多個城市集會聲援 47 人
英國最少有3個城市舉行聲援47人的集會。在倫敦集會在皮卡迪利圓環舉行，集會人士揮動「光復香港、時代革命」的旗幟，也有人用英軍樂團傳統樂器風笛吹出《願榮光歸香港》，已流亡的前立法會議員和有參與民主派初選的許智峯到場出席。他感到對事件十分憤怒，情緒也受到非常大困擾。希望能進一步推動各國實施制裁。而曼徹斯特皮卡迪利花园有超過100名人士參與集會，雖然集會名稱有「靜坐」兩字，但大部分參與人士站在草地上。前立法會議員許智峯的助理陳渭新發言。而記者發現參與人士以循LOTR入境的「新移民」為主，留學生只佔少數。在倫敦西面的城市雷丁，參與人士以靜默方式集會，在大街上排成兩行。由於英國仍處於「封城」狀態，警員到場要求參與人士立即離開。參與者和平散去。

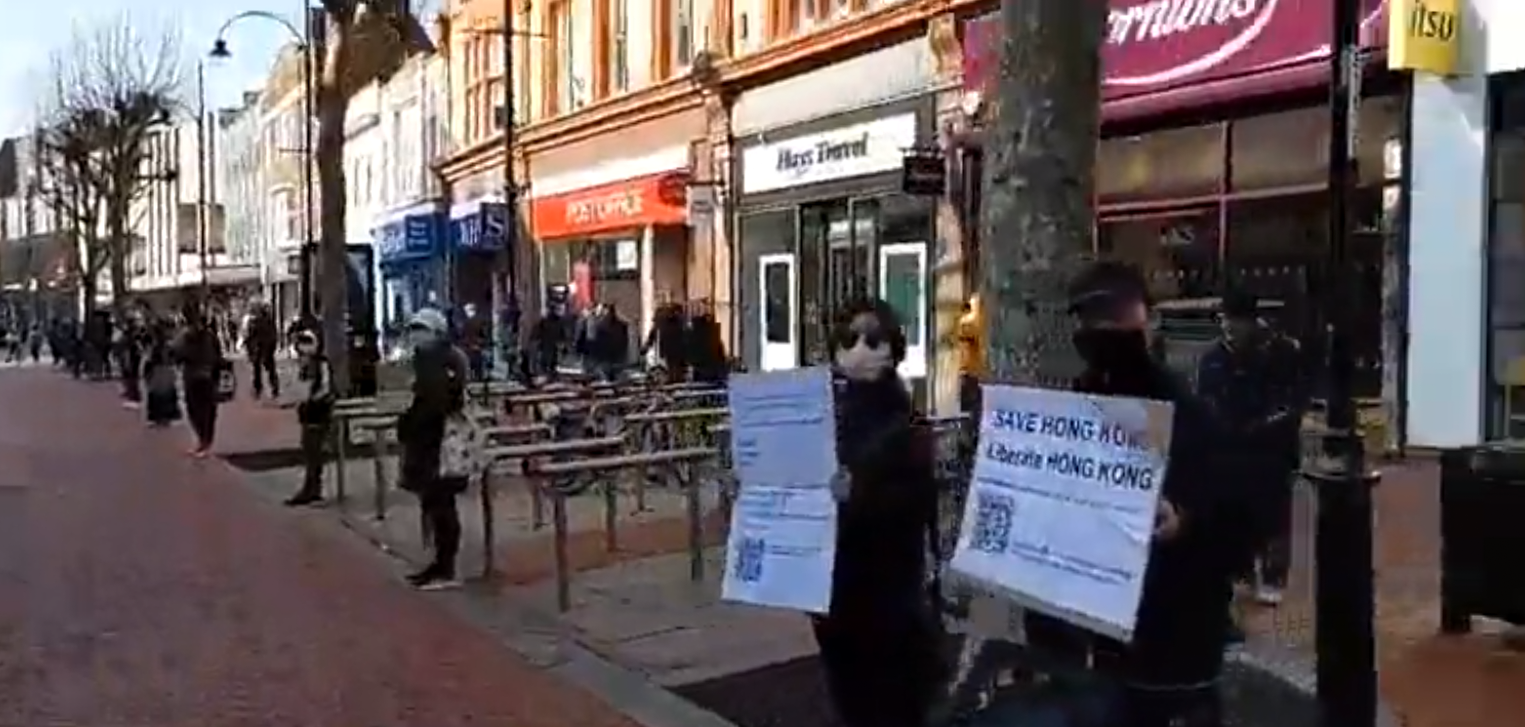
在雷丁，參與人士以靜默方式集會
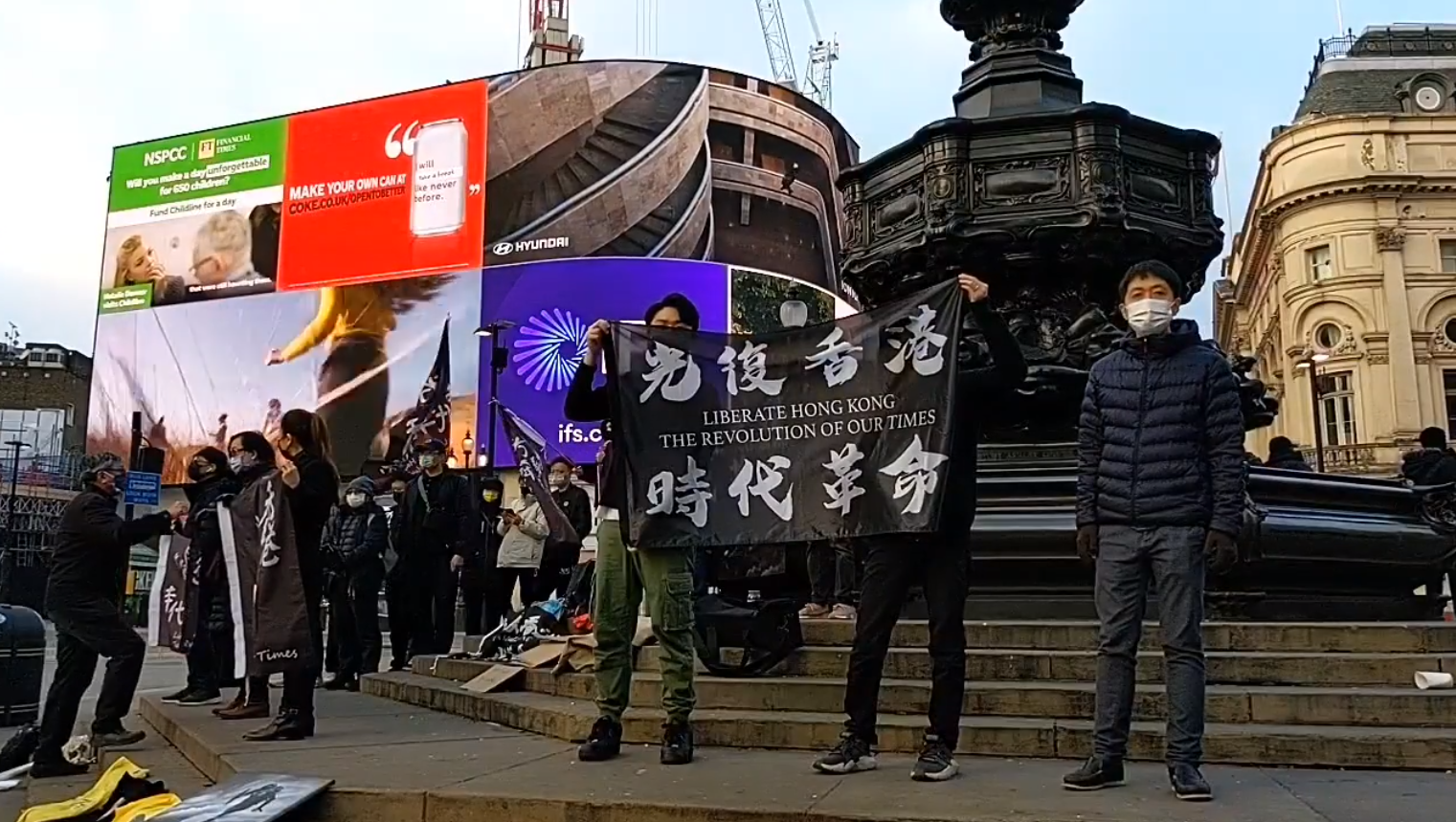
倫敦皮卡迪利圓環的集會，前立法會議員許智峯到場聲援
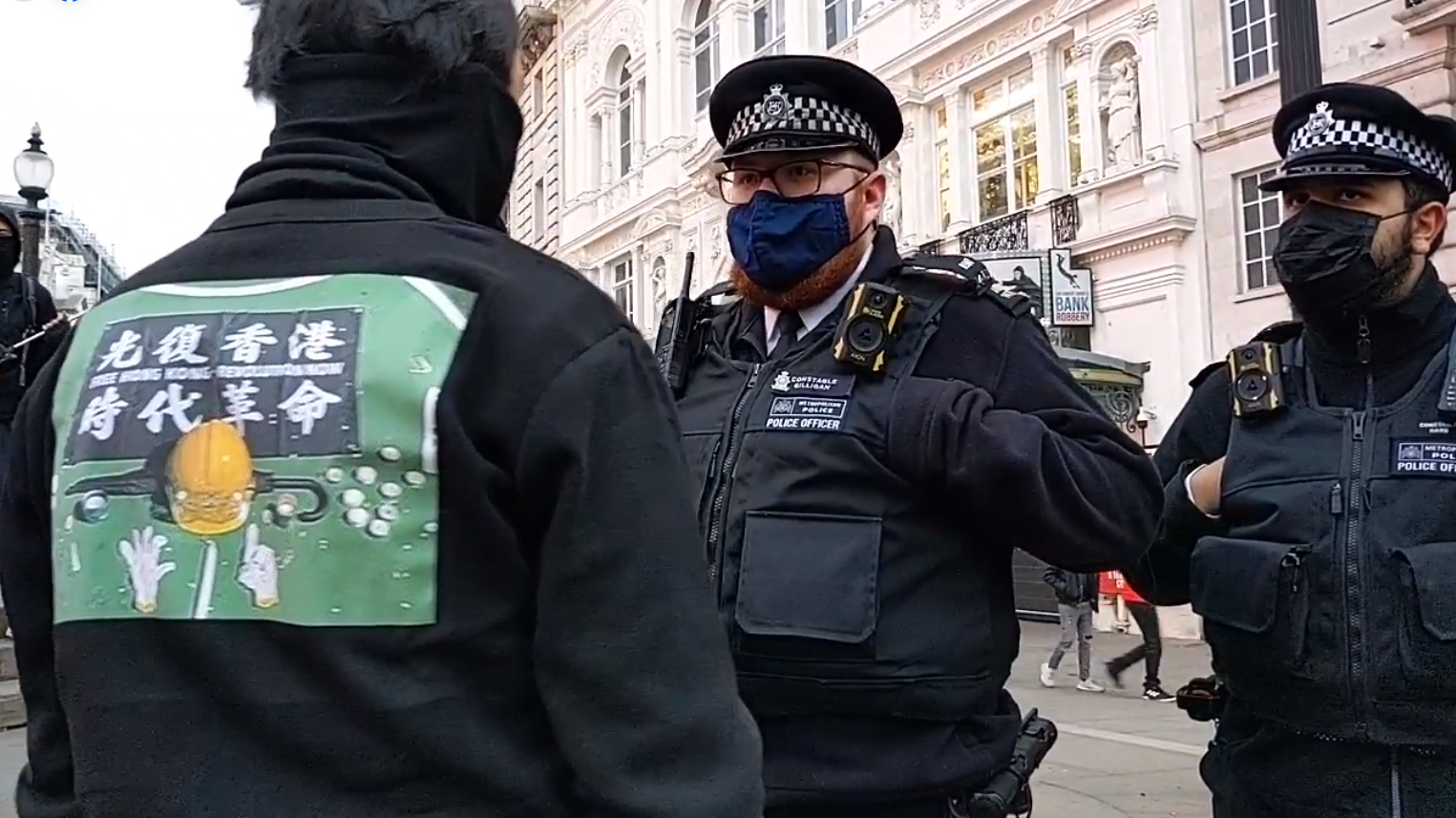
由於英國仍處於「封城」狀態，倫敦警方到場要求參與人士立即離開

### 夏寶龍：稱要依法嚴懲反中亂港分子
國務院港澳辦主任夏寶龍第二日在深圳出席「愛國者治港」座談會，他上周在「愛國者治港」研討會，點名黎智英、黃之鋒及戴耀廷是反中亂港分子中的極端惡劣者，要依法嚴懲；又指有人宣揚「真攬炒十步曲」不止搞亂香港，並要搞亂內地，顛覆中國共產黨的領導。
夏寶龍上周一在北京透過視象研討會提出非愛國者的定義和愛國者的準則，《紫荊》雜誌刊登他致辭全文，當中點名批評壹傳媒創辦人黎智英、前香港眾志秘書長黃之鋒，及前港大法律系副教授戴耀廷，是反中亂港分子中的極端惡劣者，不僅不能允許他們染指香港的任何公權力，還要對他們的違法行徑，依法給予嚴懲。
全文亦更深入解釋愛國者的標準，指有些香港人聲稱可以「愛港但不愛國」，是奇談怪論，強調香港是中國不可分離的部分，自稱只愛香港、不愛中國者，當然不算是愛國者。  對完善選舉制度，他指要根據香港實際情況設計，形成有香港特色的民主選舉制度，形容鞋子合不合腳，只有自己穿了才知道。又提到過去立法會情況，指一些反中亂港議員惡意拉布，令立法機關陷於癱瘓，反中亂港分子公然宣揚「真攬炒十步曲」，提出奪取立法會及選委會過半席位，進而選出他們推出的人當特首的奪權路線圖，目的不止要奪取管治權、搞亂香港，而且要搞亂內地，顛覆中國共產黨的領導，用心險惡。
夏寶龍亦批評，在2019年區議會選舉中，一些「攬炒」、「港獨」分子進入區議會，把服務基層的公共機構變成政治鬥爭場所，搞得烏煙瘴氣。

### 保安局局長李家超表示《港區國安法》立竿見影 鼓吹「港獨」行為大減
保安局局長李家超在出席聯合國人權理事會视频會議時表示，《港區國安法》自2020年7月實施以來，社會上鼓吹「港獨」的行為大幅減少，而涉及暴力事件的被捕人數亦減少了5成，形容效果顯著。他又強調，《港區國安法》沒有損害香港市民的權利及自由，指至今只有99人因違《港區國安法》被捕，佔整體市民的少部分。李家超重申，有關《港區國安法》的檢控都是依法、公平地進行。另外，中國駐聯合國大使陳旭表示，《港區國安法》彌補了香港於國家安全上的漏洞。

## 2日

### 47名民主派人士第二日提堂 被告3日3夜無得洗澡更衣

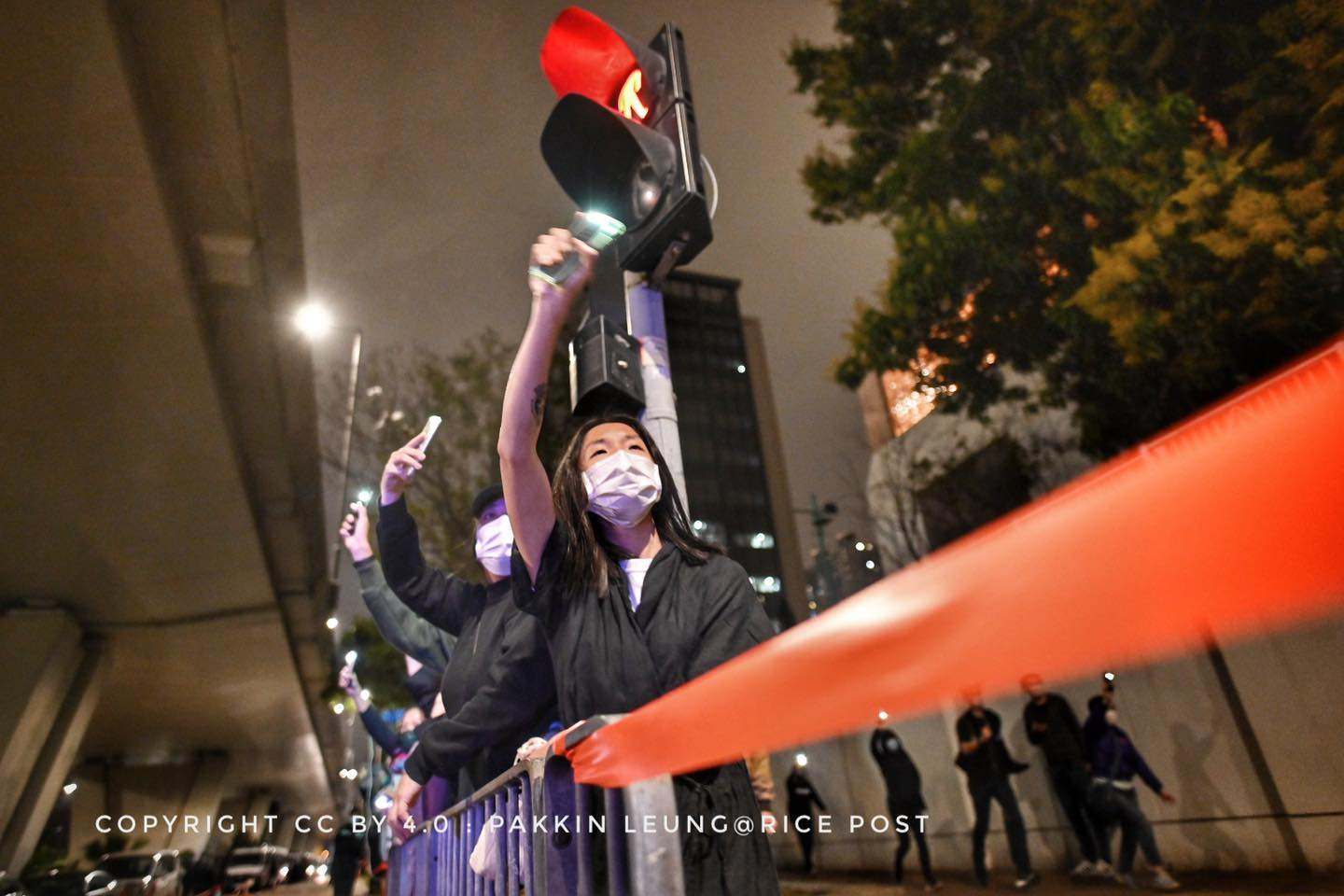
晚上，市民在法院對出留守「送車」，支持被捕人士

3月2日，47名民主派因「35+初選」被控串謀顛覆國家政權罪的案件第二日提堂，47人已經被還柙接近四日三夜，律師表示他們過往三日無得洗澡和無換衣服，家屬委託律師向法庭求情，希望明天能轉交衣服。不過總裁判官蘇惠德稱有困難，認為要透過懲教一般程序處理。最終法官更改開庭時間，讓被告有時間在懲教所洗澡，但不可轉交衣服，包括內衣褲。到晚上10時35分，39名被告完成陳詞，其餘8人留待明日中午12時續審處理。被告的大律師劉偉聰自行申請保釋時概嘆﹕「原來褫奪一個人嘅自由，會褫奪埋衛生。」而代表梁晃維及譚得志的律師形容是「額外肉體上嘅煎熬」。

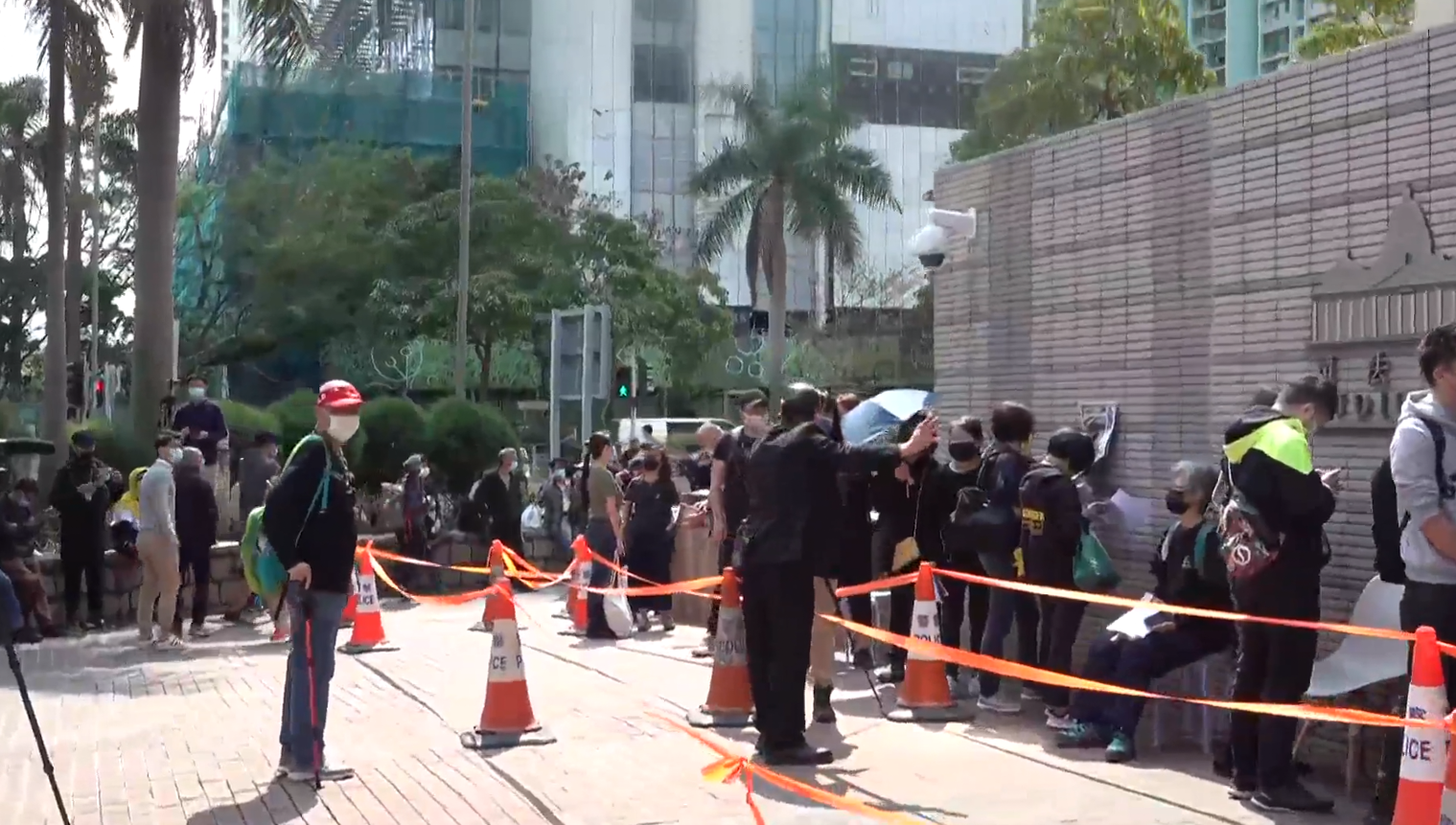
案件第二日，排隊輪候公眾席籌號的市民較第一日少
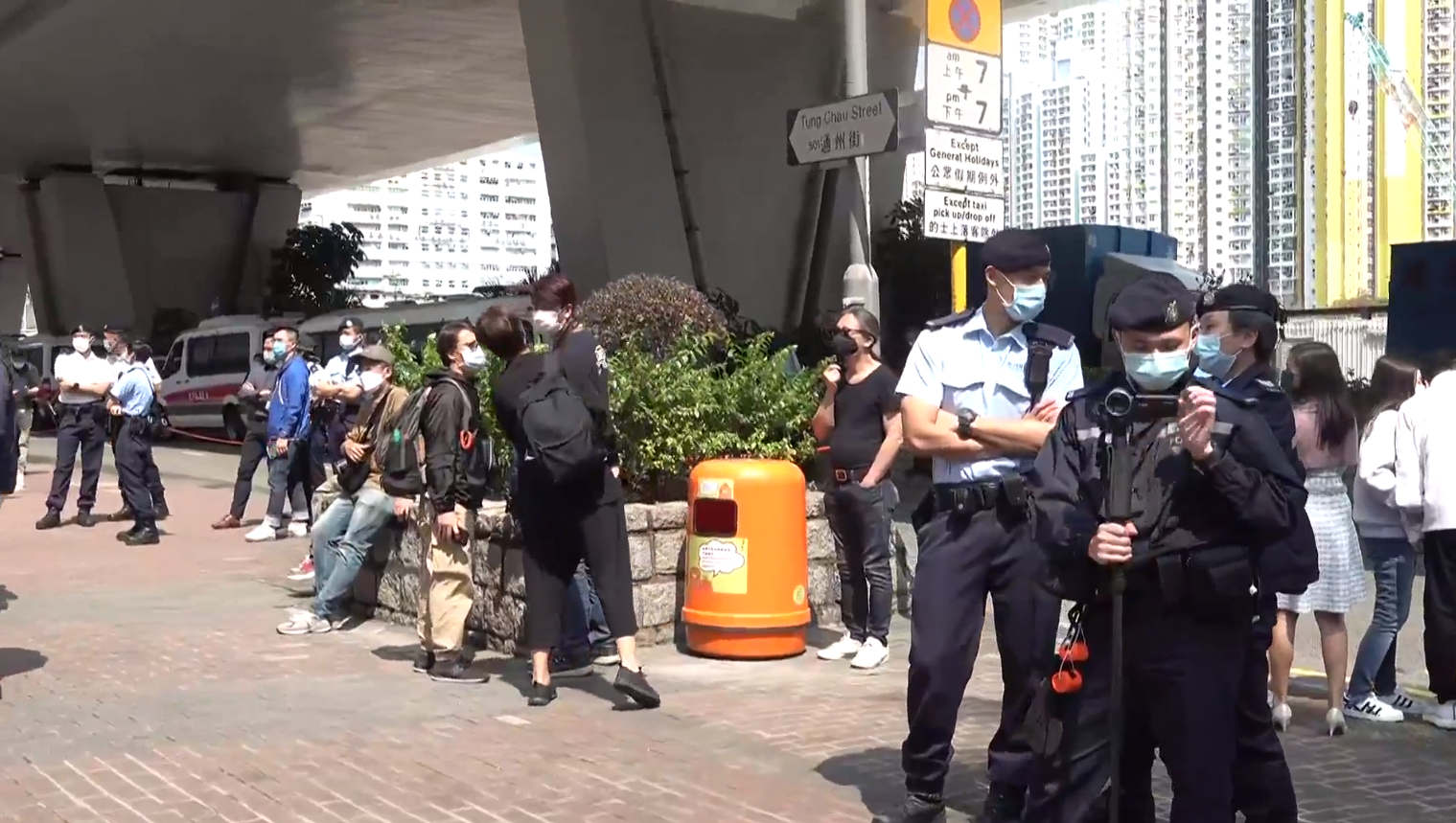
警員在法院外戒備
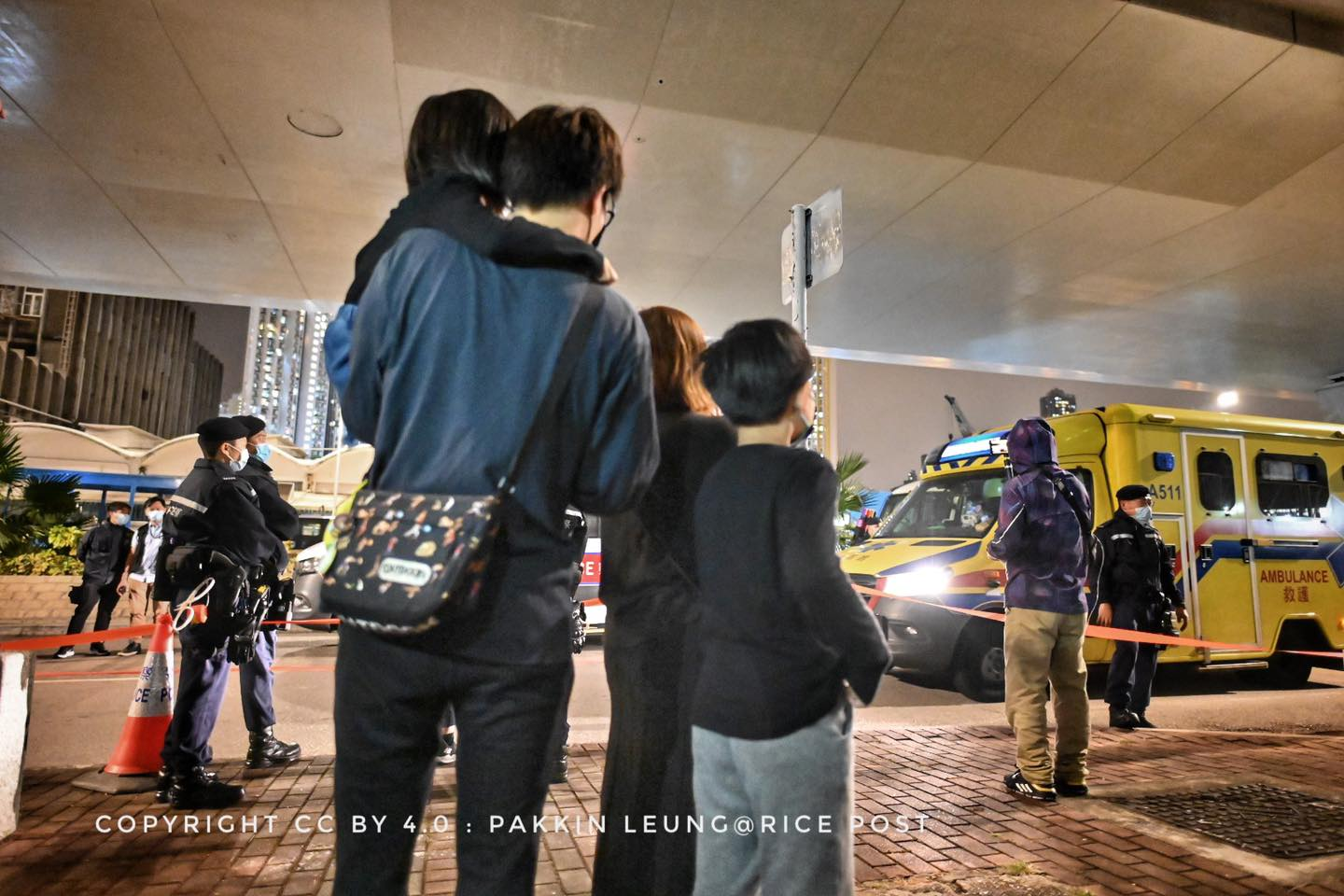
晚上10時多，有消息指出法院將會暫停今天聽取保釋申請，明天再續。有父母帶同子女在法院對出留守「送車」，支持被捕人士
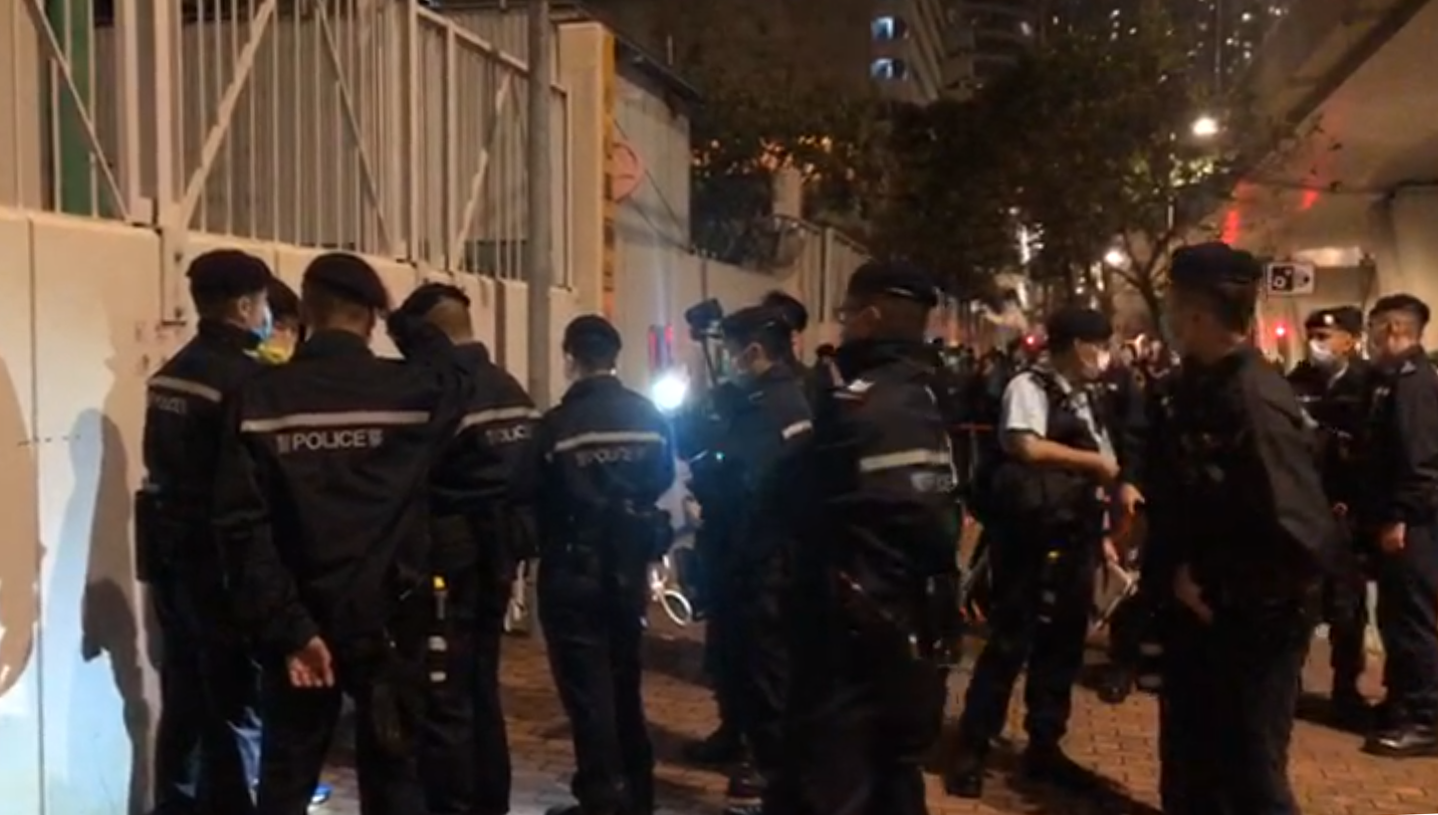
法庭外晚間仍有市民留守，警員其後突然違封行人路，兩名市民被指未能出示記者證而被截查
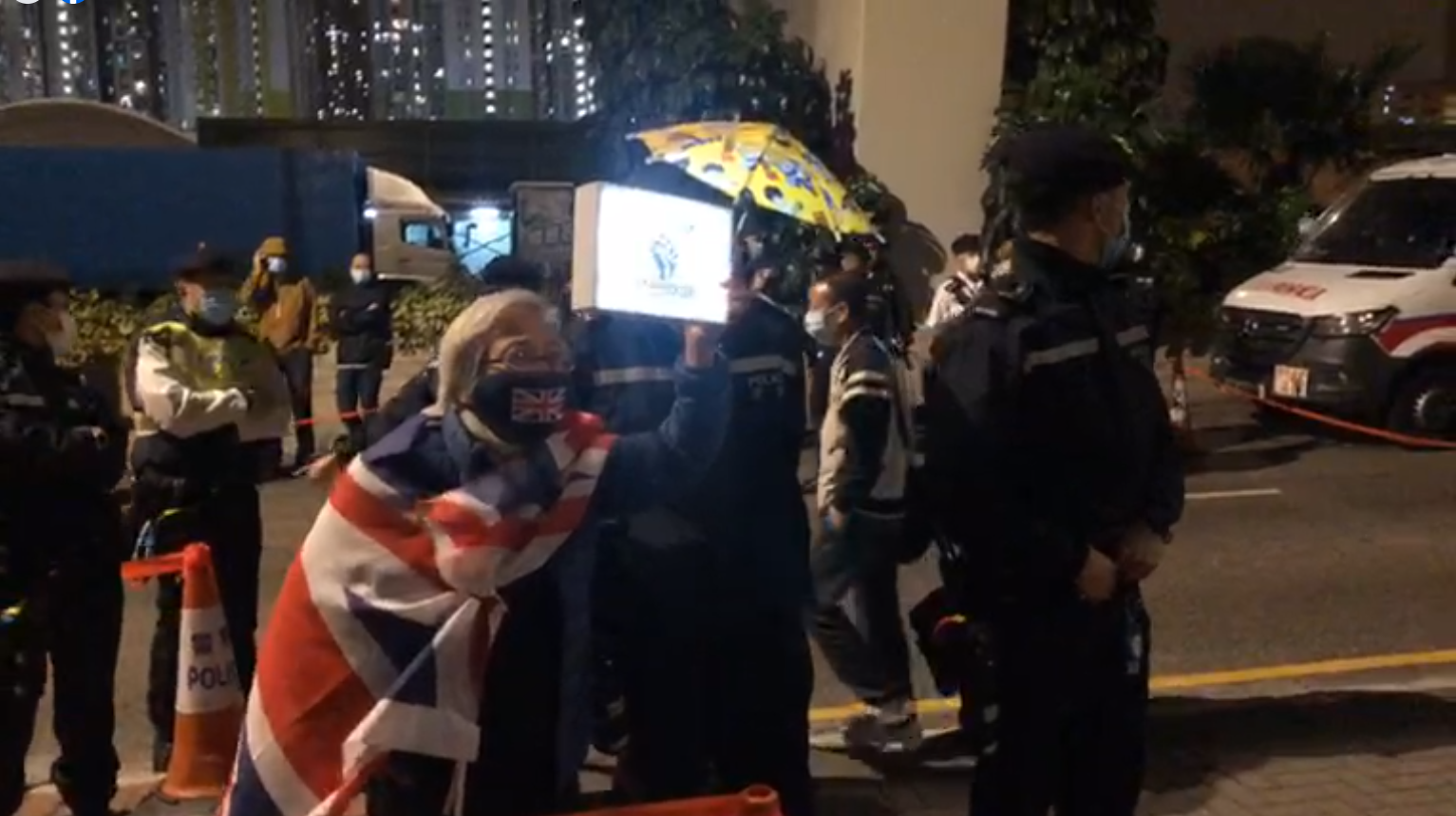
王鳳瑤在法院外聲援

## 3日

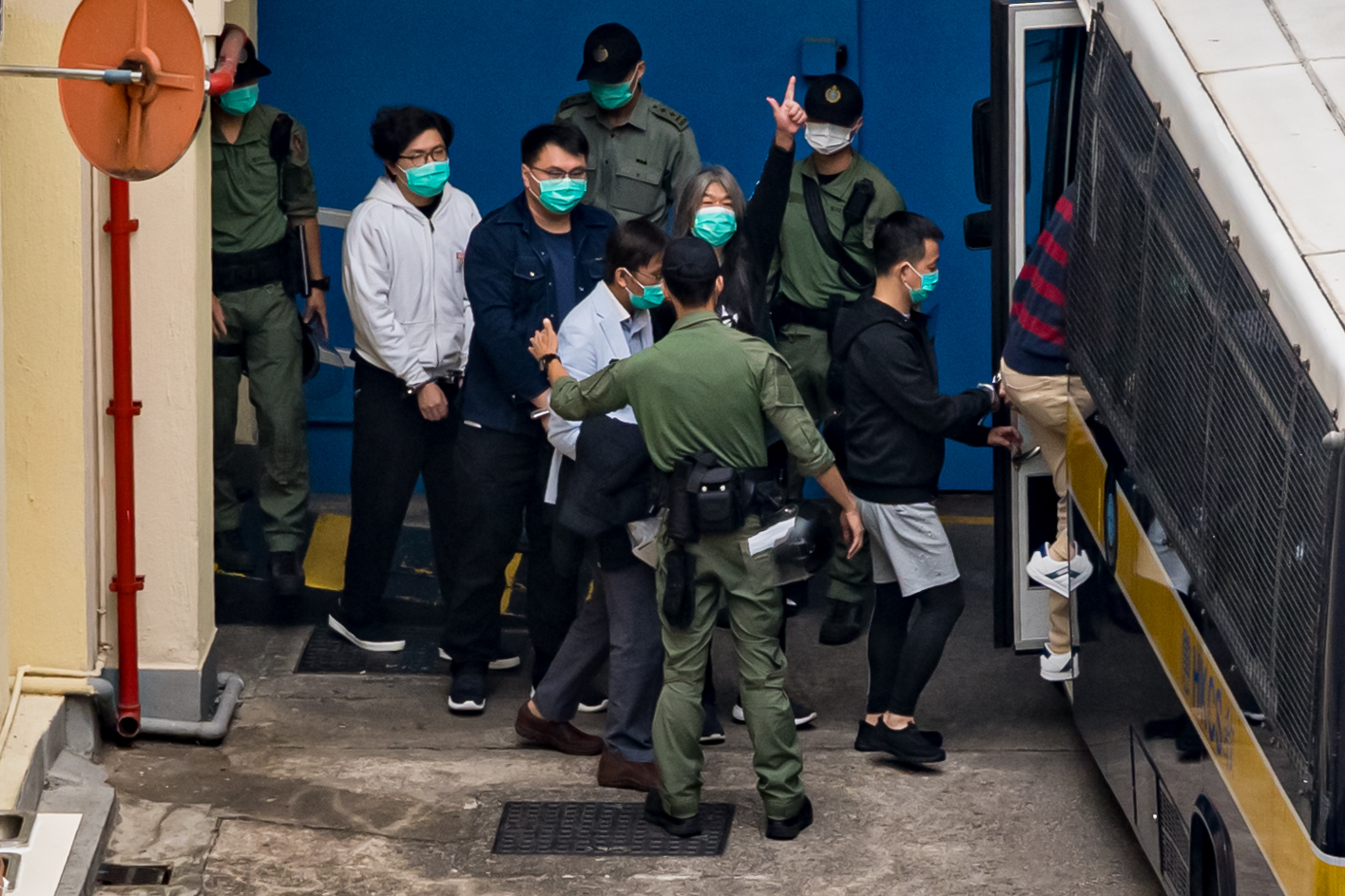
在荔枝角收押所，多名被捕者由囚車押送至往法庭。梁國雄向鏡頭舉起母指

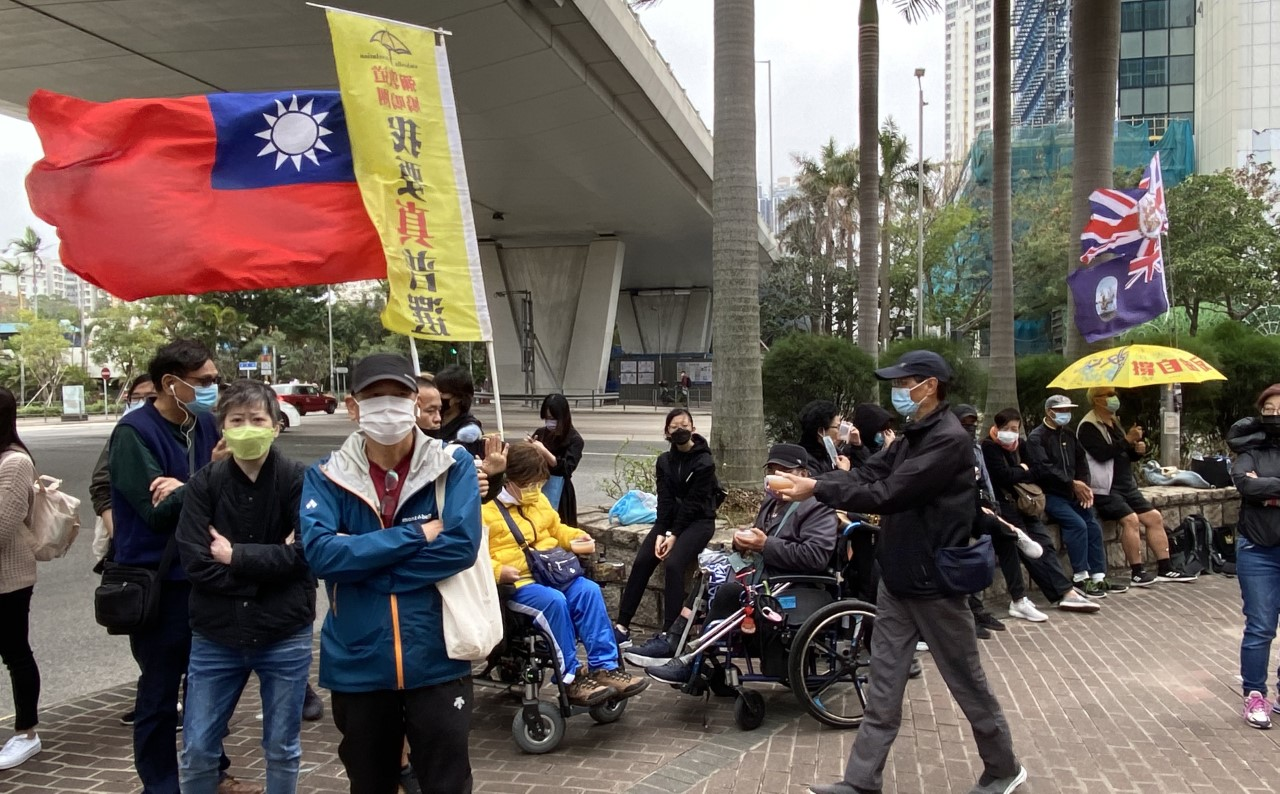
西九龍裁判法院外，有人展示青天白日旗以及港英殖民时代的龙狮旗

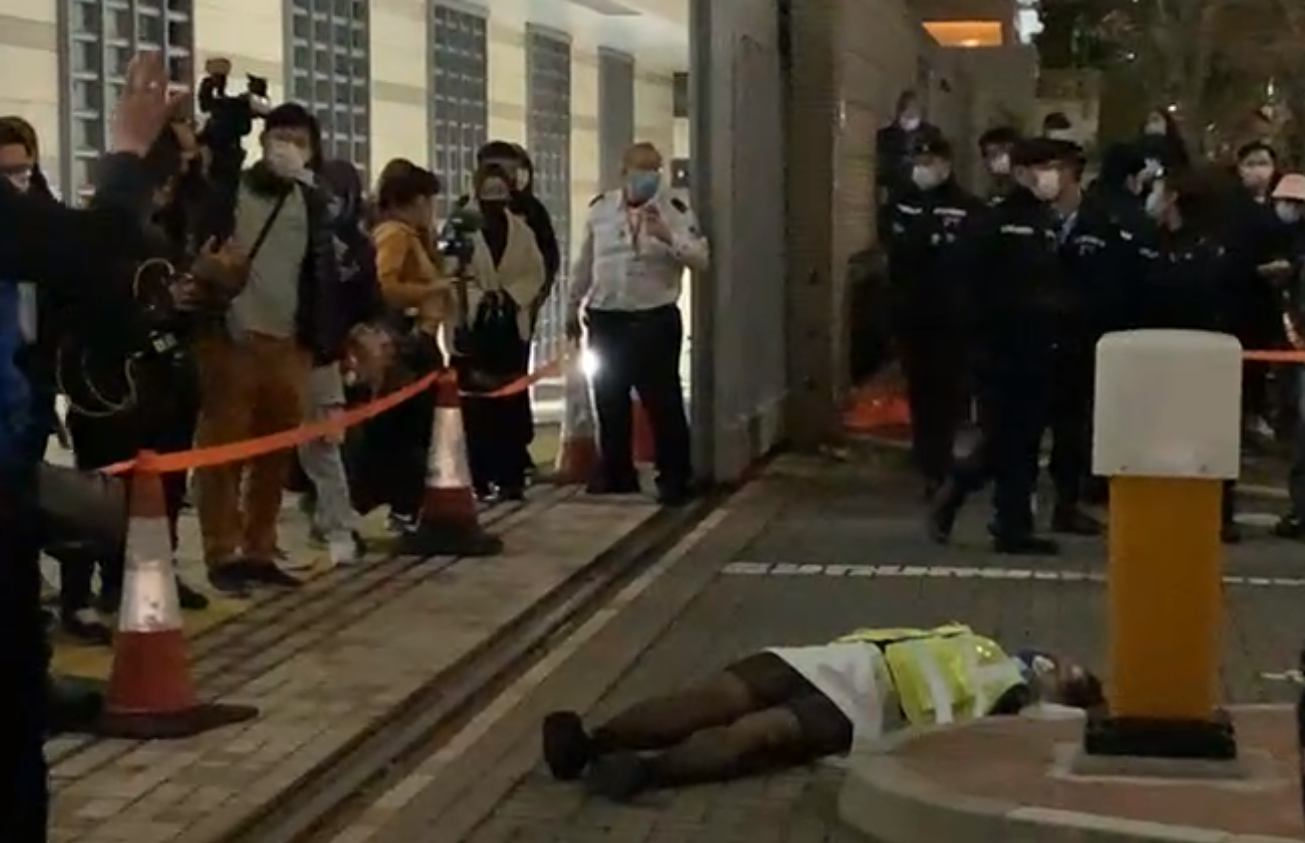
傅振中在疑似便衣警員陪同，從狹窄的法院大閘離開時，大批記者和在場人士跟從引起混亂，一名身穿女性衣服的網媒記者倒地

### 47名民主派人士第三日提堂
47名民主派被告連續兩日經歷近25小時的聆訊，餘下8名被告仍然未就保釋陳詞。而中午12時開庭前，直播系統畫面再次出現無法聽到庭內對話或聲音的問題，引起家屬質疑是「秘密審訊」。而記者室與旁聽庭的直播都出現有畫無聲的問題，引起現場記者鼓噪。大律師吳靄儀表示法庭都沒辦法控制自己的程序，我們還有司法獨立嗎？」不過司法機構高級新聞主任熊潔心表明，開庭前不會播放庭內的聲音。此說法引起民陣召集人陳皓桓不滿。
在開庭後，辯方大律師馬維騉收到數間媒體的記者查詢，要求法庭剔除本案在《刑事訴訟程序條例》9P禁止報道保釋程序的限制，他指港區國安法條文，無論是香港，內地法律學者或本港法官都無辦法完全掌握，認為公開本案的辯論內容能讓市民認識國安法，對社會及公眾利益有莫大禆益。控方表明反對，看不到如何達到「社會公正」的目的，對被告產生負面影響，無法回頭，指相關申請是「天馬行空」。
「馬拉松式」提堂已歷時4天，楊岳橋、譚文豪、郭家麒、李予信、林卓廷的代表大律師均表示收到指示，不會再代表五人，他們選擇自辯。其中立法會前議員譚文豪、楊岳橋和郭家麒自行陳辭期間情緒激動並多次哽咽，楊岳橋自辯時稱「我身為大律師，想像唔到我要喺呢塊玻璃（被告欄玻璃）後邊做陳詞。」，而譚文豪更數次痛哭，庭內不少人和觀看直播的家屬亦聞言落淚。其後何桂藍、楊雪盈等人亦向法庭稱改為親自陳辭。總裁判官蘇惠德決定將案件押後至3月4日早上10時再訊，以聽取最少10名被告自行陳辭，或透過法律代表補充陳辭，預計在日內裁決。在晚上8時半宣布散庭被告鄒家成及岑敖暉報稱不適，送院治理。
在法院外，有人展示青天白日旗以及港英殖民时代的龙狮旗，也有人提供食物和保暖衣物。晚上8時許，「保衛香港運動」發起人傅振中在法院範圍向法院保安詢問，對「王婆婆」王鳳瑤身披英國旗的舉動感到不滿，事件觸發在場人士對罵及推撞。擾攘約10分鐘後，傅振中在疑似便衣警員陪同，從狹窄的法院大閘離開時，大批記者和在場人士跟從引起混亂，一名身穿女性衣服的網媒記者倒地，其後被送院治理。

### 楊岳橋、譚文豪、郭家麒、李予信退出公民黨
消息證實，因參選民主派初選被控串謀顛覆國家政權罪的公民黨前黨魁楊岳橋、黨副主席譚文豪、郭家麒及東區區議員李予信退黨。 公民黨副主席賴仁彪表示暫不回應。

### 自由之家：香港自由度跌至 52 分
國際人權監察組織「自由之家」（Freedom House）公佈《2021年全球自由度調查報告》，香港自由度總評分較去年跌3分至52分，與中非贊比亞同分。報告形容中國粗暴「輾過」香港民主體制，而自《港區國安法》立法後，眾多民主派人士被「消滅」，反映香港制度愈來愈接近中國，特別是近日超過50名民主派政治人物涉控「顛覆國家」被捕。反映反對中國共產黨的成本愈來愈高。

### 《入境條例》修訂草案 暫定8月1日生效
《入境條例》修訂草案容許保安局局長賦權予入境處處長等人，禁止某運輸工具運載特定人士，引起公眾憂慮條文損害港人出入境自由。保安局副局長區志光則指相關的修訂「好有信心」是符合《基本法》，沒有擴大權力。保安局表示，如果一切順利，暫定條例在2021年8月1日生效。

### 司法案件
1名16歲男生於2019年11月16日在旺角彌敦道與山東街交界參與暴動；在非法集結中使用一條圍巾；同日於山東街與砵蘭街交界企圖用火損壞路面或屬於香港特別行政區的財產；以及保管一個扳手。被控暴動，企圖縱火，管有物品意圖破壞或損壞財產及違反《禁蒙面法》4罪。男生早前承認前2罪，獲控方撤銷另外兩罪。區域法院法官練錦鴻判處入勞教中心。

## 4日

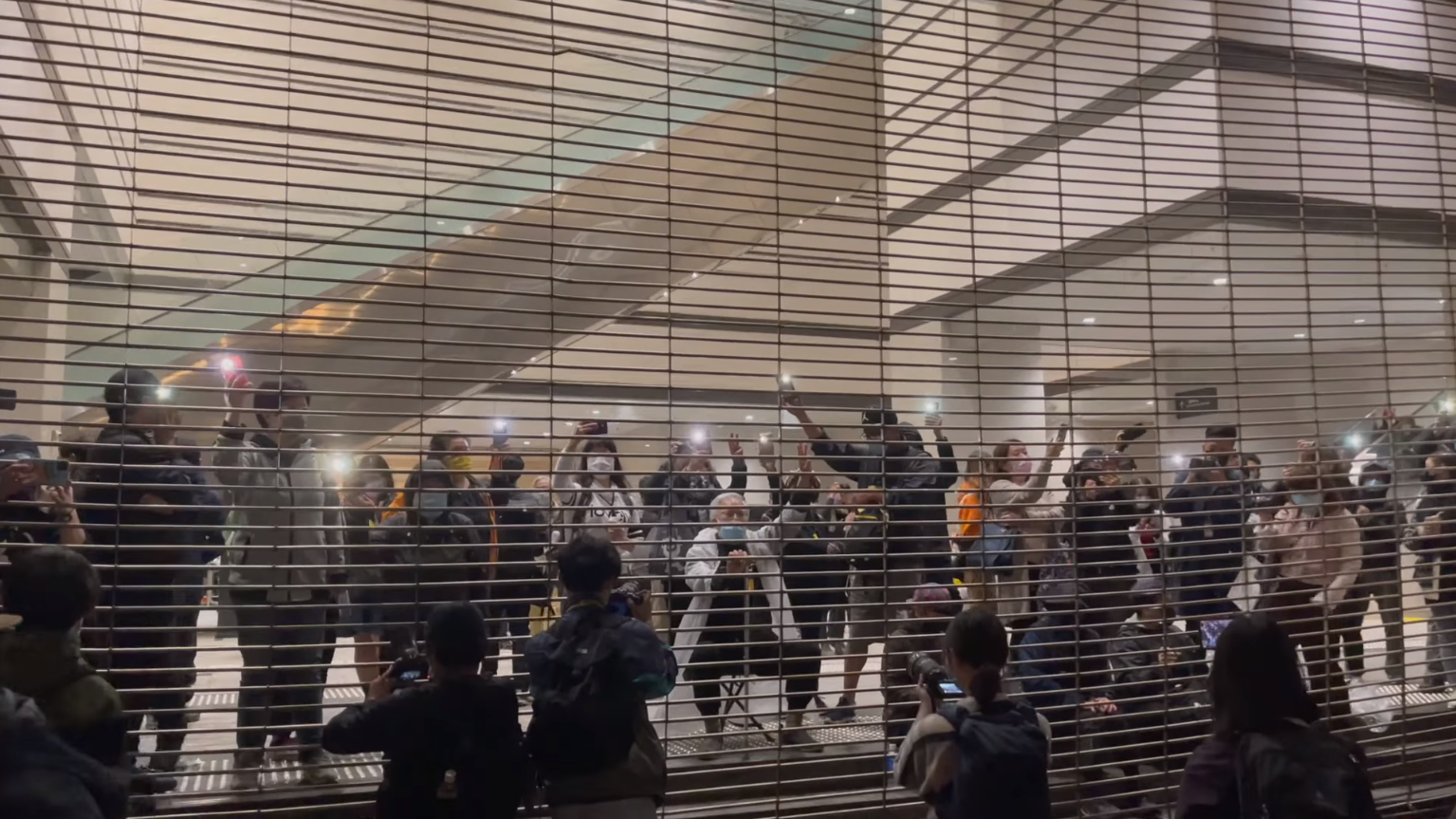
西九龍裁判法院聲援人士亮起手機燈

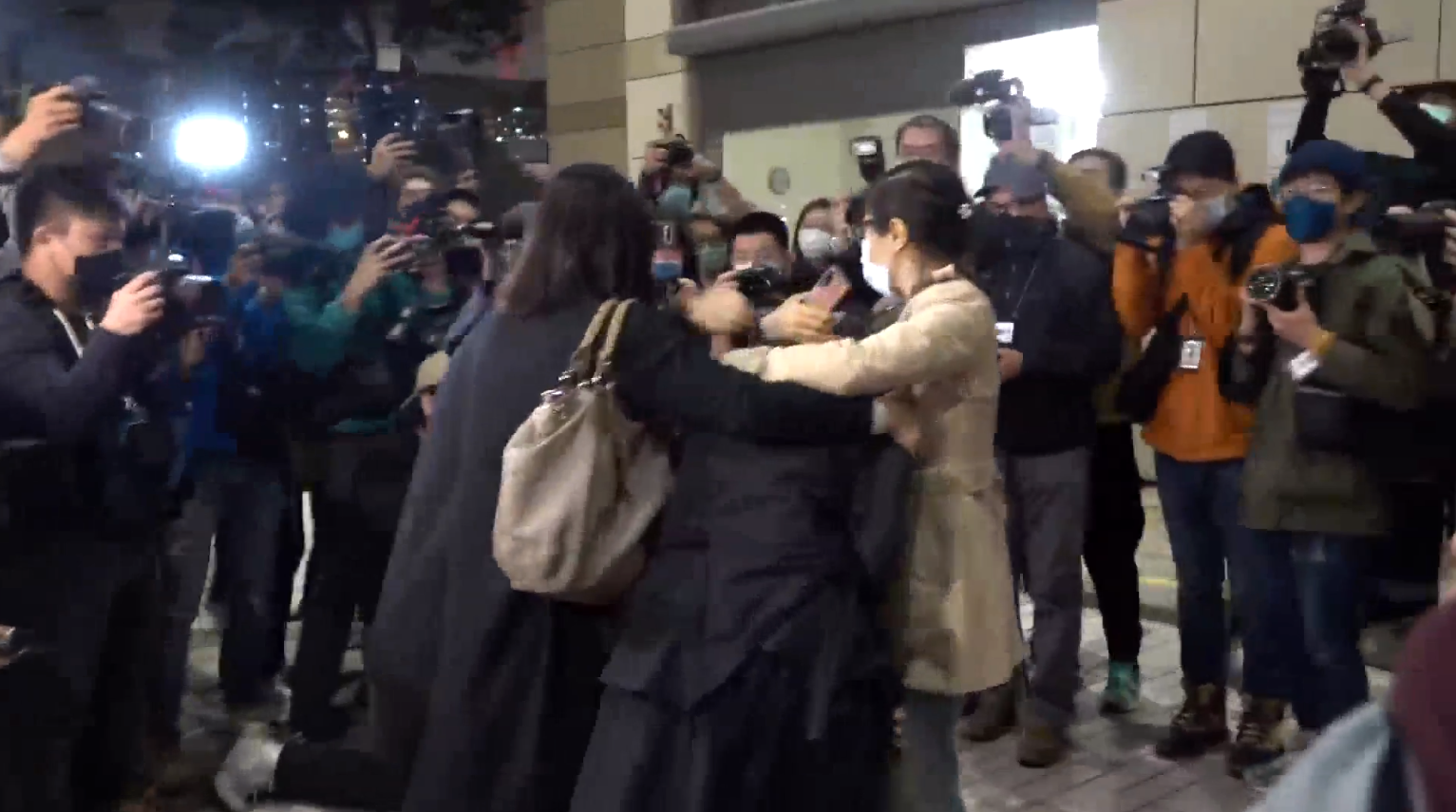
呂智恆的養母得知結果後，跑到法院地下大堂跪地痛哭，其後由市民安慰

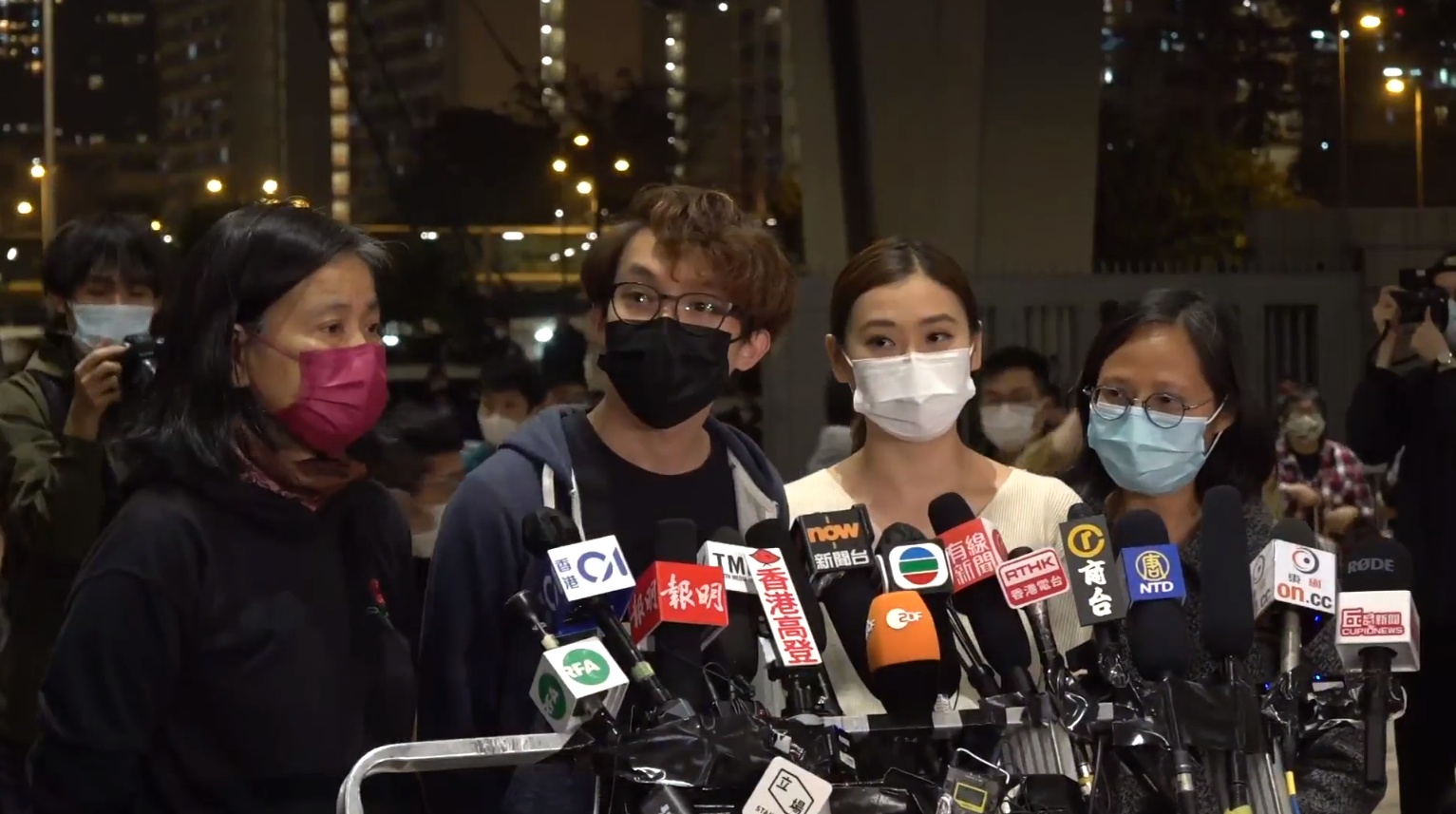
梁國雄太太陳寶盈、民陣陳皓桓、岑敖暉太太余思朗、和朱凱廸太太區佩芬於審訊後見記者

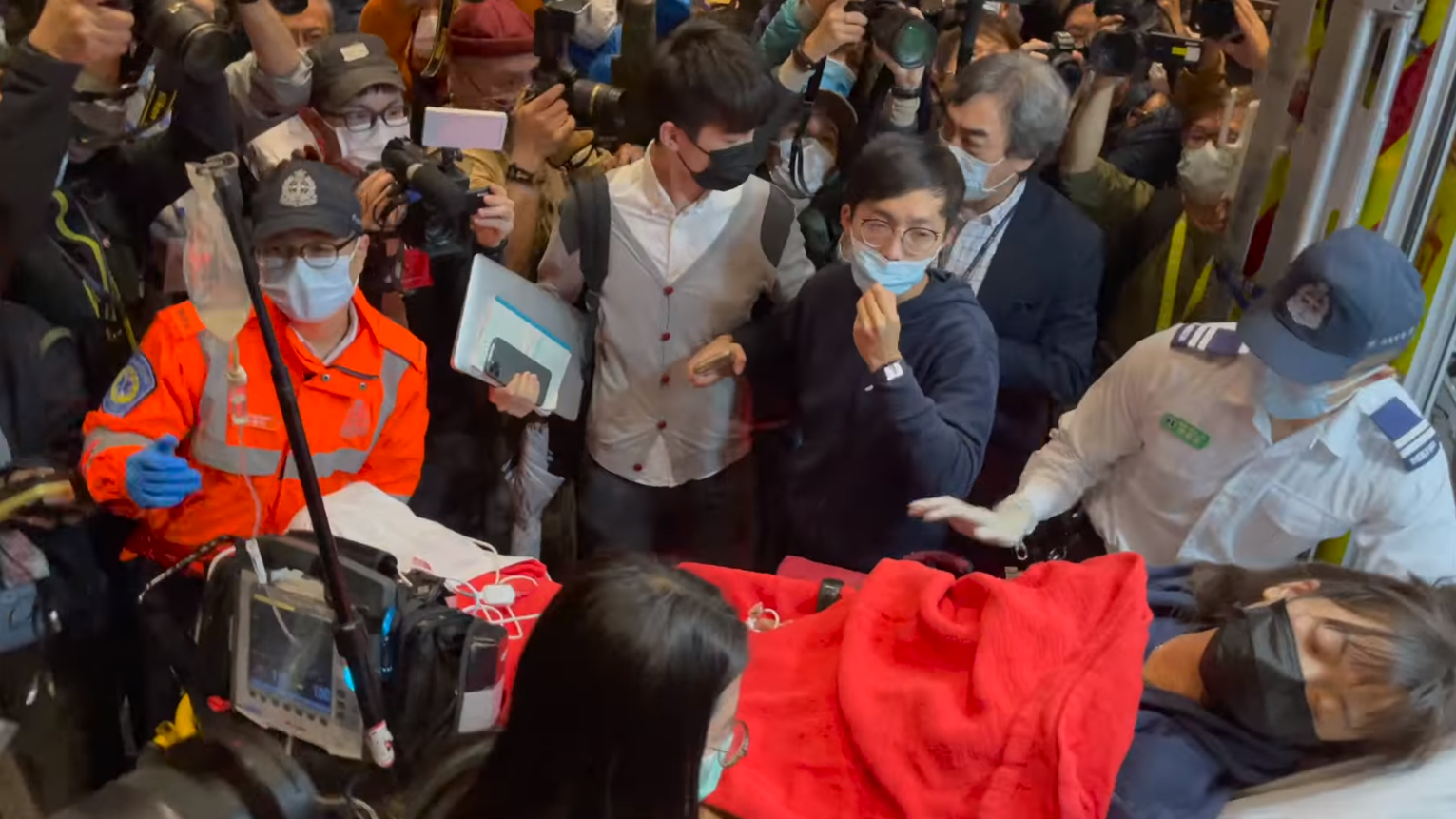
被告楊雪盈身體不適需要以擔架床送院

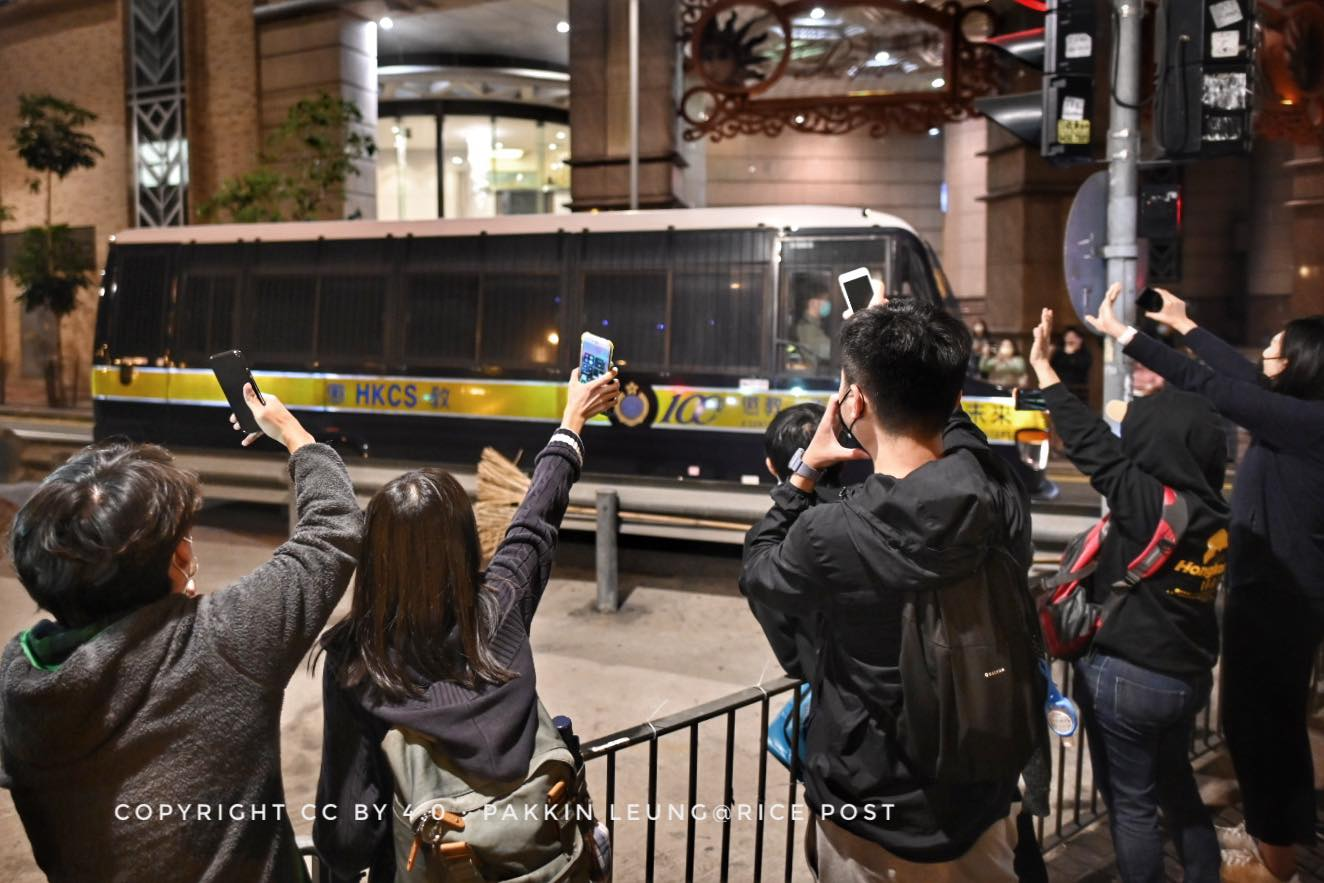
市民在荔枝角道用手機燈和自己聲音「送車」

### 劉頴匡透過律師 宣佈解散民間集會團隊
47名參與或組織民主派初選的被告之一劉頴匡透過律師表示，宣佈民間集會團隊正式解散。

### 律政司即場覆核 准保釋15人還押
晚上8時，法庭批准47人中，有15人獲准保釋，包括鄭達鴻、楊雪盈、彭卓祺、何啟明、劉偉聰、黃碧雲、譚文豪、施德來、張可森、伍健偉、郭家麒、呂智恆、林景楠、柯耀林及李予信獲批准保釋。他們必須遵從任何人不得直接或間接以任何方式（包括傳統實體/電子媒體/任何公眾平台），作出、發放或轉載任何可能有合理理由被視為危害國家安全的言論，任何根據其性質可構成違反國安法或香港法例中維護國家安全的罪行的行為；任何人不得直接或間接以任何方式（包括傳統實體/電子媒體/任何公眾平台），作出任何可能有合理理由被視為危害國家安全的的行為；任何根據其性質可構成違反國安法或香港法例中維護國家安全的罪行的行為、不得直接或間接組織、安排、參與或協調任何級別的選舉（投票除外），不論政府或非政府舉辦的任何選舉；不得直接或間接以任何方式聯絡任何外國官員、議員、任何各級議會成員或其他服務於以上人員的人士，所有人不准離港以上四項條件，另外獲准保釋的15人須交出旅遊證件及BNO，每晚12時至翌朝7時宵禁。
不過律政司2分鐘後隨即正式提出覆核，15人須繼續還柙至5月31日再訊。呂智恆的養母得知結果後，跑到法院地下大堂跪地痛哭。而多名被告親友在庭外哭泣，其後有人大叫「多謝大家」、「政治犯無罪，香港人不死」、「五大訴求，缺一不可」、「政治檢控可恥」口號，也有人表示「多謝大家律師，盡晒力啦」和「對唔住」等。退庭後，4名被告身體不適需要以擔架床送院，包括劉澤鋒、林景楠、楊雪盈和何啟明。
在法院外，有不少市民聚集，高叫口號「光復香港 時代革命」、「Fight for freedom Stand with Hong Kong」和唱《願榮光歸香港》。到晚上7時35分，警方舉起紫旗，稱有人喊口號及唱歌的行為涉嫌違反《港區國安法》。其後有大批警員到場增援在東京街近深水埗公園位置增援，並拉起燈帶要求記者和市民離開法院外的行人路，引起在場的記者不滿。警方亦封鎖法院附近的道路，市民無法迎接被告的囚車步出法院，其後到荔枝角一帶的行人路「送車」。到晚上10時15分，警方嚴密佈防，將防線推至興華街西，並以違反限聚令為由，多番要求市民和記者往荔枝角方向離開。有市民坦言現今香港已無法治可言。
總結4日聆訊，法庭花了逾35小時處理47名被告的首次提訊程序，其中首日聆訊更由上午「直踩」至凌晨2時半，4日內有至少8名被告不適送院。

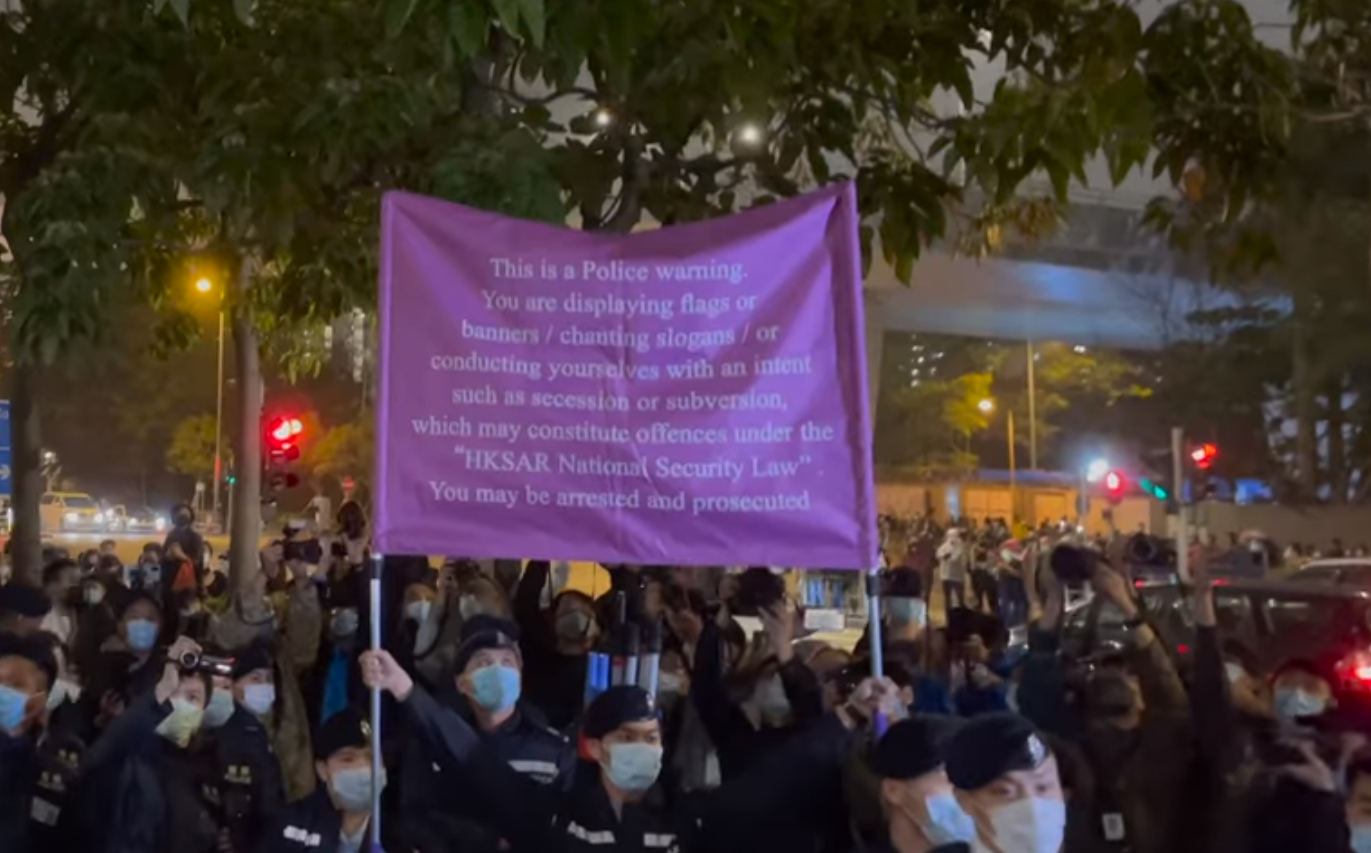
晚上7時35分，警方舉起紫旗，稱有人喊口號及唱歌的行為涉嫌違反《港區國安法》
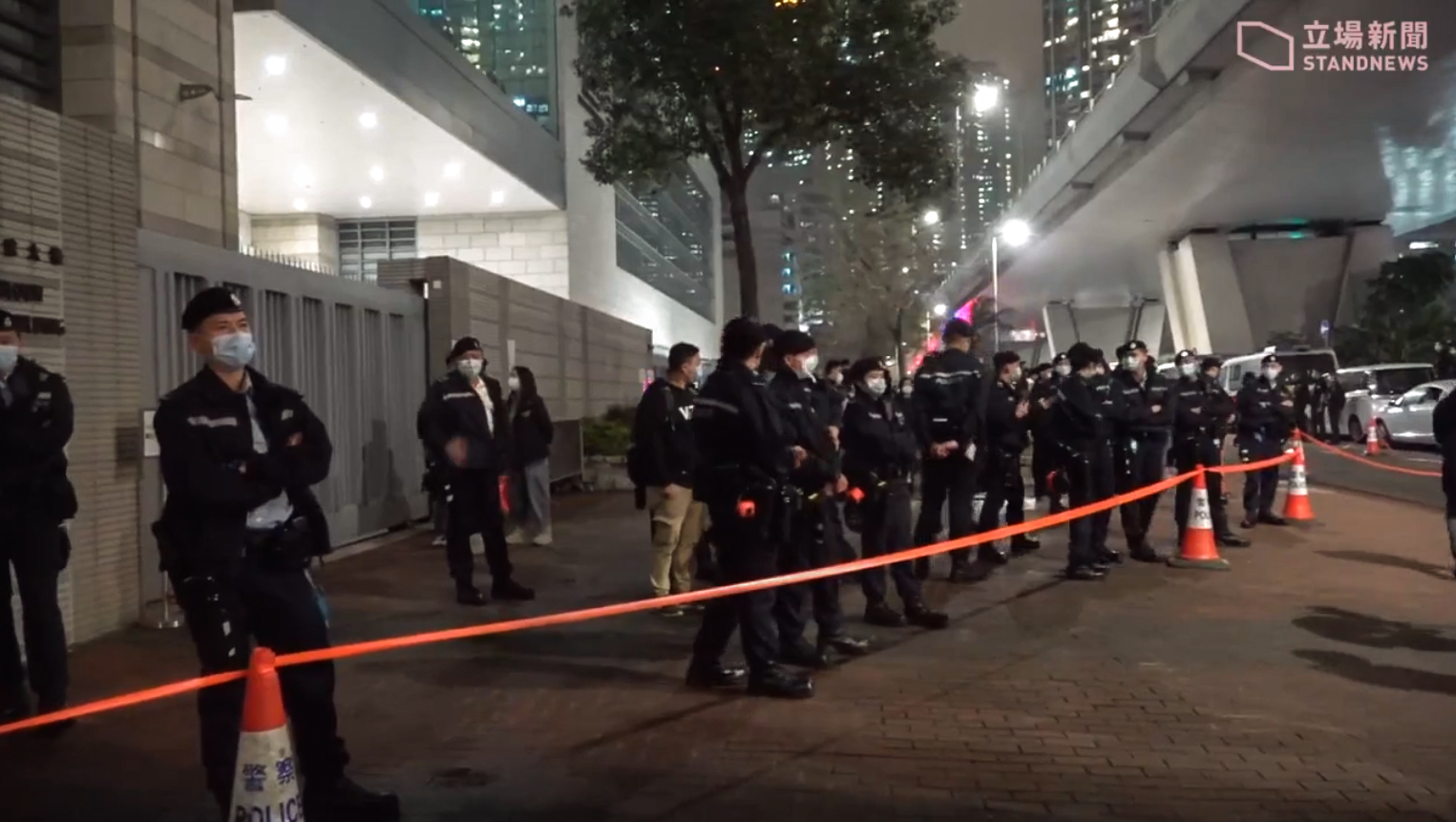
大批警員在法院外準備清場行動
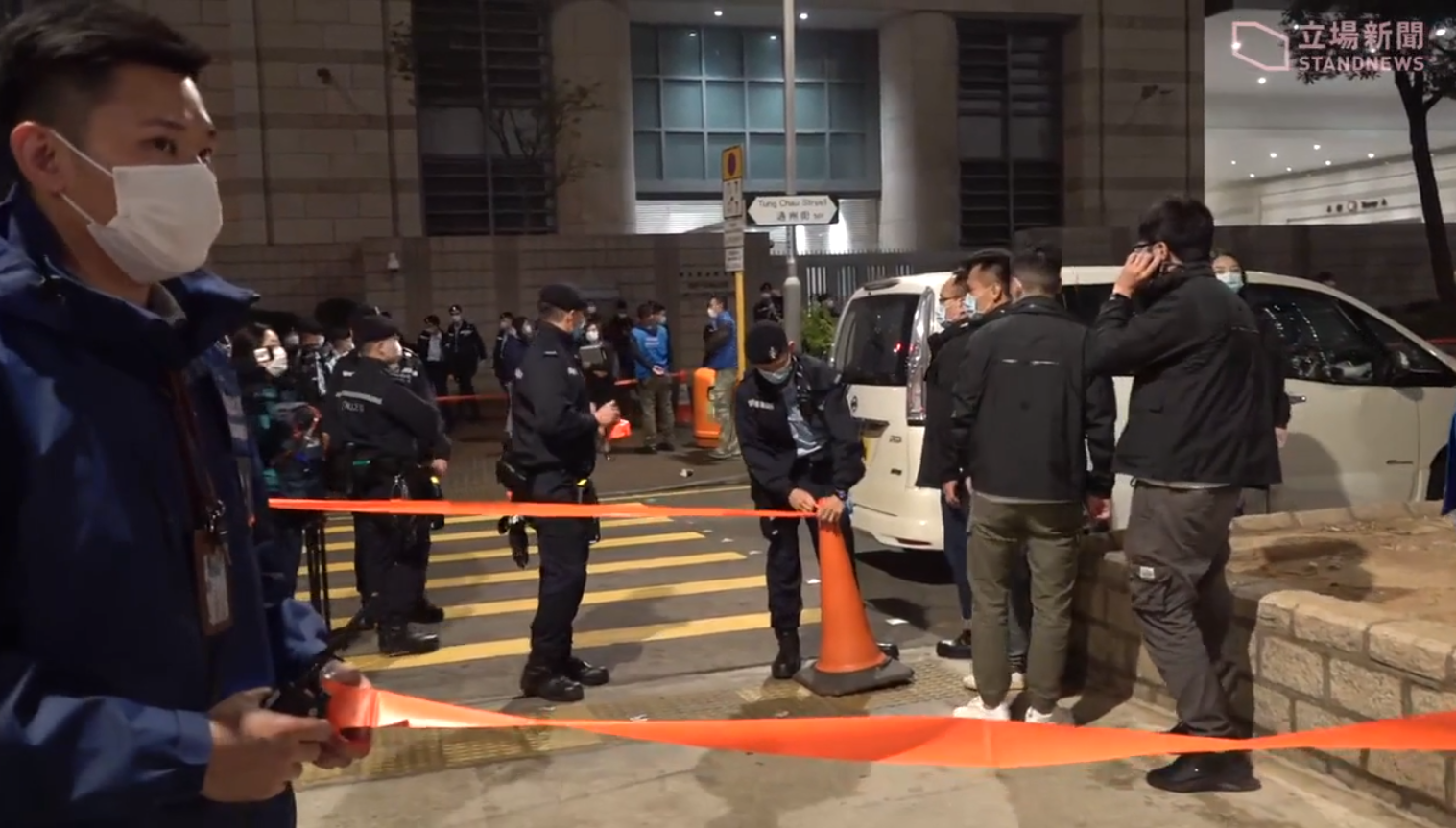
大批警員拉起燈帶，要求記者和市民離開法院外的行人路
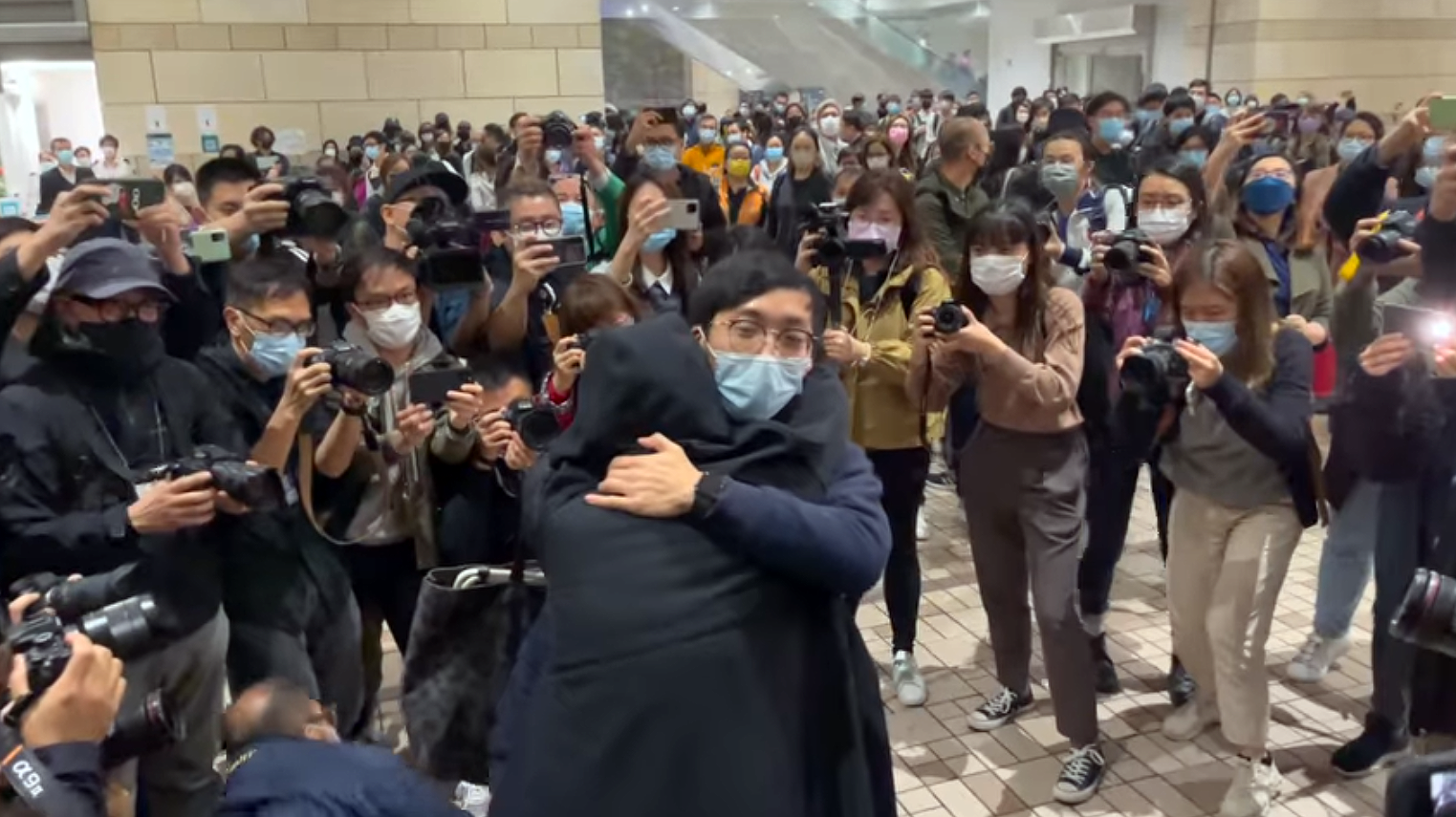
被告家屬在法院地下與天水連線成員林進相擁痛哭
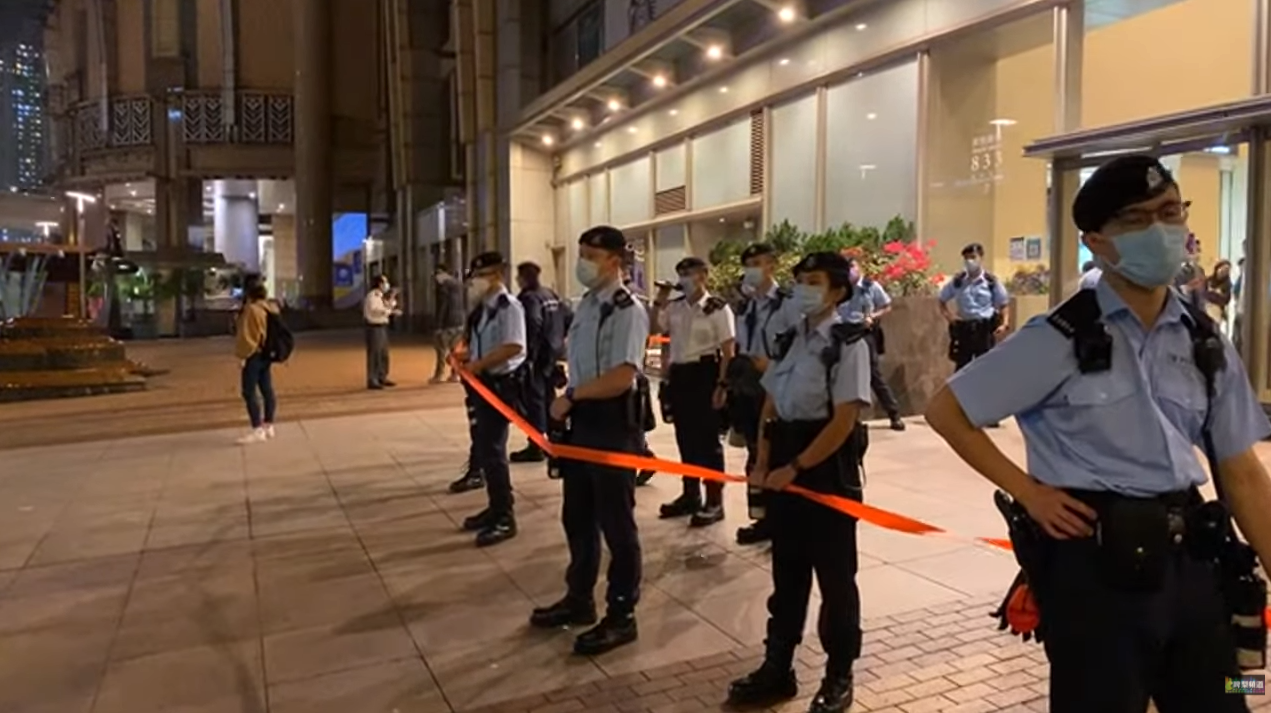
晚上10時半，警員將防線推至昇悅居外，有人被截查
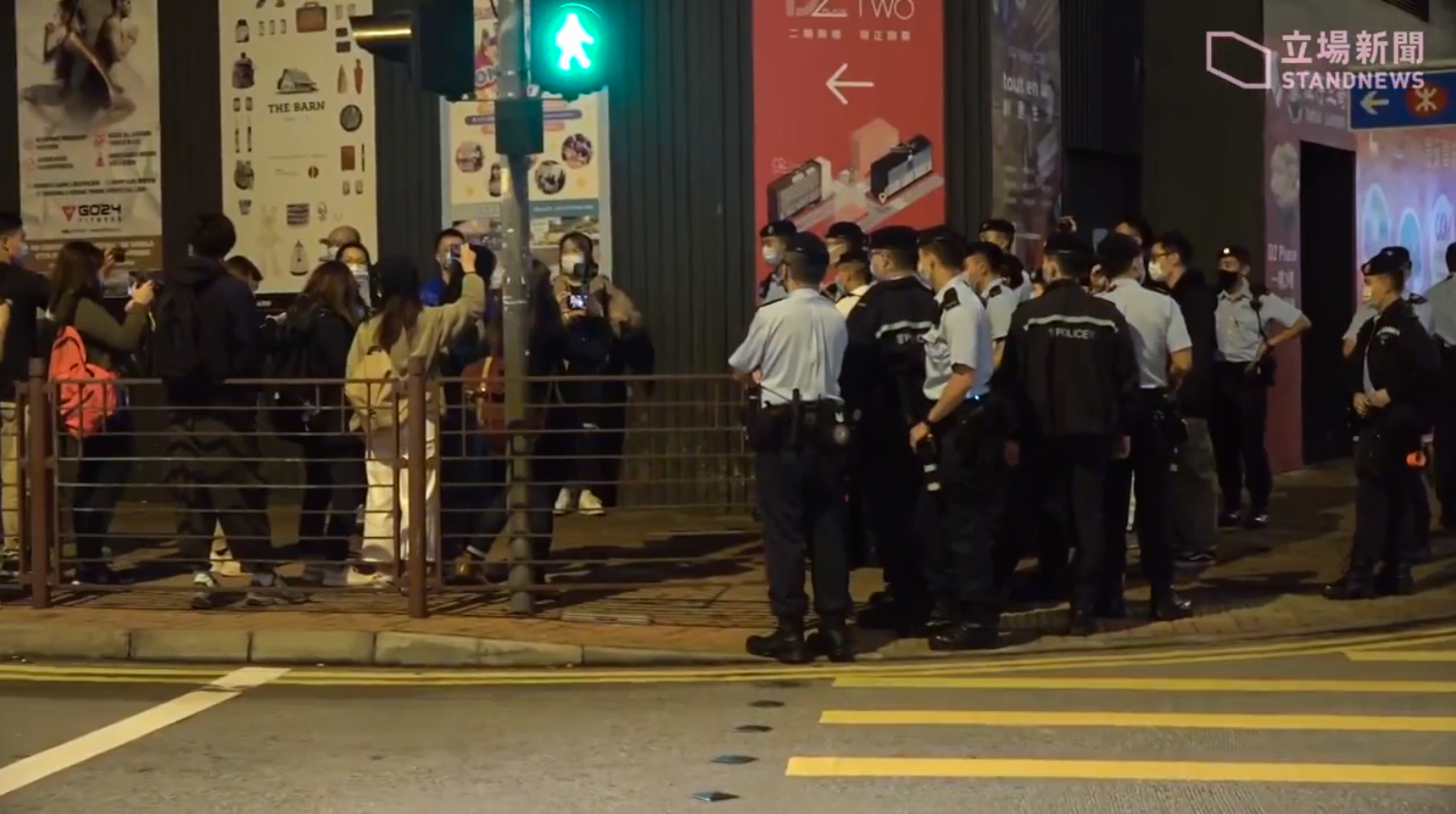
其後警員將防線推至長荔街，記者不能到昇悅居外的行人路

### 紫荊研究院公布民调结果：81.7%受訪者認同「愛國者治港」　72.3%認同修改選舉制度
有內地背景的紫荊研究院公布民调结果，稱有81.7%受訪者表示認同必須堅持「愛國者治港」原則，才能有效維護憲法和基本法確立的憲制秩序，全面準確貫徹一國兩制方針；表示不同意的則為9.6%。調查又顯示，72.3%受訪者認同有必要盡快修改完善香港選舉制度，16.4%表示不認同，另有11.3%表示不清楚、無意見。该院亦調查於2月27日至3月3日期間，以音頻電話隨機抽樣訪問1078名市民。調查提到，香港回歸以來出現不少「反中亂港」分子通過選舉進入特區管治架構，表明香港現時的選舉制度存在漏洞和風險。民調顯示，75.2%受訪者認同上述情況，14.5%認為不存在，另有10.3%表示不清楚、無意見。調查問及受訪者是否支持全國人大在兩會期間就修改完善香港選舉制度作出決定，有68.6%受訪者表示支持，不支持的有22.3%，表示不清楚、無意見的則有9.1%。

### 全国两会：改革香港選舉制度列人大議程
当日晚上，全國人大舉行新聞發布會，發言人張業遂就大會議程和人大工作相關問題回答中外記者提問。張業遂在会上说，此次人大会议將審議人大常委會關於提請審議《全國人民代表大會關於完善香港特別行政區選舉制度的決定（草案）》的議案。在凤凰卫视記者問及如何修改選舉制度时，張業遂指出，香港選舉制度需要完善，為全面準確貫徹「一國兩制」方針，全面落實「愛國者治港」原則，提供健全的制度保障。随后，香港特首林鄭月娥在facebook發文指，對人大會議將審議有關完善香港的選舉制度，落實「愛國者治港」的方針政策表示歡迎。香港特區政府發聲明指，尊重中央在政治體制完善方面的主導權，並會作出全面配合。

## 5日

### 全國人大常委會副委員長斥反中亂港勢力試圖通過選舉奪取香港管治權

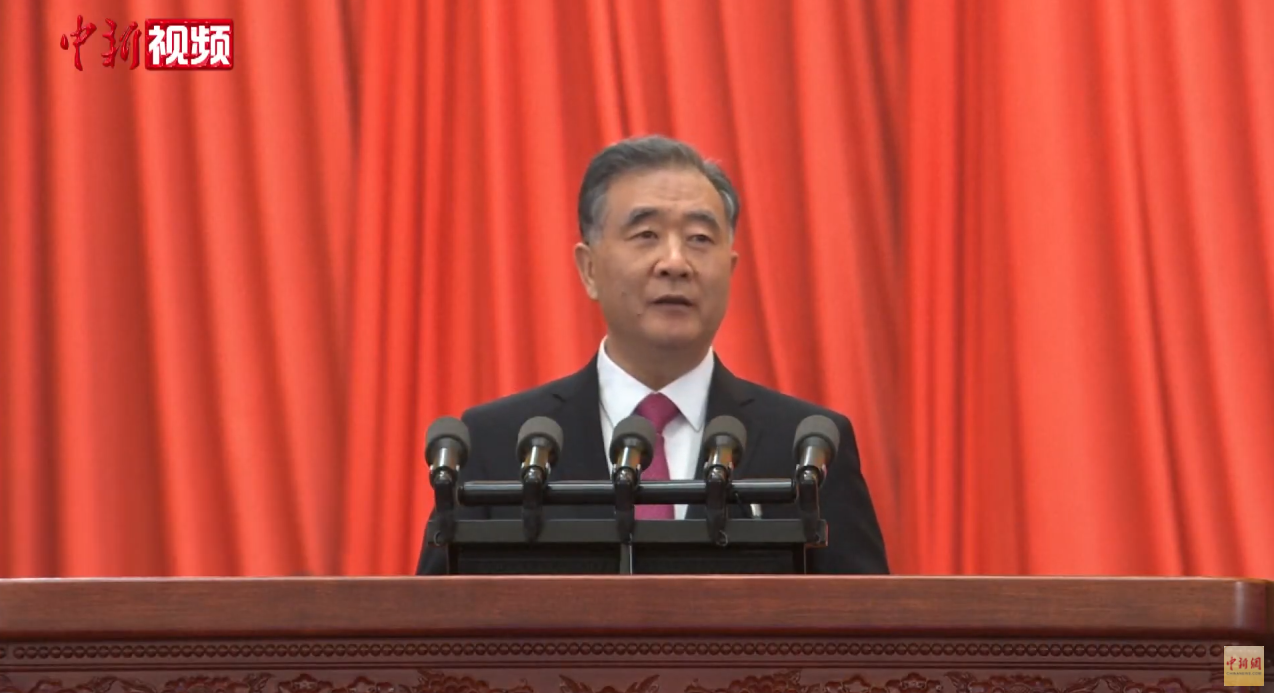
全國政協主席汪洋發表常委會工作報告時表示，政協委員今年要堅定支持全面落實「愛國者治港」原則

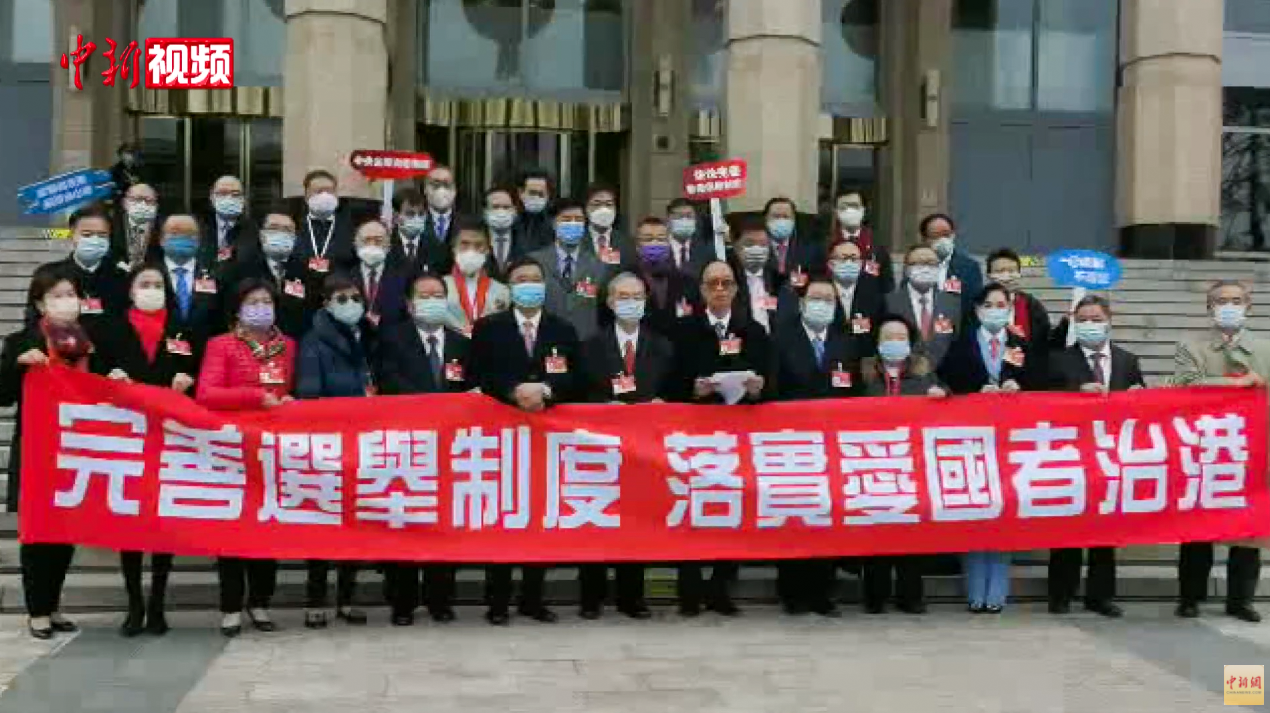
港区全国人大代表团在北京人民大會堂的樓梯前大合照，表明发声明拥护支持全国人大完善香港选举制度

2021年3月5日，第十三屆全國人民代表大會第四次會議早上在北京開幕。全國人大常委會副委員長王晨就有關完善香港特區選舉制度的草案議案內容作出解說。他批評2019年發生反修例運動後，反中亂港勢力與本土激進分離勢力通過特區選舉平台，立法會和區議會議事平台或公職人員身分，肆無忌憚從事反中亂港活動，癱瘓立法會運作，阻撓特區政府依法施政，策劃並實施所謂預選，妄圖通過選舉掌控香港立法會主導權，奪取香港管治權。他指出香港社會出現的一些亂象反映出，香港的選舉制度存在明顯的漏洞和缺陷，有必要完善，確保和必須堅持愛國者治港。讓香港全面有效落實全面管治，各深層次問題才能有效解決，香港才能長治久安，為中華民族復興作應有的貢獻。

### 修改基本法附件 「完善」特區選舉 學者泛民斥嚴重倒退
全國人大常委會副委員長王晨表示，近年香港社會出現港獨、外國勢力干預特區事務等的亂象，嚴重危害國家主權安全和發展利益，反映目前選舉制度存在明顯漏洞和缺陷。需要擴大選委會部分，讓香港社會有“均衡有序的政治參與”和“更廣泛的代表性”，同時建立全流程資格審查機制，形成一套符合香港實際情況，有「香港特色的新的民主選舉制度」。據了解立法會增至90席，不過選委議席不少於30個，甚至多達40人。選委會增至1500人，取消區議會117個席位，加入社團領袖及政協等代表。
中大政治與行政學系副教授馬嶽指選委會成為「太上皇式」架構，權力非常大、成為正式的審查委員會，必定是民主倒退。而選委會的結構更無代表性，只是親中人士「分餅仔」，變得更小圈子。民主黨主席羅健熙表示有關的改革是「一次過收回」20多年的政制開放和收得更窄；末任港督彭定康表示中央的做法是「徹底破壞了一國兩制的承諾」，包括鄧小平的承諾，一定要宣誓效忠中共才能成為「愛國者」。港大法律學院公法講座教授陳文敏認為，參選門檻愈收愈緊下，選舉變得沒有意義，只會讓公眾對選舉更冷漠，循序漸進實現普選的希望已不能實現。歐盟形容中國的做法是收緊專制掌控，對香港的民主有深遠的負面影響，違背對保護香港高度自治的承諾。歐盟會準備好採取下一步行動，回應任何對香港政治自由及人權的嚴重惡化。

### 總理工作報告提及要堅決防範和遏制外部勢力干預港澳

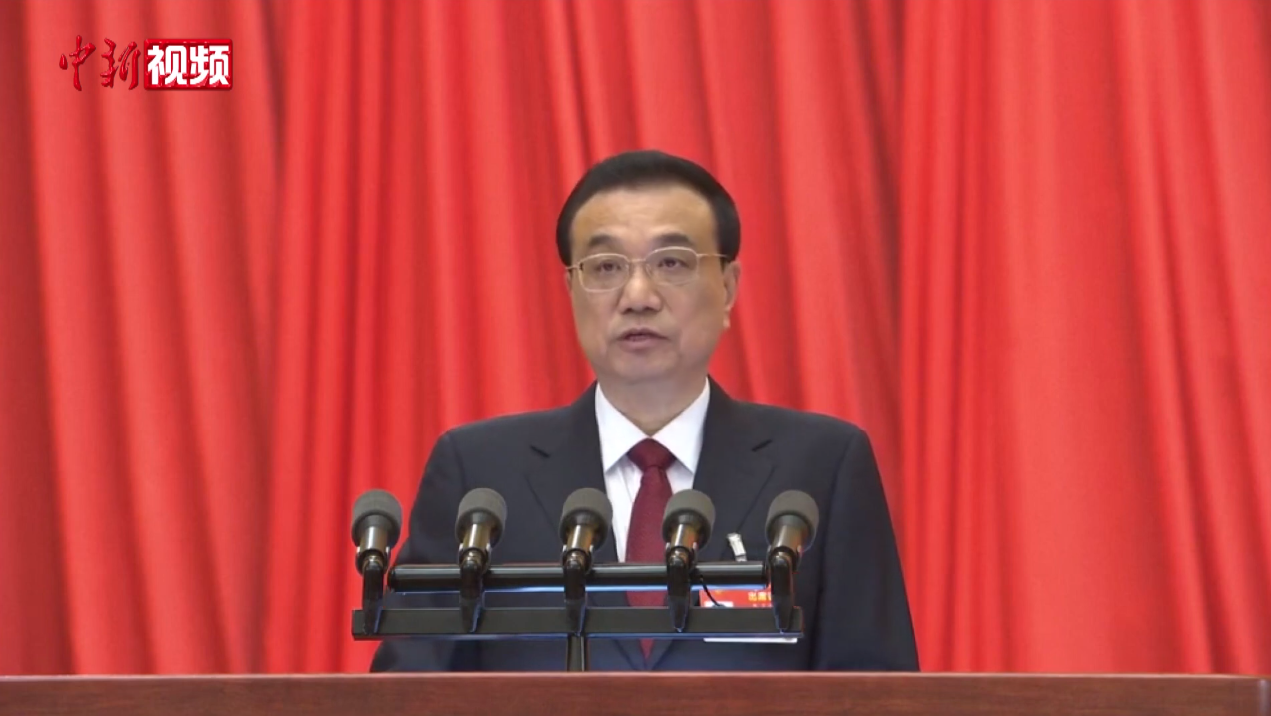
總理李克強在工作報告於關港澳部分，提到要完善特區《憲法》和《基本法》實施相關制度和機制、堅決防範和遏制外部勢力干預港澳事務

總理李克強在工作報告於關港澳部分，提到要完善特區《憲法》和《基本法》實施相關制度和機制、堅決防範和遏制外部勢力干預港澳事務。而十四五規劃提及要加強《憲法》、《基本法》及國情教育，增強港澳同胞對國家意識和愛國精神。

### 律政司撤4人保釋覆核 暫重獲自由
47名泛民主派因「35+初選」被控串謀顛覆國家政權罪，律政司決定不向楊雪盈、劉偉聰、呂智恆及林景楠4人繼續保釋覆核程序，晚上被帶上西九龍裁判法院後，獲准以原有條件保釋外出。4人的保釋條件包括，不得直接或間接以任何方式，作出、發放或轉載任何可能有合理理由被視為危害國家安全的言論、不准離港、要交出所有旅遊證件包括BNO等，亦需要作出現金及人事擔保，每周多次到指定的警署報到，守宵禁令，不得直接或間接組織、安排、參與或協調任何級別的選舉（投票除外），不得直接或間接以任何方式聯絡任何外國官員、議員、任何級別議會成員或其他服務於以上人員的人士等。其中林景楠須交100萬現金擔保。

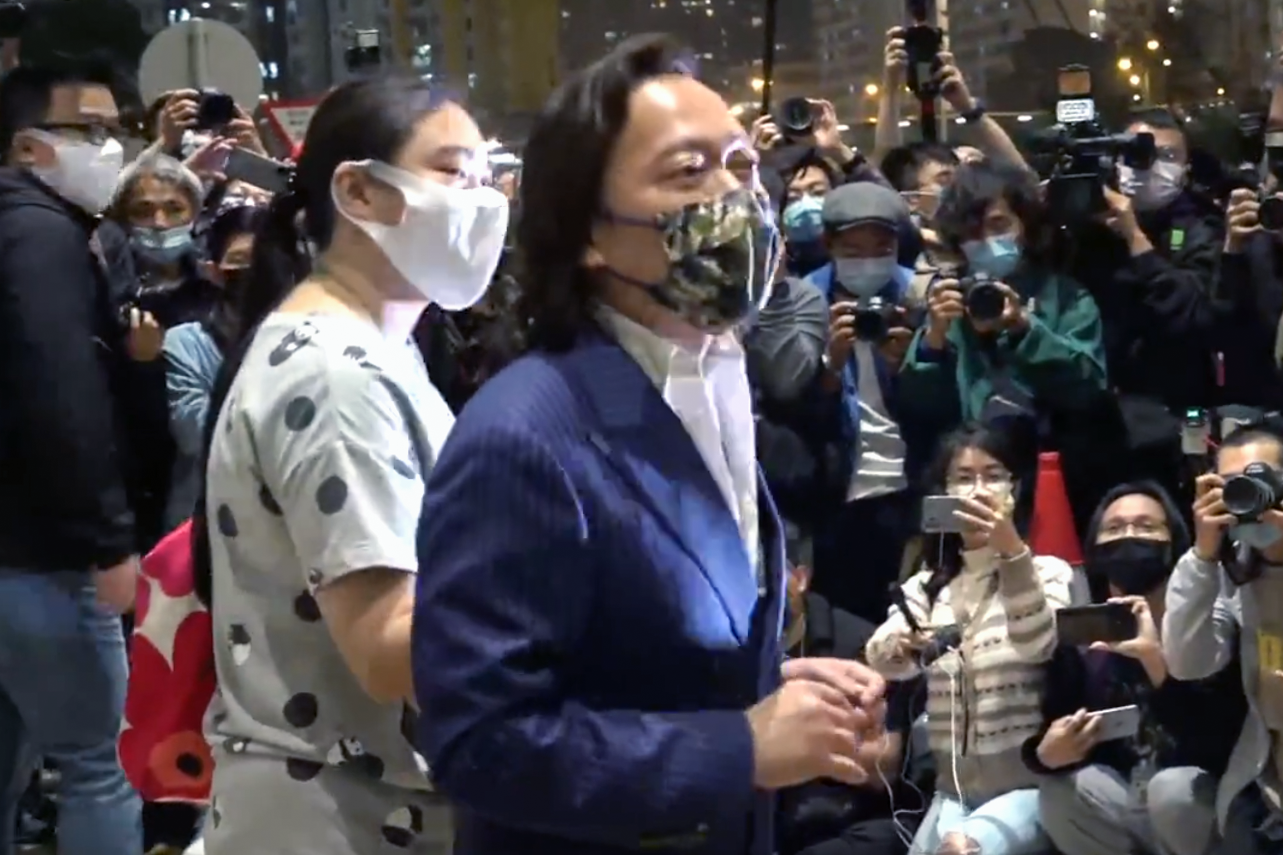
劉偉聰與女友於晚上7時40分離開法庭
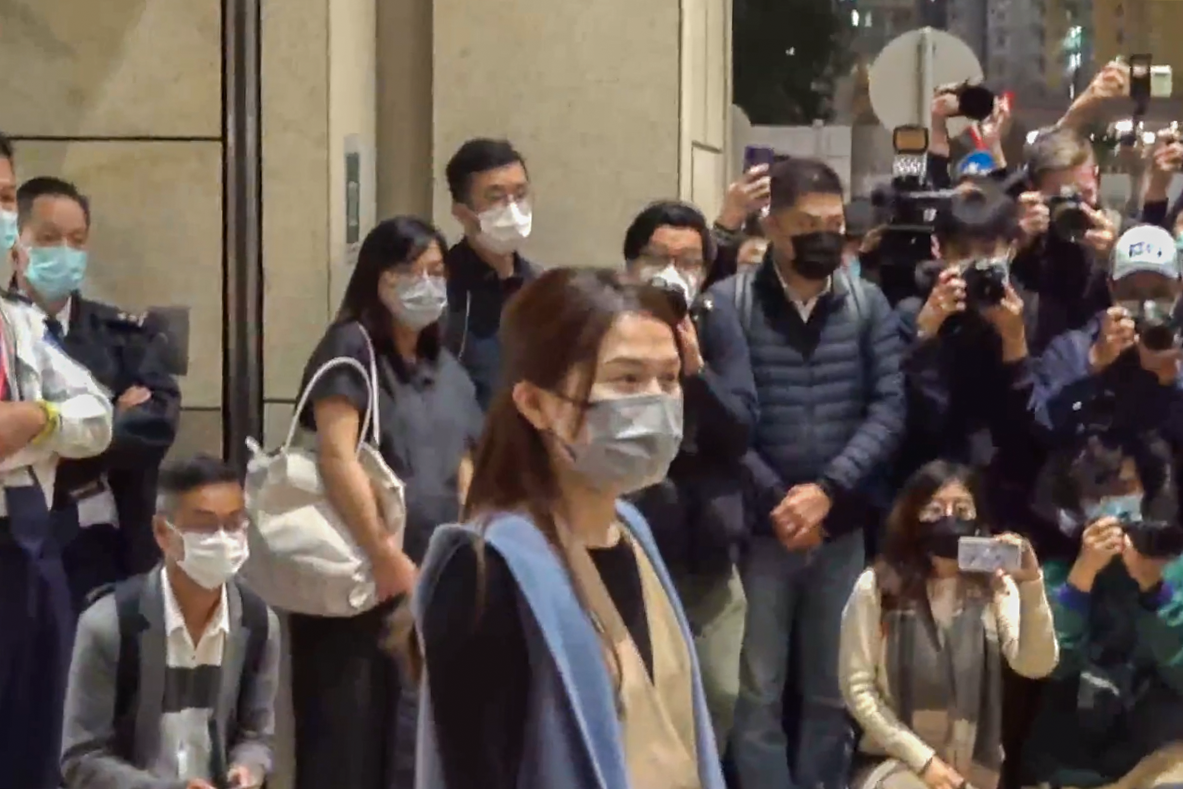
楊雪盈約7時50分步出大樓法庭，表示掛念家人及想看看家中的貓
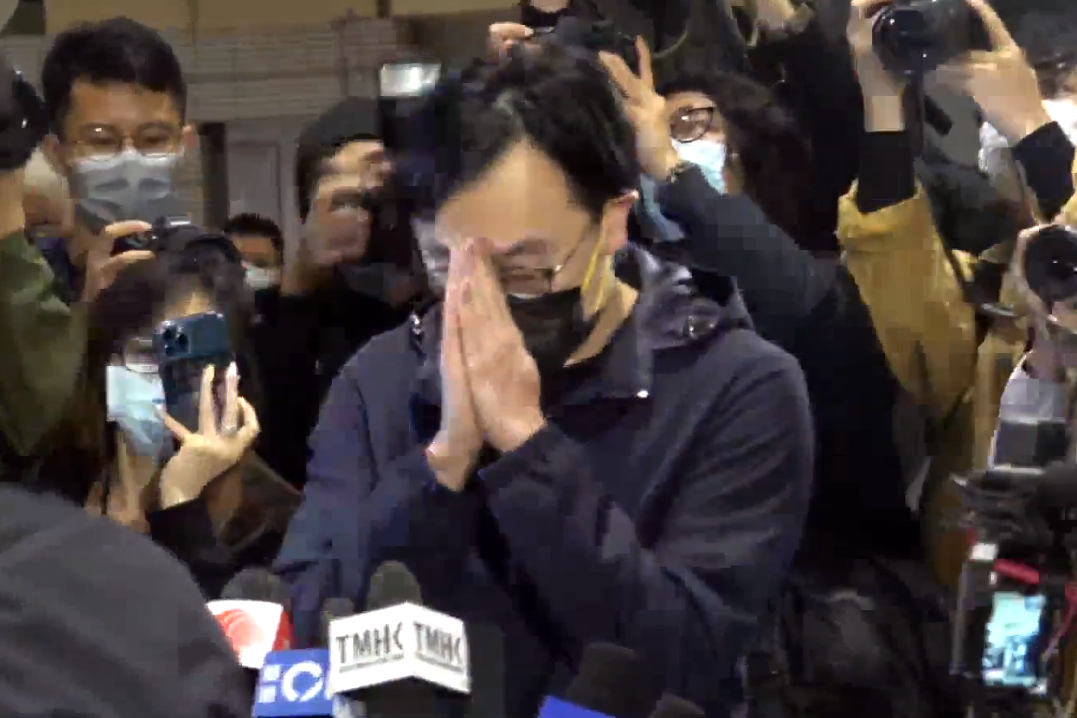
林景楠約7時56分步出大樓法庭，表示掛念太太和2名女兒
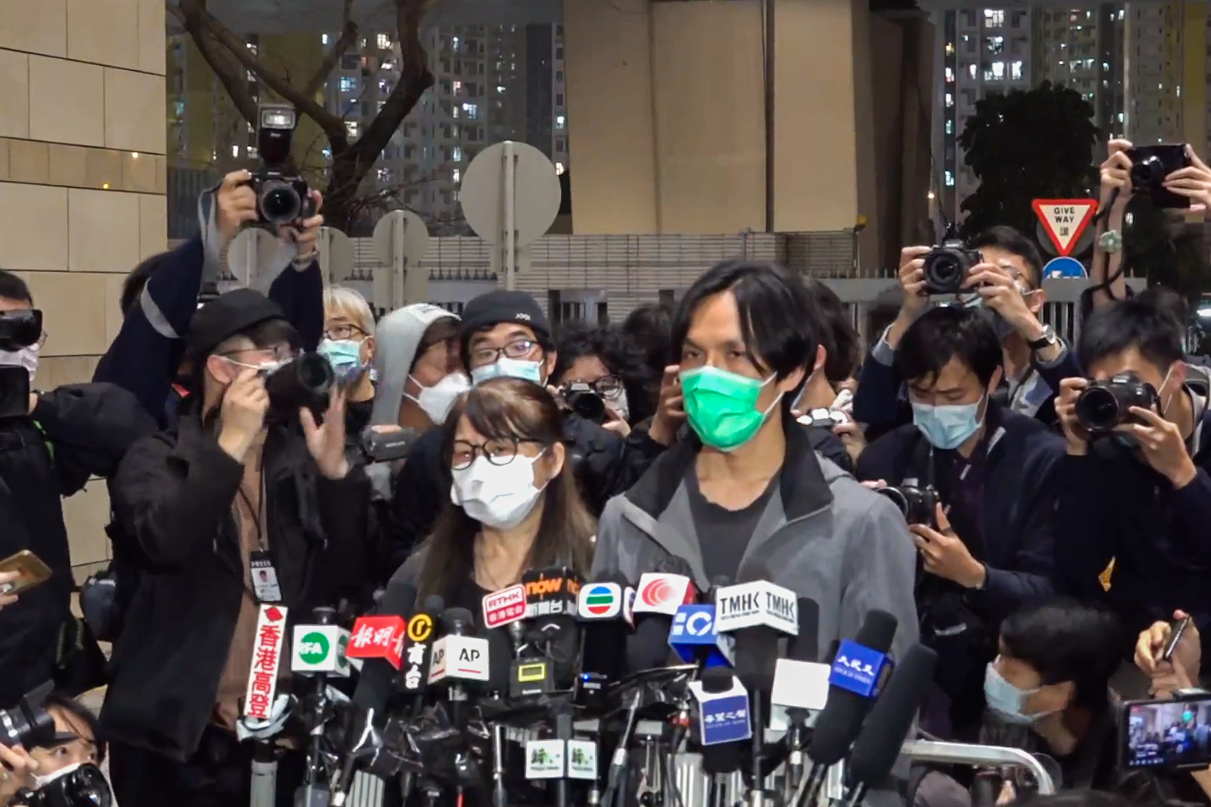
呂智恆與養母於8時02分步出，表示「辛苦大家」和「願眾人平安」

### 白俄羅斯代表70國在聯合國人權理事會作共同發言 強調香港事務是中國內政
白俄羅斯代表70個國家在聯合國人權理事會第46屆會議上作共同發言，強調香港事務是中國內政，外界不應干涉，指出不干涉主權國家內政是《聯合國憲章》重要原則，是國際關係的基本準則。

### 警方拘捕2名男子涉嫌恐嚇司法人員
警方網絡安全及科技罪案調查科警司譚威信證實，警方在將軍澳及屯門，分別拘捕17歲青年及61歲本地男子，他們疑分別以電話滋擾及透過社交平台發布要脅或恐嚇傷害司法人員的言論，涉嫌「電話、訊息或電報相關的罪行」及「煽惑他人傷人或對他人身體加以嚴重傷害」罪被捕。

### 《聯合早報》指民間人權陣線正受查或取締
新加坡《聯合早報》引述消息人士稱，美國國家民主基金會曾資助民間人權陣線舉辦反修例運動，被香港當局調查。一旦屬實，民陣將違反《國安法》，或被港府取締。陳皓桓發聲明回應，指民陣成立至今從未收取任何外國政府或機構資助，包括美國國家民主基金會。之后，多個成員和團體陸續退出民陣，包括街工、香港民主民生協進會（民協）、公民黨、新民主同盟、天主教正義和平委員會、民主中國陣線以及教協。民陣召集人陳皓桓接受《明報》的訪問，對此表示尊重、理解。但同時指出民陣已經是最和平團體，若這個平台都容不下，「日後還有誰去堅持合法、和平、理性、非暴力？」，也沒有一個仍願意與警方溝通的平台。他也提及到若無成員團體在9月召集人換屆選舉接任，相信平台要關閉。他預計下一個打壓的對象是支聯會。

## 6日

### 高等法院開庭處理11人保釋覆核 警方發限聚票控庭外市民

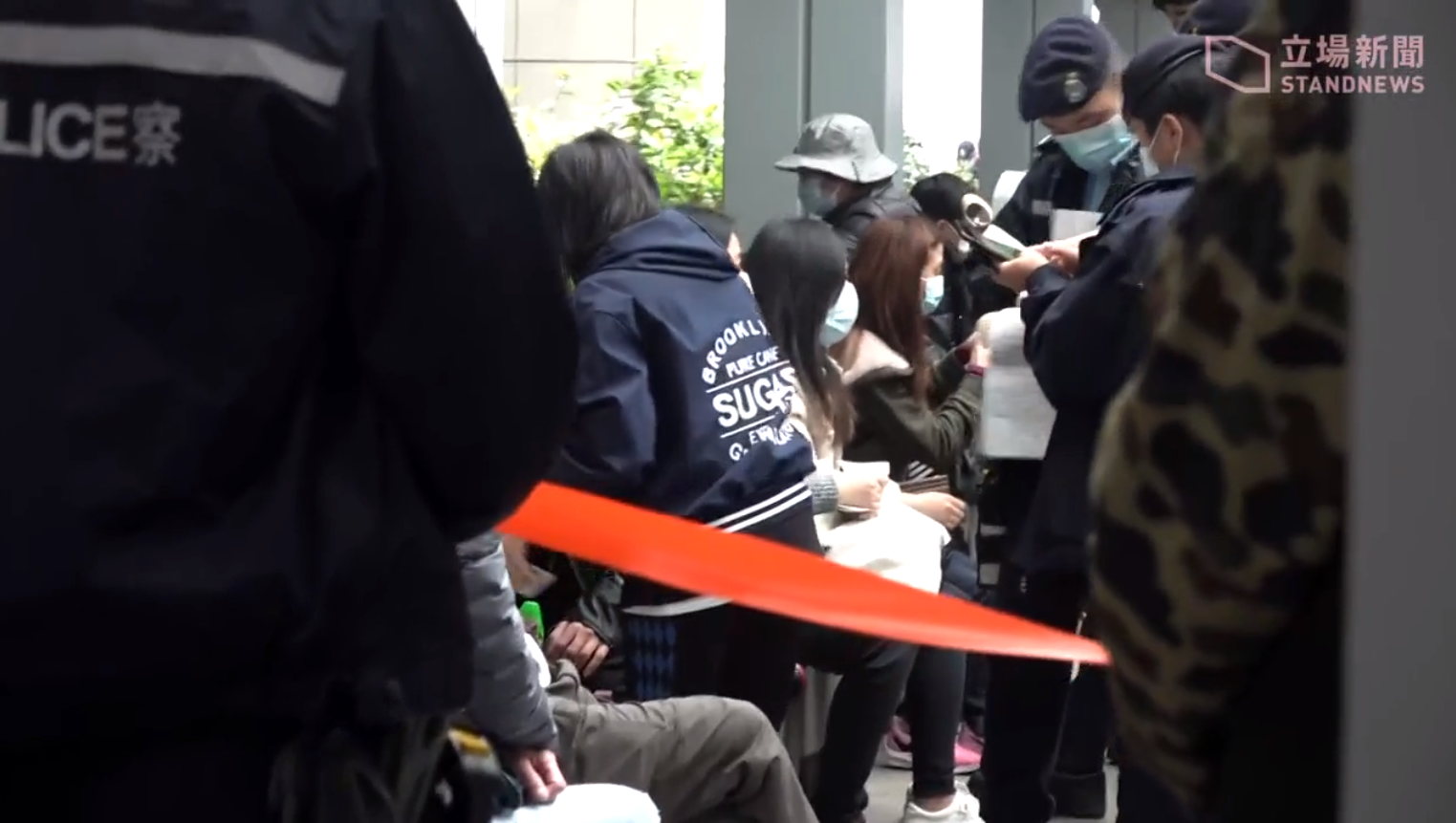
下午2時，部份取了旁聽籌的市民在法院外等候開庭期間，突然被大群警員拉起橙帶圍封，多達30人被收「限聚令」告票

47名泛民主派因「35+初選」被控串謀顛覆國家政權罪，高等法院開庭處理餘下11人的保釋覆核。早上8時半前，逾150張公眾席籌號已經派發完畢。到下午2時，高等法院開庭處理律政司對11名民主派保釋覆核。部份取了旁聽籌的市民在法院外的空間坐下稍作休息，等候開庭。不過大群警員突然拉起橙帶圍封在場市民，並向現場約30名市民發出「限聚令」告票。多名被發出告票的市民對警方的行動表示強烈不滿，批評「而家 (法庭) 畀咗張飛我，又告X我，你 (警察) 大X晒喇係咪啊？」，也稱警方在沒有驅趕下，而自己一人坐便要控告是不合理。大多人表示會拒絕交罰款。
保釋覆核案件由國安法指定法官杜麗冰處理。她表示會在3月11日及3月13日聽取覆核聆訊，每日處理6人的聆訊，早午各3人。法庭不會處理保釋申請，各人需繼續還押。

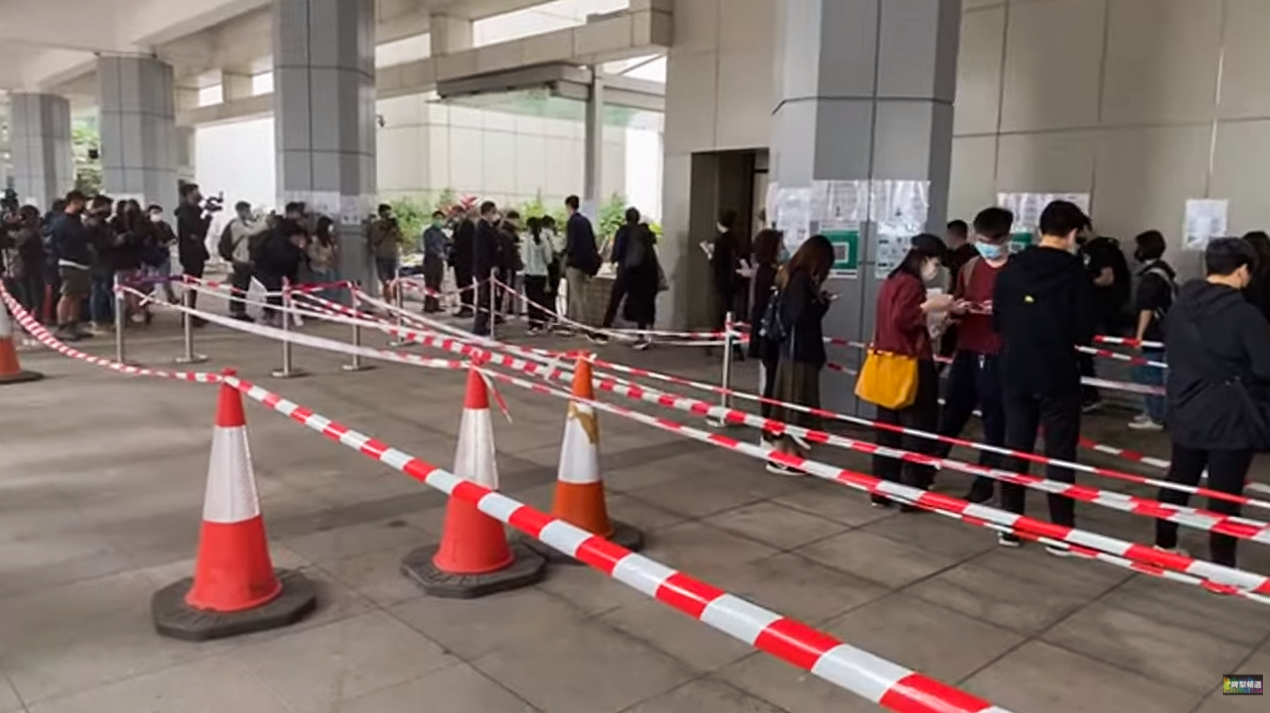
早上排隊進入法庭的人龍
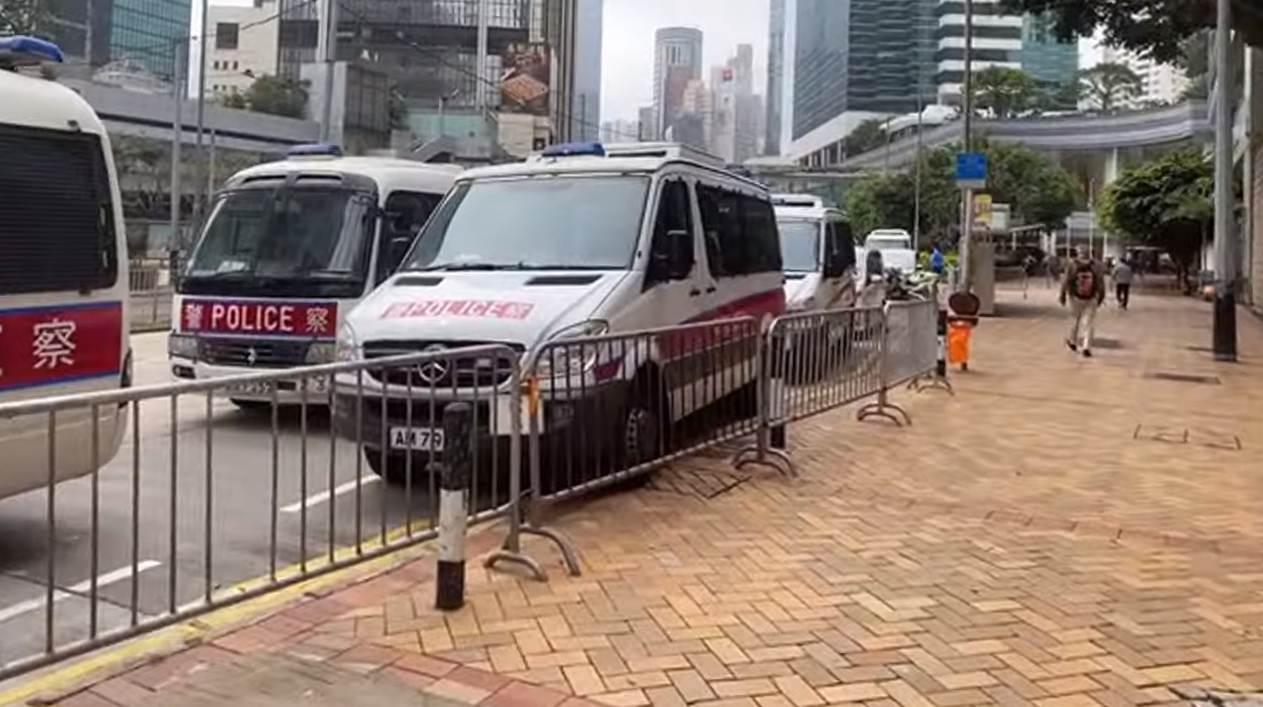
大批警車在金鐘道
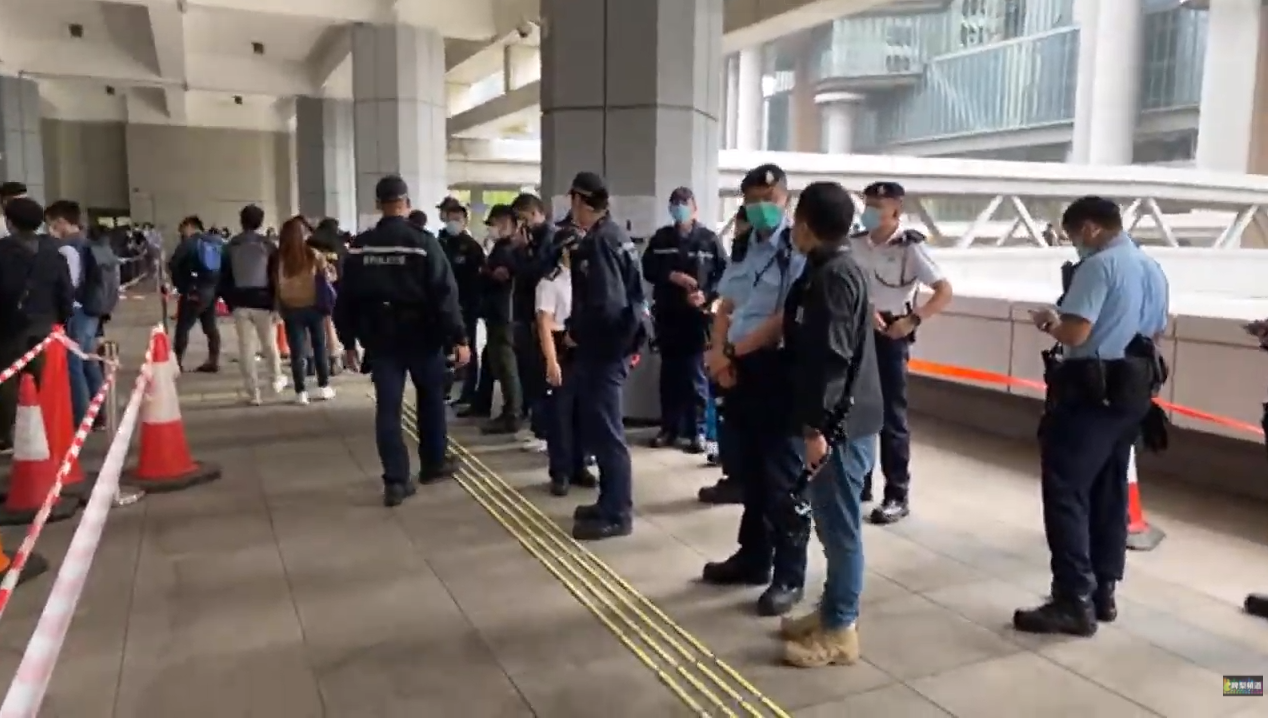
大批警察在高等法院平台戒備
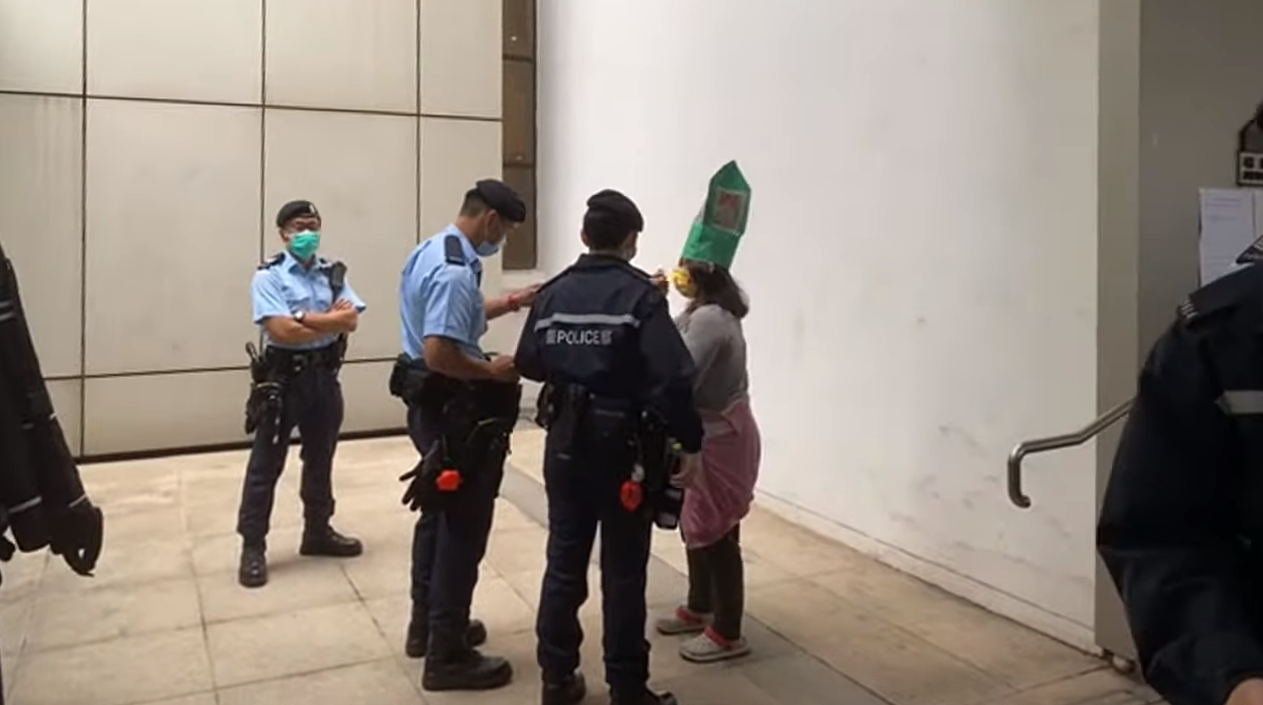
有戴上黃色口罩的市民被警員截查
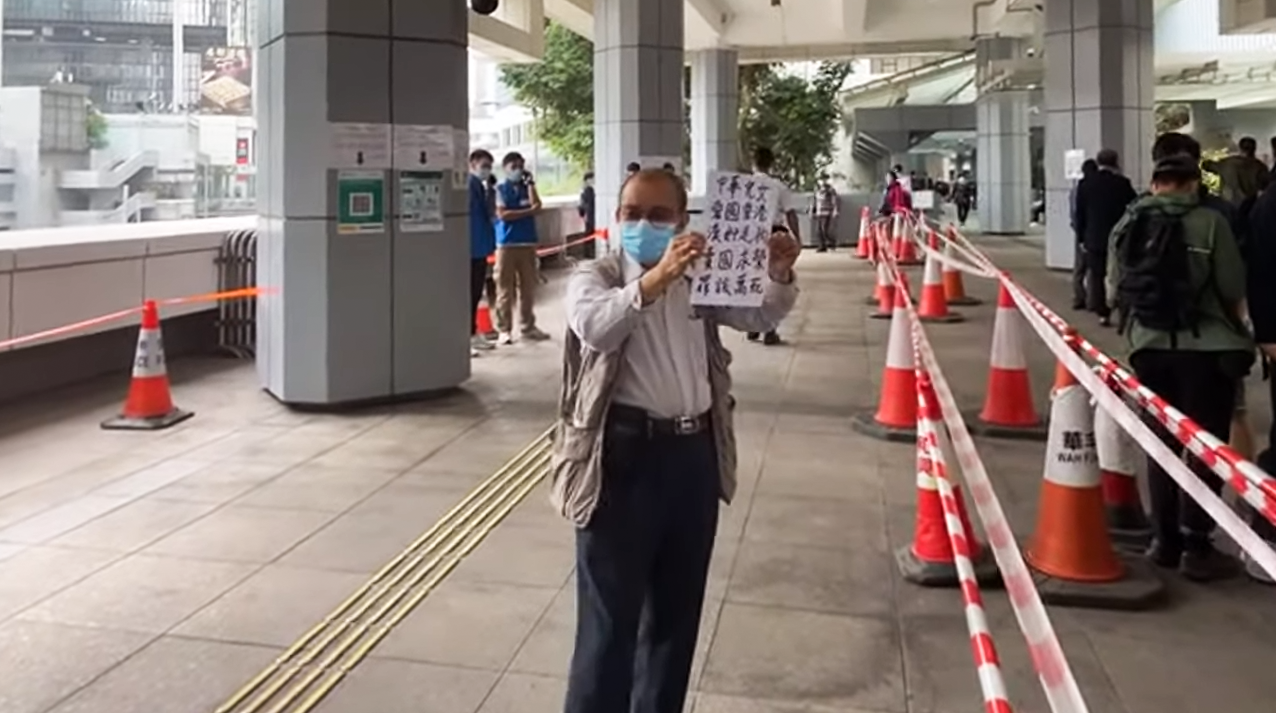
有老人舉起“中華兒女，愛國愛港，漢奸是狗 賣國求榮”的標語

### 加拿大聲援被捕47人行動
加拿大兩大都市都有香港人發起行動，聲援47名泛民主派因「35+初選」被控串謀顛覆國家政權罪。在溫哥華的遊行有約300人參與，示威者先由列治文－布里格豪斯站天車站起步，沿3號路而行，走到布里格豪斯站公園。不少經過的汽車都有響號支持。在多倫多，鄭敬基號召當地的香港人以Drive Thru流水式安排進行簽名和籌款活動。雖然當地有限聚令，加上氣溫只有零下15度。不過兩小時的活動仍然有205輛車參與，共收集了509個簽名和13.5萬$善款，將作律師費用。

## 7日

### 王毅表示落实“爱国者治港”完全合宪合法
中国国务委员兼外交部长王毅在全国两会记者会上回答中评社记者就全国人大审议关于完善香港选举制度决定草案提问时指出，放眼世界，无论在哪个国家，“效忠自己的祖国都是公职人员以及竞选公职的人必须遵守的基本政治伦理。在香港也一样。”他表示，“如果不爱国，谈何爱港。爱港和爱国是完全一致的”。他最后指出，香港在殖民统治时期，没有任何民主可言。他表示，“回归24年来，没有谁比中央政府更关心香港民主的发展，更希望香港保持繁荣稳定。香港由乱变治，完全符合各方利益，也将为维护香港居民的各项权利和外国投资者的合法利益提供更坚实的保障”。

### 北美五大城市舉行撐香港遊行
47名參加民主派初選的人士被控串謀顛覆國家政權罪，北美洲居住的香港人，在美國紐約市、三藩市、洛杉磯、西雅圖及加拿大溫哥華舉行集會或示威活動，聲援在港的政治犯。溫哥華支聯會在溫哥華加蘭護街（Granville Street）的中國領事館前舉行快閃集會，在美國，多個紐約人權組織在時代廣場舉行活動聲援，呼籲外界關注香港問題。

## 8日

### 日本最大網絡券商思佰益一度稱會撤離香港
日本最大網絡證券經紀公司，同時為日本首家在香港上市的公司思佰益(SBI Holdings)，總裁北尾吉孝接受《金融時報》的訪問時表示，由於香港實施《港版國安法》，加上早前有47名香港民主派人士參與初選被捕，認為「沒有自由，就沒有金融業務」（without freedom, there is no financial business）的環境下，讓公司董事感到愈來愈害怕，計畫撤出香港的營運。同時表示在中國做生意，寧願在北京、上海或其他地方設立辦工室。不過數日後，集團發表聲明，表示報道並不正確和震驚及疑惑，思佰益沒有就撤出香港作出任何正式討論，亦沒有任何正式的決定。公司就此事件引起的震驚及混亂，致以最深切的歉意。

### 林郑月娥：必须未来12个月内完成修改选举制度工作
行政长官林郑月娥接受中国环球电视网（CGTN）访问时表示，其任期将于2022年6月结束，2022年3月便要进行下一任行政长官的选举工作，因此特区政府需于12个月内，根据全国人大决定进行本地立法过程，再就选举作出安排，包括选民登记和确定投票日等。她表示，按照全国人大常委会副委员长王晨的说法，会有机制审核或证明候选人资格，以及是否符合爱国者标准，相信稍后的公布中，资格审核机制会起到重要的作用。

## 10日

### 許智峯抵達澳洲展開遊說工作
被香港警方通緝、涉違反包括《港區國安法》等多項罪名的泛民前立法會議員許智峯，由英國轉抵澳洲，開始接受14天強制隔離。他接受SBS專訪時表示，認為歐洲和加拿大已經有國際遊說的政治人物，反之澳洲缺乏，因此會在該處遊說工作，希望當地國會議員和官員能夠看到香港發生的事。他同時透露遊說工作有三大目標，包括推動人權法立法、鼓勵澳洲經貿減少依賴北京和擴大收容香港人的措施。他同時感謝澳洲政府的幫助，在目前對外國人「封關」下，能夠破例容許他自費登上只接載澳洲公民的航班。民建聯立法會議員陳恒鑌直斥許是整個「民主吸血鏈」的最低層，完全無資格為香港人發聲，形容他是帶着「民主變種病毒」由英國逃往澳洲，而且用遊說手段刺激中國政府是幼稚的做法。

### 羅冠聰出席美國參議院外交關係委員會聽證會
被香港警方通緝，現流亡英國的羅冠聰，出席美國參議院外交關係委員會的「世界各地的民主狀況」聽證會，他指出《港區國安法》成為了便利的工具，近期47名民主派人士因參與初選而被控「串謀顛覆國家政權罪」下，令香港自由被侵蝕。而北京「完善」香港選舉制度的決定，他形容實際上是將香港的議會變成如大陸「人大」一樣的「橡皮圖章」，令「選舉」淪為「挑選」。他促請美國加大制裁力度不再只限官員，也應該包括企業。他也促請在4月舉行的民主峰會上，一些民主國家，如七國集團和歐洲國家等，能夠提出維護全球民主聯盟的。最後他以廣東話「光復香港，時代革命！」結束發言。

### 中国驻英国使馆临时代办杨晓光就完善香港选举制度举行吹风会
中国驻英国大使馆临时代办杨晓光举行媒体吹风会。杨晓光指出，完善香港特别行政区选举制度，落实“爱国者治港”，既是推进“一国两制”事业、保持香港长治久安的实际需要，也是宪法赋予全国人大的权力和责任，完全合宪合法，正当合理。香港是中国的一个特别行政区，香港选举制度如何发展和完善完全是中国内政，任何外国都无权干涉。

## 11日

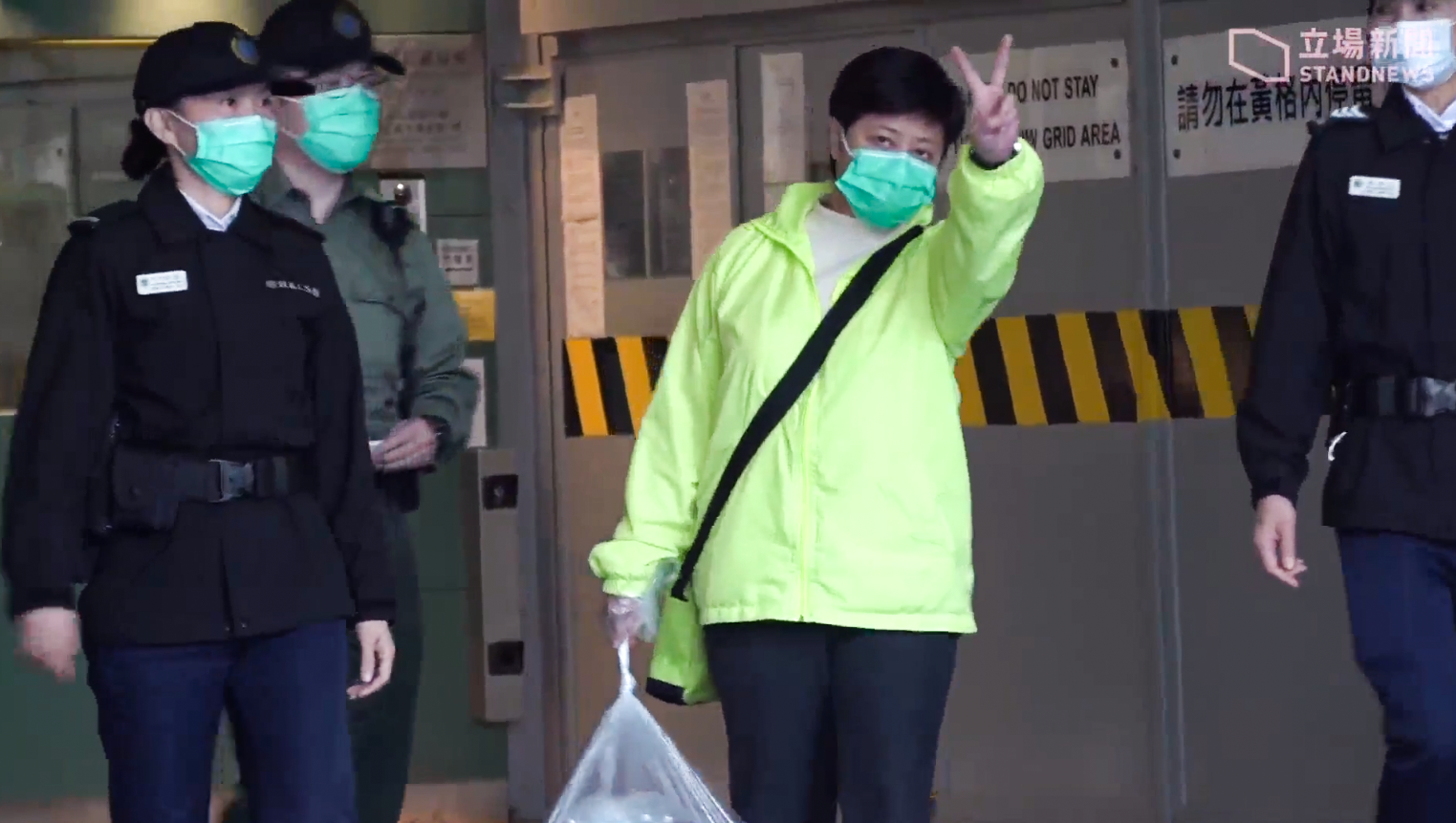
3月11日，黃碧雲步離法庭時，向傳媒展示V字手勢，她對獲准保釋重獲自由感到高興，表示最掛念未能保釋的其他被告

### 《華爾街日報》：「請接受現實 真正掌管香港是習近平」
香港被美國傳統基金會剔除經濟自由度指數，財政司司長陳茂波去信《華爾街日報》，對有關決定表示遺憾，重申香港有「一國兩制」保障自由。《華爾街日報》編輯部刊出評論文章，只陳茂波無需要向國際社會遊說香港沒有改變，指中方已宣稱《中英聯合聲明》為已過去的歷史文件，換言之「一國兩制」並不存在。同時形容陳先生應接受現實，「現在真正掌管香港的是習近平。」文章亦引用夏寶龍早前的「愛國者治港」言論，指出《蘋果日報》創辦人被捕，國泰航空空中服務員因參與示威而被禁飛和梁振英威脅杯葛未有表態支持《港區國安法》的滙豐銀行，向陳茂波問香港還有經濟自由嗎？

### 全国人大表决通过改革选举制度
中國第十三屆全國人大四次會議以2895票贊成、1票棄權，通過《關於完善香港特別行政區選舉制度的決定》，授權全國人大常委會修改香港基本法附件一《行政長官的產生辦法》和附件二《立法會的產生辦法和表決程序》。

### 高院准黃碧雲保釋外出　撤回伍健偉保釋
高等法院拒絕律政司覆核申請，維持原判，批准民主黨黃碧雲以原有條件保釋，不過伍健偉須繼續還押。他離開犯人欄說「各位，撐住呀，10年後再見」。之後高喊口號「願粹我命」，庭內群眾以「捍衛我城」回應。伍健偉再喊「全民自救」，群眾用「打破宿命」回應。

## 12日

### 21人被拒保釋全續還押
其中21名不獲保釋的被告行使每8日覆核保釋的權利，到西九龍裁判法院向《港區國安法》指定法官、總裁判官蘇惠德覆核保釋。不過當中8人同日放棄每隔8日向裁判官覆核保釋的權利，而法庭亦拒絕部分人保釋，當中包括送外婆出殯的袁嘉蔚，全部人繼續還押。

### 歐盟發表年度香港報告 特區政府反對
到3月12日，歐洲聯盟發表年度香港報告，歐盟外交與安全政策高級代表博雷利（Josep Borrell）指在2020年目睹了香港政治局勢出現驚人惡化和嚴重侵蝕，北京實施《港區國安法》用來打擊民主力量，壓制異議和多元化的聲音。加上今年1月，有47名民主派人士因參與初選被捕，證實有關趨勢正在加速。反映中國有意識地破壞‘一國兩制’的原則，違反其國際承諾和《基本法》。特區政府在深夜發表聲明，對有關報告內容表示強烈反對，認為有偏頗和無理的政治抹黑。指歐盟對《香港國安法》的攻擊明顯是雙重標準。

## 13日

### 高等法院處理5人覆核
2021年3月13日，高等法院國安法指定法官杜麗冰處理當中5人的覆核。前公民黨成員譚文豪和郭家麒拒絕保釋，兩人須繼續還柙候訊。前公民黨成員鄭達鴻，西貢區區議員柯耀林及南區區議員彭卓祺批准以現金擔保5-10萬元和人事擔保10-30萬元保釋。當中鄭達鴻以現金擔保10萬元、人事擔保100萬元獲准保釋。保釋條件包括不得直接或間接組織、安排、參與或協調任何級別的選舉，交出所有旅遊證件，以及英國國民(海外)護照BNO；遵守宵禁令，每周四次到警署報到；不得作出可能被視為危害國家安全的言行等。

### G7外長關注港改選制
英國外相藍韜文，七大工業國組織（G7）外長，以及澳洲和新西蘭政府分別發表聲明，對中國修改香港選舉制度表示關注，認為是當局有決心消除香港的異見聲音和意見。其中藍韜文表明中國是少於9個月內的第三次違反《中英聯合聲明》，指北京對香港選舉制度作出極端的改變。外交部駐港公署發言人和中聯辦出稿反駁，指出所謂聲明、報告等違背基本事實，雙重標準，充分暴露把香港當作棋子遏制中國的險惡用心。而中聯辦指有少數西方國家發表聲明大肆干涉中國內政，批評西方國家「講一套做一套」，反問有什麼地方會允許不效忠國家的人擔任公職和指出一些西方國家仍保留着世襲王室的制度和議會有不少非選舉產生的議員。

## 14日

### 攜「光時」卡外賣員被控襲警
今年1月初，一名foodpanda外賣員在天水圍嘉湖銀座對出的公園被數名軍裝警員截查，其後發現錢包放有「光時」字樣的卡片而引起警員以惡劣態度質問。事主被指涉嫌盜竊保溫外賣袋及在警署內以頭部襲警而被捕。事主透露自己到天水圍警署報到時，警方落案控告他涉嫌襲警，案件排期4月15日屯門裁判法院提堂。他批評警員濫捕，用莫須有的理由拘捕。

### 流亡港人發起《2021香港約章》
正流亡的香港立法會前議員羅冠聰、許智峯、梁頌恆，以及民主/本土派人士張崑陽、黃台仰、梁繼平、鄺頌晴和周永康舉辦網上記者會，決定共同發起《2021香港約章》，希望能團結離散港人的信念，凝聚香港人國際戰線的力量和記錄港人聲音，呼籲國際社會對抗中共威權擴張。發起人同時表明不會以團體方式作任何活動。

## 15日

### 北京官員來港出席60場修改選舉制度座談會
全国人大常委会法制工作委员会会同国务院港澳事务办公室、中央人民政府驻香港特别行政区联络办公室3月15日起连续3天在香港开展60場座谈、個別访谈等活动，邀請約見超過1000人，就落实全国人大通過修改香港選舉制度，與香港社会各界代表人士聽取意见和建议。首三场座谈会分别由国务院港澳事务办公室分管日常工作的副主任张晓明，全国人大法工委副主任张勇和香港中联办主任骆惠宁在灣仔香港會議展覽中心主持。张晓明表示，关于完善香港特区选举制度的决定在一国两制推进过程中具有重大意义。但同時強調所有討論須在人大會議的《決定》的基礎上，並非在基礎以外進行天馬行空的討論。中聯辦主任駱惠寧稱選委會有廣泛代表性，能夠更好代表香港社會整體利益，聲言更好代表香港社會整體利益，防止立法會被「港獨和激進分裂勢力」操控。
首天出席的人士包括政務司長張建宗、財政司長陳茂波、律政司長鄭若驊，以及多個建制派政黨成員，包括民建聯主席李慧琼、經民聯主席盧偉國、新民黨主席葉劉淑儀等。
眾新聞翻查2020年選民登記冊，香港最新選民登記數字為4,466,944人。換言之，諮詢人數比例僅約0.02%。

### 新城市廣場衝突咬斷警員手指案 港大畢業生被判囚5年半
一名港大畢業生被控在2019年7月14日沙田新城市廣場衝突中咬斷警員手指，之後被控襲警、對他人身體加以嚴重傷害罪、蓄意傷人，以及公眾地方擾亂秩序行為共四罪。西九龍法院法官陳仲衡指兩名受襲警員當時是正當執行職務，指被告因為對方是警員而進行施襲，而且行為十分兇殘，對警員造成重大傷害，須判處阻嚇性刑罰。最終就4罪判被告判囚5年半，為反修例運動中目前判得最重的案件。庭外多人聽到判決後痛哭，需要由其他人抱著安慰。

### 高先電影院取消放映《理大圍城》
高先電影院在facebook專頁公佈因電影《理大圍城》的放映在近日受到過度關注，為避免引起不必要誤會，將原定放映的場次取消。公司對此表示遺憾，希望觀眾諒解，並會安排退票。

## 16日

### 警方就反修例運動收近 2,000 宗投訴 6宗獲證明屬實
監警會舉行會議，警方交代截至今年3月5日有關反修例運動的投訴共接獲1,950宗，其中621宗屬須匯報投訴，近四成為嚴重指控，包括濫用職權（121宗）、毆打（112宗）、恐嚇（12宗）及2宗捏造證據。署任監警會秘書長梅達明透露目前有6宗投訴獲證明屬實，相關警員的懲處為「訓諭」。

### 藝術中心《理大圍城》補場放映突取消
繼高先電影院後，香港藝術中心原定於16至18日一連三日舉辦的《理大圍城》補場放映會亦突然臨時取消。藝術中心指「是個非常困難的決定」，希望各方諒解及包容。

## 17日

### 港學術自由指數大跌 較柬埔寨低
全球公共政策研究所公布全球學術自由指數（Academic Freedom Index，AFi） 及評級。報告表示香港因實施《國安法》，大幅增加高教界的壓力而獲評D級，與烏干達、俄羅斯、柬埔寨等同級。教育局回應稱學術自由受基本法保障。

### 容海恩點名M+展品涉違國安法
特首林鄭月娥出席立法會接受質詢，新民黨議員容海恩指西九文化區「M+博物館」有些展品，如艾未未的《透視研究：天安門》作品散播涉嫌違反國安法、「侮辱國家尊嚴」。她要求政府成立部門，為有關展品進行審查是否違反國安法和《基本法》，同時要求防止有仇中情緒的展品上架。特首表明「所有香港的同胞都要支持及維護國家安全」，會「特別警惕」相關事宜。M+博物館表示，會以嚴謹的學術精神為原則，並遵守香港法律，“秉持最高的專業操守”。

### 左報批評多個藝團違國安法
左派報章《文匯報》和《大公報》批擊藝術發展局資助多個藝術團體進行與反修例運動相關的創作，指「藝發局資助黑暴電影」和「藝發局變相成為『黃電影』金主」，報道同時點名多個藝團，包括光影作坊、糊塗戲班、天邊外劇場、同流劇場、香港文學生活館等違反國安法。藝發局傍晚發出聲明回應，指會定期發信提醒所有獲得資助的藝團需要遵守香港法例以及其他合約條款，如違反合約內容，包括被確定為鼓吹港獨、推翻政府，該局有權暫緩、調整和停止撥款。

### 修訂公職條例草案 區議員須宣誓
香港立法會將於當天審議《2021年公職（參選及任職）（雜項修訂）條例草案》。《草案》規管公職人員（包括區議員與司法人員）宣誓及取消資格的規定。

### 美国宣布对中港官员实施金融制裁
2021年3月17日，美国国务院宣布对24名中港官员实施金融制裁。中国外交部发言人赵立坚表示，已对此前实施旅行限制的14名中方官员进一步施加金融制裁采取必要的反制措施。香港特区政府發言人表示極度失望，并指行政長官及其他被制裁的特區官員「都無懼美國敵意的霸權行為，他們會繼續無畏無懼地在香港依法履行維護『一國兩制』和國家安全的職責」。

## 18日

### 全国人大常委会发言人谴责美方制裁
全国人民代表大会常务委员会发言人就美国宣布对中港官员实施金融制裁表示强烈谴责，表示全国人大修改完善香港选举制度，目的是消除制度机制方面存在的隐患和风险，为贯彻“一国两制”方针，落实“爱国者治港”原则提供健全的制度保障。

### 司法案件

#### 臉書煽圍新屋嶺 「金正恩」社會服務令改囚13月
一名38歲的地盤工人，2019年9月在facebook群組以網名「金正恩」的帳戶發帖文，稱有示威者在新屋嶺扣留中心遭性侵甚至殺害，呼籲市民到該處「包圍」和「救出義士」。法官早前裁定煽惑他人參與非法集結罪成，判160小時社會服務令。律政司不滿提出刑期覆核，最後上訴庭認為刑期明顯過輕，改判囚13個月。首席法官潘兆初認為涉案帖文內容不單止虛構，更帶有污衊和仇恨字眼。法官潘敏琦認為互聯網傳遞範圍十分廣闊下，犯案人在互聯網只需一個按鍵，便可以犯案，變相視為加刑因素。

#### 刑毀喜茶少年被加刑
一名16歲少年在去年5月13日新城市廣場「和你sing」活動中刑事毁壞「喜茶」，判200小時社服令。其後律政司認為案件性質十分嚴重，就案件提出刑期覆核。形容很多商店被人破壞後「敢怒不敢言」，「唔可以話打爛收銀機姐，萬五蚊好小事」，「因大聲譴責只會招來進一步破壞」，只會影響香港營商環境。上訴庭裁定原審裁判官判刑明顯不足，押後至4月12日判刑。

## 21日

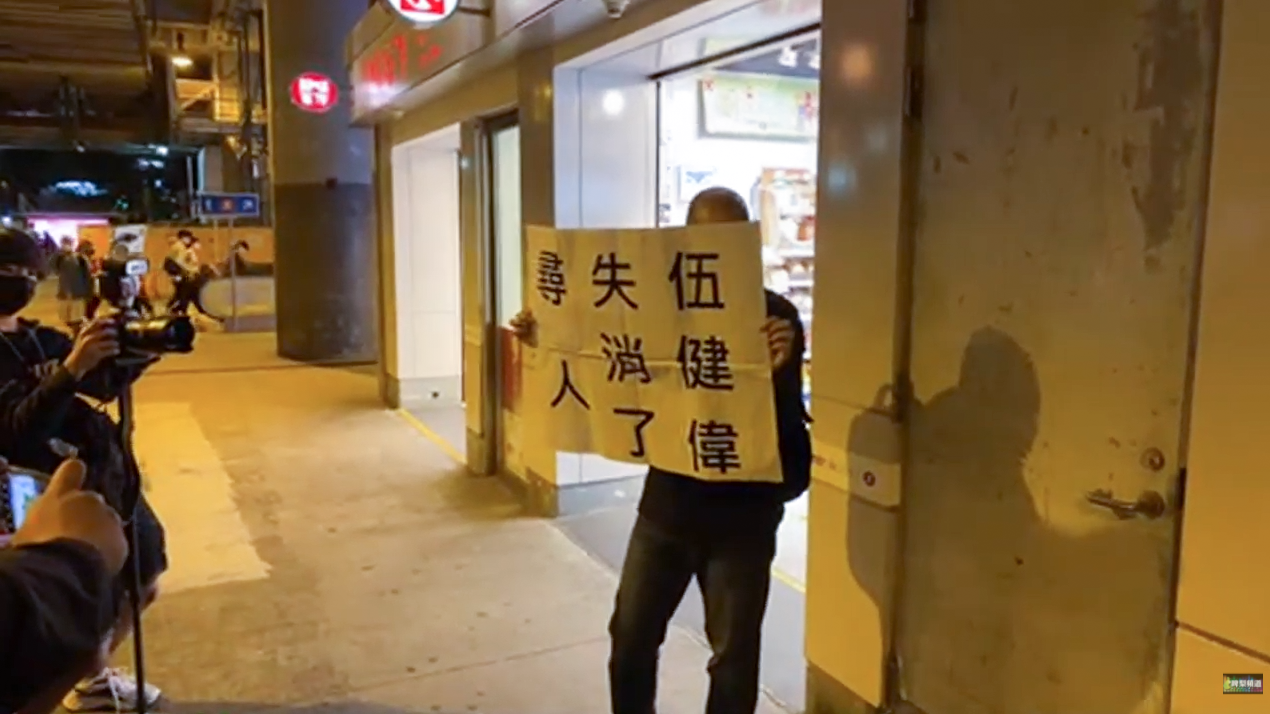
一名男子手持“尋人 失消了伍健偉”標語到場，10多秒後離開

### 721事件20個月 逾20名警員到場戒備
元朗襲擊事件發生20個月，元朗站地面交通交匯處繼續有至少30多名警員戒備，無人聚集。期間有一名男子手持“尋人 失消了伍健偉”標語到場，很快便自行離開。

## 22日

### 12港人案中的其中8人刑滿出獄，同日由深圳移交港警。家屬對港警不批准律師見8人感到失望

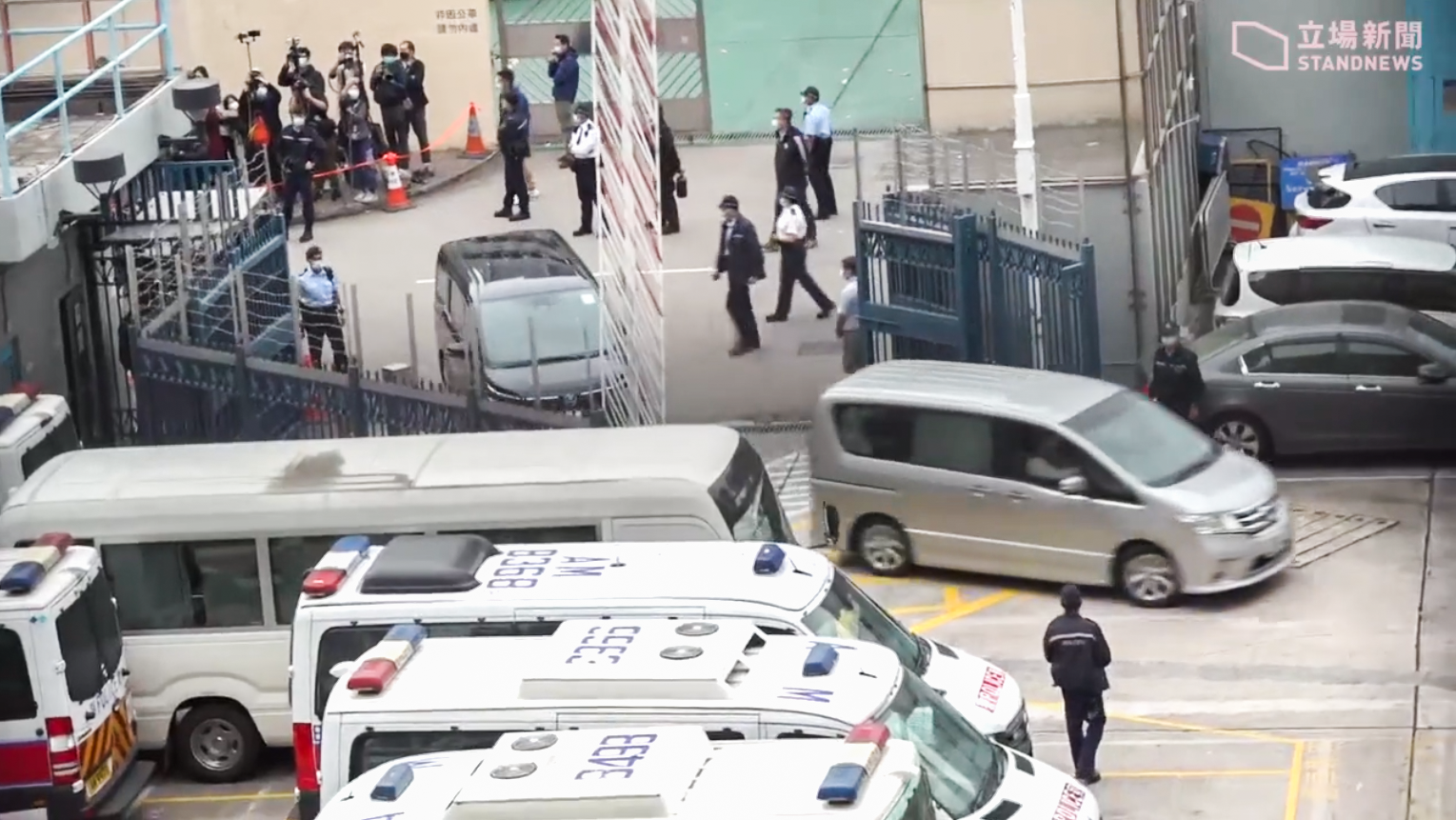
疑犯黑布蒙頭，分4批乘七人車或私家車，帶到天水圍警署

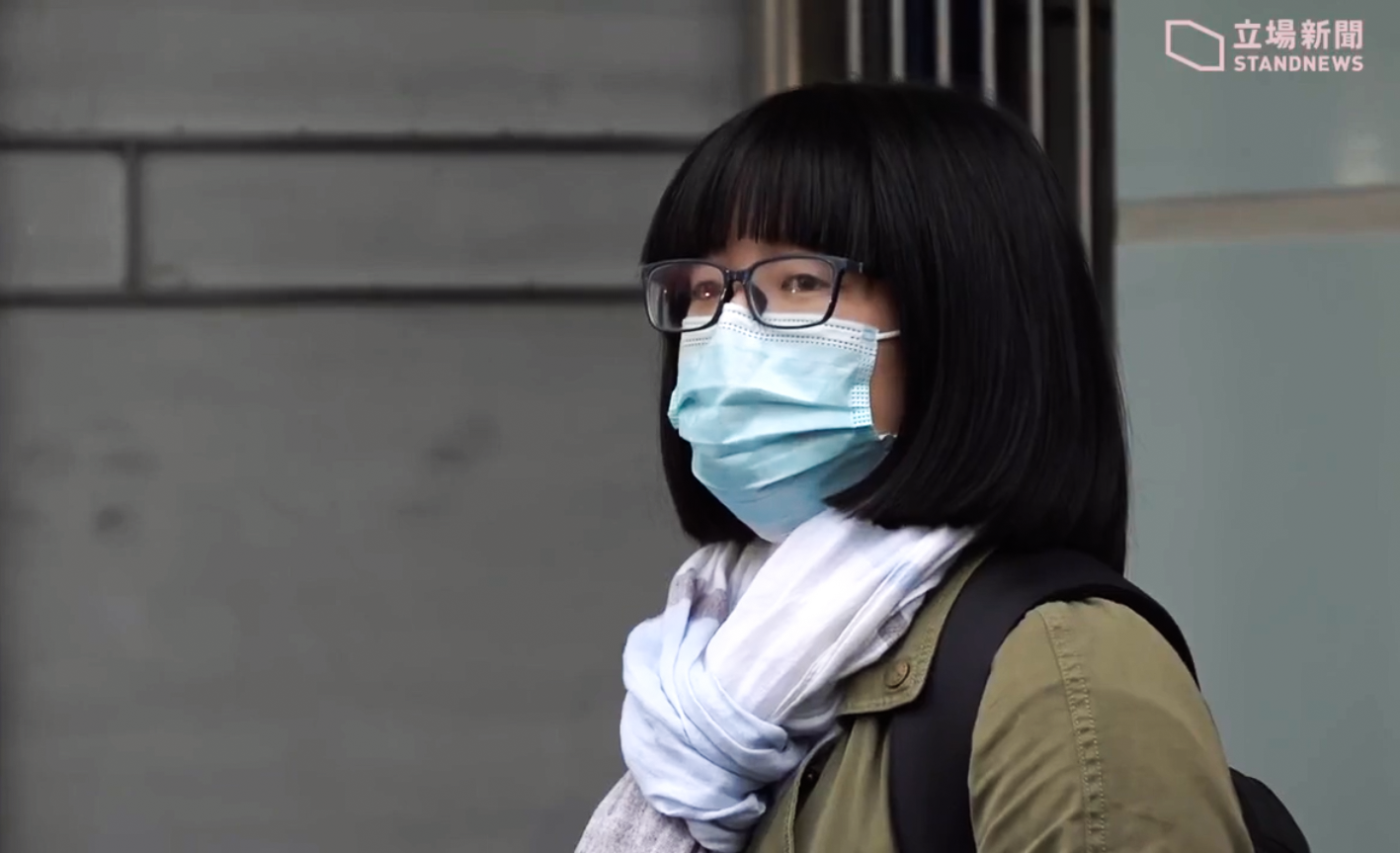
協助12港人家屬的香港大律師兼支聯會副主席鄒幸彤指家屬心情焦急，對警方的移交安排非常失望

12港人案中，10人在深圳被判囚7個月到3年，其中的8人，李宇軒、張俊富、張銘裕、嚴文謙、李子賢、郭子麟、鄭子豪及黃偉然於2021年3月22日刑滿，他們被深圳警方從深圳灣口岸分四批移交回香港，並被帶到天水圍警署，其後押往各自所屬案件的警署。深圳市盐田区警方当日通报，8人已经于3月22日刑满释放，并被遣送出境。消息指其中7人不牽涉觸犯《港區國安法》，國安處不會處理，而各人所涉案件部分排期至2023年，很大機會長期羈押，無法保釋。而警方國安處高級警司李桂華一度在天水圍警署現身。在早上於警署外等候的家屬對未獲警方通知有關安排感到失望，只能在附近等候消息。其中李子賢的姨媽向警署方向高呼「姨媽好掛住你」、「你要乖」等，其後落淚。而其中一名當事人的家屬表示十分擔心親人。協助12港人家屬的香港大律師兼支聯會副主席鄒幸彤指家屬心情焦急，由早上等到傍晚也沒有回應。她指只有一名疑犯曾致電家屬，未有律師能夠接觸到8人，認為疑犯有權利會見律師及聯絡家人。

### 元朗襲擊事件 法庭裁定6名受審被告表證成立
前年7月21日元朗襲擊事件的白衣人暴動案經過20天審訊後，區域法院法官葉佐文裁定6名受審被告表證成立，須就控罪答辯。而第六被告「飛天南」吳偉南在明日出庭作供。

### 9人涉聲援理大示威者再被捕
警方有組織罪案及三合會調查科再次拘捕3男6女拒保候查人士，被指在前年11月18日香港理工大學衝突期間，在科學館廣場外聲援理工大學內的人士，並設置雨傘陣與警方對峙，之後被警員包圍拘捕。他們連同一名保釋候查的28歲女子，被控一項非法集結罪。案件將於3月26日在九龍城裁判法院提堂。而《蘋果日報》消息指，當日曾自願登記身份離開理大校園的人士將「全部中獎永不落空」，警隊內部形容為馬拉松式秋後算賬，曾被警員登記的18歲以下人士可能會面臨起訴。

### 全国人大常委会委员长会议决定 3月末审议基本法附件一和附件二修订草案
全国人大常委会委员长栗战书主持第十三届全国人大常委会第八十八次委员长会议。会议决定，第十三届全国人大常委会第二十七次会议于3月29日至30日在北京举行，并建议此次常委会会议按照法定程序审议全国人民代表大会常务委员会委员长会议关于提请审议《中华人民共和国香港特别行政区基本法附件一香港特别行政区行政长官的产生办法（修订草案）》的议案、全国人民代表大会常务委员会委员长会议关于提请审议《中华人民共和国香港特别行政区基本法附件二香港特别行政区立法会的产生办法和表决程序（修订草案）》的议案。

## 23日

### 法律界人士批评《世界人權報告》有關中港的內容不實
下午，香港法律界人士以「國家安全教育中心」的名义，就人权观察此前发表的《世界人權報告》召开記者會，批评报告中有關中港的內容不實。立法会议员何君尧认为，人权观察应尊重事实，所以他们选择主动出击、澄清事实，以正视听。丁煌大律师表示，人权观察的报告内容是片面的，企图掩盖事实，散布抹黑言论，希望联合国应该谨慎查阅人权观察报告，不应采纳不真实的材料，同时希望那些提出与中国有关的谬论的人，应该亲自到中国来，用自己的眼睛去发现事实，用自己的感知去感受中国的发展，用正确的态度和中国讨论。马恩国大律师认为，人权观察报告中有大量关于香港的不实情况，他们作为香港的专业人士一定要站出来用英文在世界上为中国发声，对报告当中涉及中国香港的谬论进行反驳，用事实说话。其后，外交部駐港特派員公署4月2日去信何君堯，信件署名是副特派員方建明，在信中指讚賞何君堯的鬥爭意識和鬥爭精神，希望他繼續利用「各方面資源」，為國為港發聲，向國際社會講明真相，反駁反中亂港勢力的不實指責。4月24日，何君堯在Facebook公開信件，並指下一步要到聯合國发言。

## 24日

### 岑子杰覆核警方6．12施催淚彈決定
時任民陣召集人岑子杰和一名參加中信大廈外集會的巿民就2019年6月12日金鐘衝突提出司法覆核，要求法庭裁定警方當日施放催淚彈的做法是違反《基本法》保障集會示威自由，以及《人權法》中不得施以酷刑的條文。高等法院頒下判辭，認為警方當日施放催淚彈的決定具合理可爭辯之處，有合理可勝訴的機會。不過法官認為案件有爭議，要求他們需要在14天內按《高等法院規則》繼續訴訟，並改以其他民事訴訟方式進行。

### 李宇軒被控勾結外國等3罪提堂
「香港故事」成員李宇軒被警方扣留兩天後，被控3項罪名，包括《港區國安法》的串謀勾結外國勢力或者境外勢力危害國家安全罪，串謀協助罪犯罪和無牌管有彈藥罪，案件同日在西九龍裁判法院提堂。案情指他曾於2020年7月1日至2021年2月15日其間，在香港與黎智英、Mark Herman Simon、陳梓華、劉祖廸及其他人共同串謀，請求外國或者境外機構、組織、人員實施對香港特別行政區或者中華人民共和國進行制裁、封鎖或者採取其他敵對行動。同時在單位內發現232枚使用過的催淚彈、7枚使用過的海綿彈，以及38枚使用過的橡膠子彈。不過由於李宇軒正在進行強制檢疫，也沒有法律代表應訊或家屬旁聽。案件押後至3月31日再訊。

### 蔡玉玲涉虛假陳述罪表證成立
《鏗鏘集》編導蔡玉玲，被指製作元朗721事件1週年追蹤節目《721誰主真相》期間查閱車主資料時涉嫌虛假陳述，案件在西九龍裁判法院開審，10多名港台節目製作人員工會成員和港台前員工到庭聲援。辯方陳辭時指出示，她查冊是為了查找當日是什麼車輛運輸武器給疑似施襲者，因此屬於交通事宜，陳述均是屬實，採訪明顯涉及公共利益。而控方指採訪及報道並非交通運輸事宜，同時認為車主的資料屬私隱，車主有合理期望對有關資料不會被傳媒用作不是與交通運輸有關的用途。辯方反駁法例未有指出運輸署長有權規限查冊的原因。主任裁判官徐綺裁定被告表面證供成立。

## 25日

### 李宇軒回港至今4天下落不明
12港人案中，8人已經服刑完畢，從內地移交回香港。不過12港人關注組透露，被控串謀勾結外國或者境外勢力危害國家安全等三罪的李宇軒回港至今4天，仍然下落不明。其家人曾向懲教署及警方查詢，不過懲教署稱無此人，而警方表示不清楚李宇軒位置。懲教署向媒體回覆指，不會就就個別個案作出評論，只會按照既定程序詢問在囚人士是否需要協助通知親友所在的羈押地點。

### 上訴庭裁定暴動及非法集結不在現場者亦可入罪

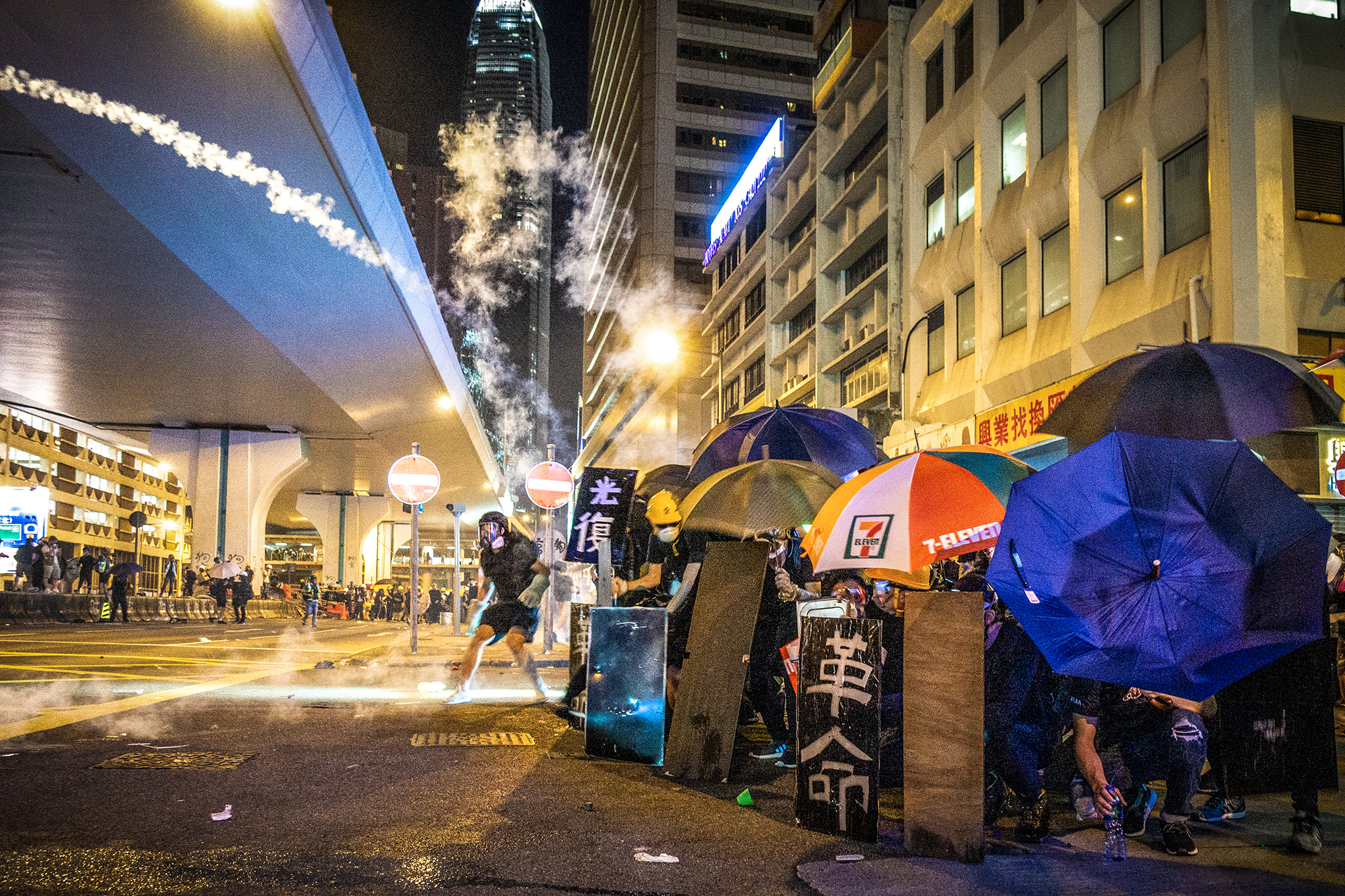
上訴庭就2019年7月28日上環衝突的案件釐清法律觀點，裁定暴動及非法集結不在現場，亦有機會被定罪

上訴庭就2019年7月28日上環衝突的案件釐清法律觀點，裁定共同犯罪原則適用於非法集結和暴動罪，即使犯案者不是身處現場，亦有機會被定罪。上訴庭頒布書面判詞列舉部分例子有被控風險，包括「主腦」海外遙距控制和指揮、向非法集結或暴動案件/人士提供金錢或物資、提供武器或防毒面具、透過電話或社交媒體鼓勵或宣傳、網上或示威外圍人士用哨兵身份，提醒警方推進或動員；和提供車輛離開非法集結或暴動現場的司機等。形容這些角色屬於與主犯齊心協力，與主犯一樣有同樣罪責。如果「伙同犯罪」原則被剔除，會出現顯著的漏洞，他們不用承擔罪責。
上訴庭同時指出當示威現場變成非法集結或暴動時，和平示威者或路人應盡早離開現場。如果有合理理由或現場環境不容許，純粹在場並不夠構成入罪。不過如果參與暴力行為或威脅暴力，會超越法律保障合法示威的界線，指出「他就不再是和平示威者、路過或旁觀者，而需要為罪責承擔責任。」判詞同時指出言論自由並非「絕對」，反駁辯方憂慮在任何平台留言、傳播訊息、讚好分享都會入罪的說法。指出有足夠證據下，他們是從犯或共同犯罪者。
有不願具名的大律師表示，相關的法律觀點將令警方有大機會藉此拘捕更多不在場者。同時指出判辭中有大量情况會有灰色地帶，感到十分擔心。

## 29日

### 李宇軒還柙小欖精神病治療中心
12港人案中，李宇軒下落不明一星期。《蘋果日報》報道他正被還柙在屬高度設防的小欖精神病治療中心，由內部俗稱「神秘組」的懲教人員負責看管，現正被單獨囚禁。知情人士稱有關的安排可避免他對外透露在內地審訊和收監過程，也能避免他可以與其他囚犯和職員接觸。李宇軒的妹妹接受媒體查詢時表示沒有收到任何消息，只是從報章得知事件。懲教署拒回應任何詳情。

## 30日

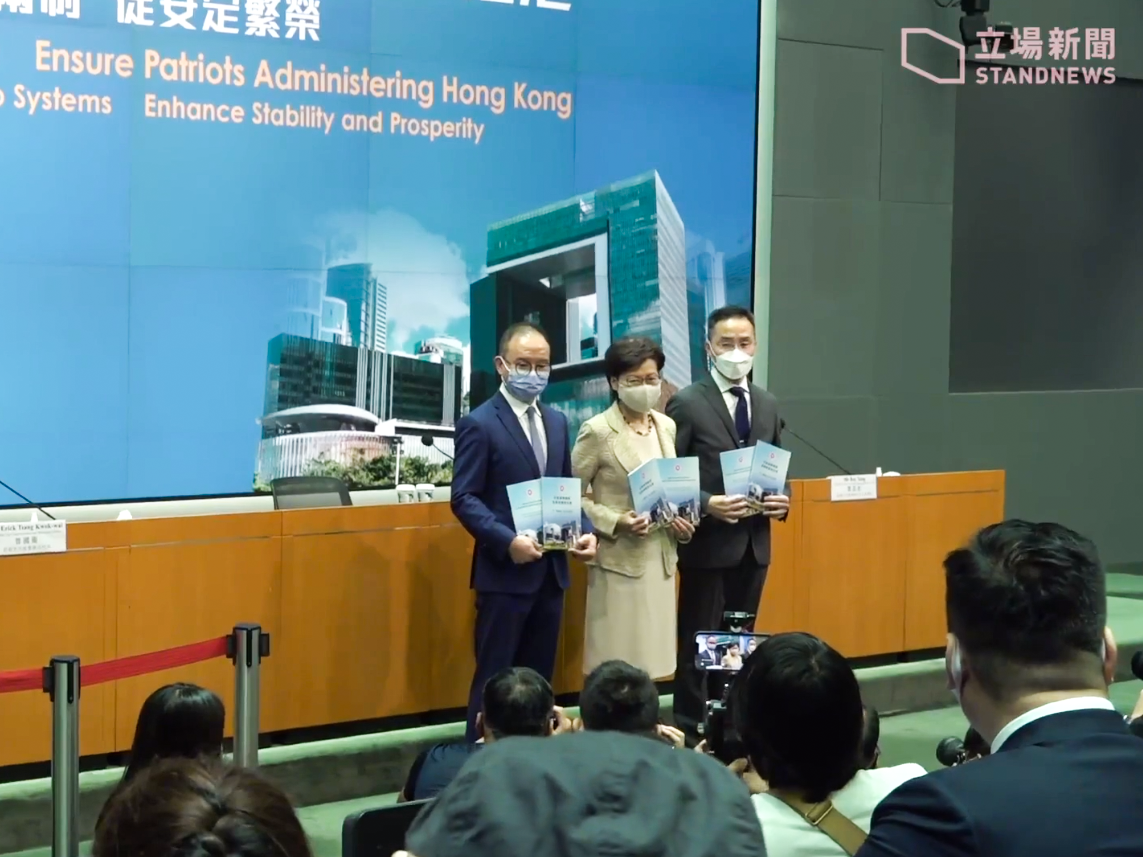
3月30日下午，特首林鄭月娥與官員召開記者會公佈改變香港選舉制度

### 國安法實施後 申請提取強積金創紀錄新高
自《港區國安法》在2020年7月實施後，加速香港人移民潮。積金局最新數據顯示，2020年第3季（7月至9月）以「永久離開香港」為由，申請提早提取強積金共有8,100宗，按季大增2100宗，涉及金額達17.04億元，按季大增72.6%，是自2014年有公布紀錄以來新高。

### 全國人大大幅修改特首選舉委員會組成
十三屆全國人大常委會第二十七次會議今日以167票全票通過新修訂的《基本法》附件一及附件二，修改香港選舉制度。在附件一當中的「五步曲」將不再適用。特首林鄭月娥爭取4月中提交本地選舉相關法例的條例草案讓立法會審議，期望5月底可以三讀通過，到6月進行選民登記，9月舉行選舉委員會界別分組選舉，12月舉行第七屆立法會選舉，以及明年3月舉行特首選舉。立法會議席將採取4-3-2方案，選委會產生40席、功能界別30席、地區直選20席。其中功能組別現有6個區議會議席全部取消，被人大政協取代。而過往由泛民盤鋸多年的專業界別議席亦將消失。資訊科技界改為「科技創新界」，並由過往以個人票和團體票投票，改為混合產生。飲食界亦改由混合票產生，醫學界及衞生服務界合併為醫療衞生界。同時新增商界（第三）及全國性團體代表。
而選委會亦廢除全數區議員代表，改為由民政事務總署署長委任，建制派人士領導的人士，合共有156席。包括地區分區委員會、地區撲滅罪行委員會、地區防火委員會。
而參選立法會人士須要在新的選委會中，在5個界別要各取最少2個提名，即至少有10票才能入閘。而選舉亦會設立由特區政府主要官員擔任的資格審查委員會，審批參選人。警務處國家安全處會審查參選人是否符合資格。而遭DQ（取消資格）者不能司法覆核。
另外，《蘋果日報》發現與內地相關的人大政協、「內地港人團體」、「全國性團體香港成員代表」等界別，至少佔443席。建制派人士全面支持相關的修訂，認為做法合憲合法、合情合理，是順應廣泛民意，更能代表香港整體利益。民主黨主席羅健熙形容是將回歸20多年以來的民主空間收緊，不利香港發展。他批評選舉委員會將取消區議會議席的做法不合邏輯，令人摸不著頭腦。他認為每項修訂將大幅減少香港人聲音帶入議會制度內，讓香港社會未來更加困難，不利發展。至於民主黨日後會否派人參選，仍有待內部商討。
香港大學政治與公共行政學系教授陳祖為指有關決定不僅沒有循序漸進，連循序漸退也說不上，是突然死亡，並指出有「四大荒謬」。

### 《港區國安法》首宗案件 嶺大劉智鵬為控方解釋「光時」
《港區國安法》首宗案件原定在6月23日開審，辯方透露被告唐英傑因日程安排，無法配合案件原定開審日期，辯方亦難以找到能夠處理雙語處理案件的資深大律師，加上法援署在昨日通知被告會批出法援，會就本案不設陪審團提出司法覆核，要求法庭撤銷原定審期。律政司的高級助理刑事檢控專員（特別職務）周天行引述國安法第42條，指法庭應該及時辦理案件，反對辯方申請。而港區國安法指定法官彭寶琴擔心覆核違反條文要求。辯方亦透露嶺南大學協理副校長（學術及對外關係）、歷史系教授劉智鵬將擔任控方證人，解釋「光復香港，時代革命」口號的意思。不過辯方表示在目前政治環境下，未有合適的專家人選。據了解，他撰寫的專家報告中，形容「光復香港，時代革命」口號有分裂國家意圖。

### 法庭以私隱刪除控罪書多項資料
香港記者協會表示，多個傳媒機構的法庭記者今日到裁判法院查閱控罪書時，發現有多項資料被刪除，包括被告的年齡、出生日期、身分證號碼、職業、部分住址。而負責案件的主管警務人員資料，如姓名、所屬警區和職級等資料亦不能查閱。記協憂慮認為有關政策將嚴重影響司法公開原則，要求重新開放上述資料予傳媒查閱。司法機構表示，稱相關的個人資料有較高私隱度，或會損害妥善執行司法工作，因此由3月30日起，不會再提供被告人和控方主管人員的個人資料。

## 31日

### 美國國務院發布年度香港政策報告 特區政府強烈反對評論
美國國務院發布2020年度香港政策報告，國務卿安東尼·布林肯指責中國政府對新疆維吾爾人實施種族滅絕，又指實施《港區國安法》後，出現不少嚴重破壞了香港人民的權利和自由的事件，如利用《國家安全法》和其他法律對待反對派政治人士，出現濫權和任意逮捕，推遲立法會選舉，對司法獨立以及學術和新聞自由施壓和事實上禁止公開示威。特區政府發表聲明，強烈反對美國國務院人權報告中對香港特區的評論。指政府高度重視並堅定維護香港的人權和各項自由。批評美國因政治目的而詆毀《香港國安法》，明顯是採取雙重標準的虛偽行為。同時不尊重香港特區的司法制度、損害法治精神，重申外國政府不應以任何形式干預香港特別行政區的內部事務。

### 政府建議通識改名「公民與社會發展科」冀9月落實
課程發展議會、考評局公開考試委員會下午舉行聯席會議，審議並通過高中四個核心科目（即中文、英文、數學及通識科）的「優化方案」，建議通識科改名為「公民與社會發展科」。課程將以香港、國家和當代世界三個主題為核心內容，將不設獨立專題探究（IES），並為學生提供「前往內地學習機會」。議會期望教育局盡快接納建議，讓方案在2021/22 學年、即今年9月起在中四級全面推行，以讓學生「盡早受惠」，「公民與社會發展科」這個新名稱亦有待教育局作最後決定才會落實。不過新聞稿未有提及四個核心科改動所引起的爭議和質疑，只列出各科改動重點。